# Parrocchie della diocesi di Nardò-Gallipoli
Il territorio è suddiviso in 73 parrocchie, raggruppate in 6 zone pastorali o foranie; sono distribuite in comuni e frazioni appartenenti alla sola provincia di Lecce.

## Zona pastorale o Forania: Beata Vergine Maria della Coltura
| Località | Parrocchia                                       | Popolazione | Sito web |
| -------- | ------------------------------------------------ | ----------- | -------- |
| Casarano | Cuore Immacolato di Maria                        | 3.250       |          |
| Casarano | Maria SS. Annunziata                             | 6.698       |          |
| Casarano | Sacro Cuore di Gesù                              | 3.450       |          |
| Casarano | San Domenico                                     | 4.200       |          |
| Casarano | Santi Giuseppe da Copertino e Pio da Pietrelcina | 4.100       |          |
| Matino   | San Giorgio Martire                              | 4.917       |          |
| Matino   | Sacro Cuore di Gesù                              | 3.350       |          |
| Matino   | Santa Famiglia                                   | 3.331       |          |
| Parabita | Sant'Anna                                        | 3.250       |          |
| Parabita | Sant'Antonio di Padova                           | 3.000       |          |
| Parabita | San Giovanni Battista                            | 3.422       |          |
| Tuglie   | Maria SS. Annunziata                             | 4.820       |          |
| Tuglie   | Santa Maria Goretti                              | 750         |          |

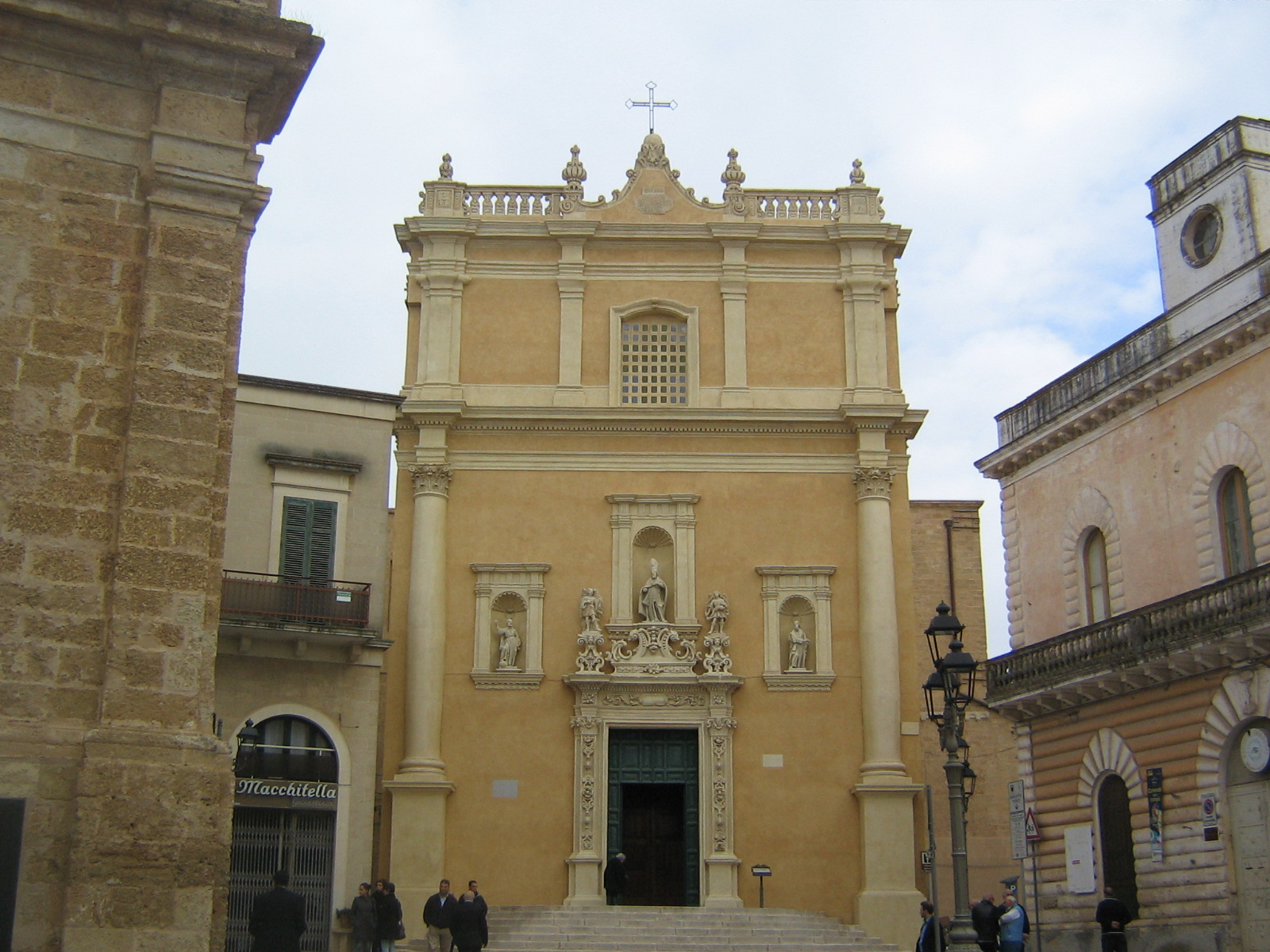
Parrocchia Maria SS. Annunziata, Chiesa Madre, Casarano
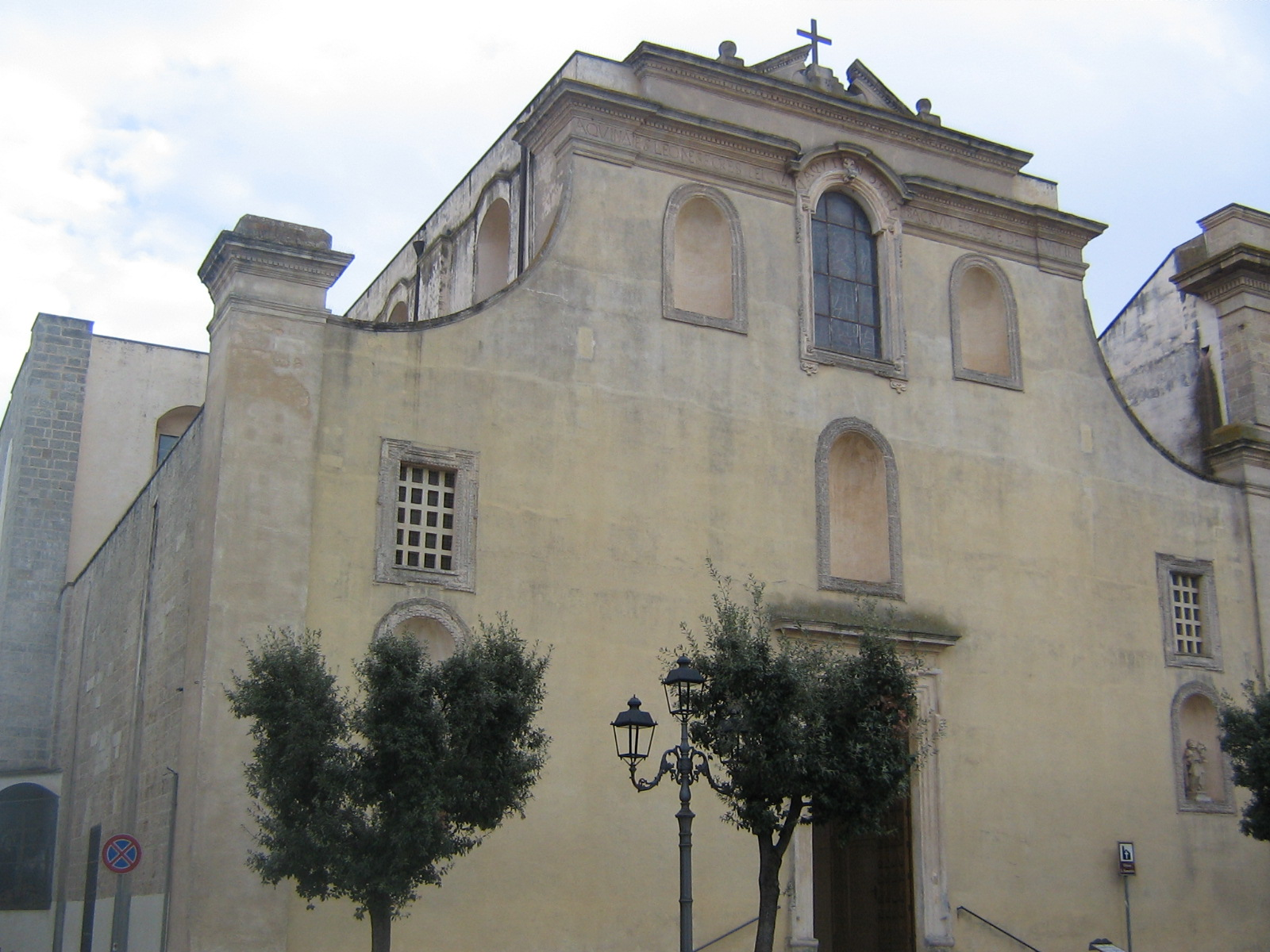
Chiesa parrocchiale di San Domenico, Casarano
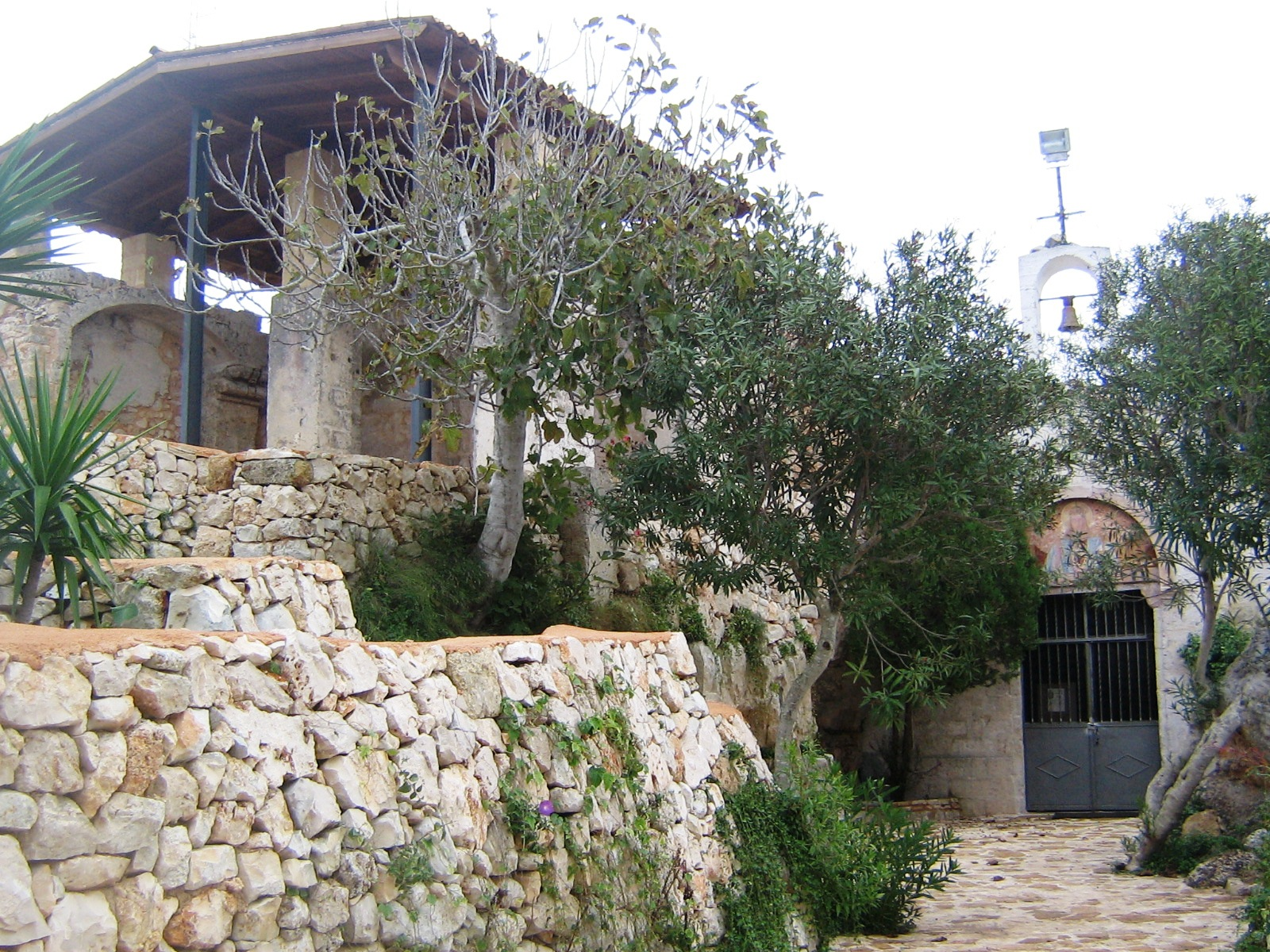
Cripta del Crocifisso e ruderi del Convento, Casarano
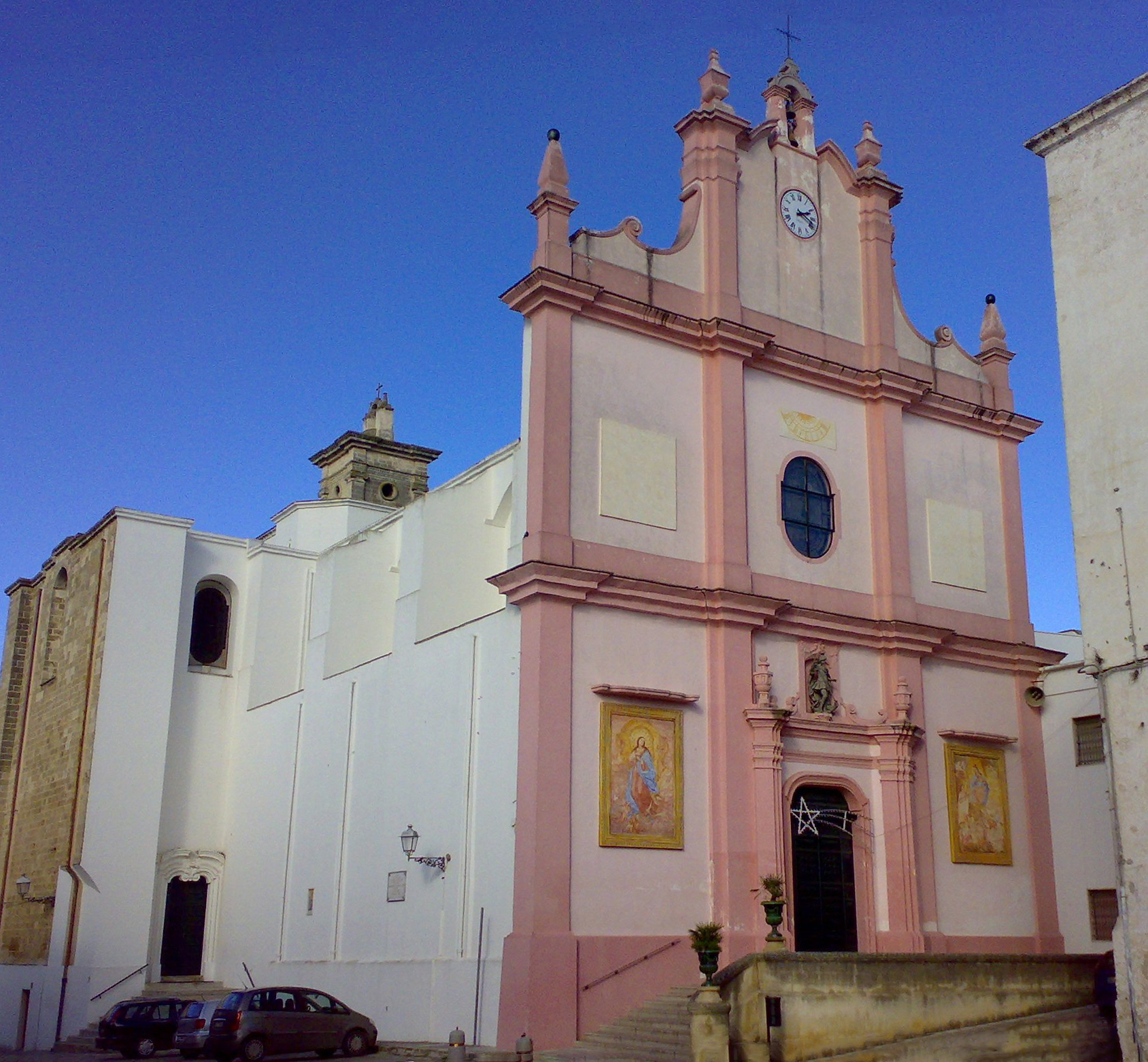
Parrocchia San Giorgio, Chiesa Madre, Matino
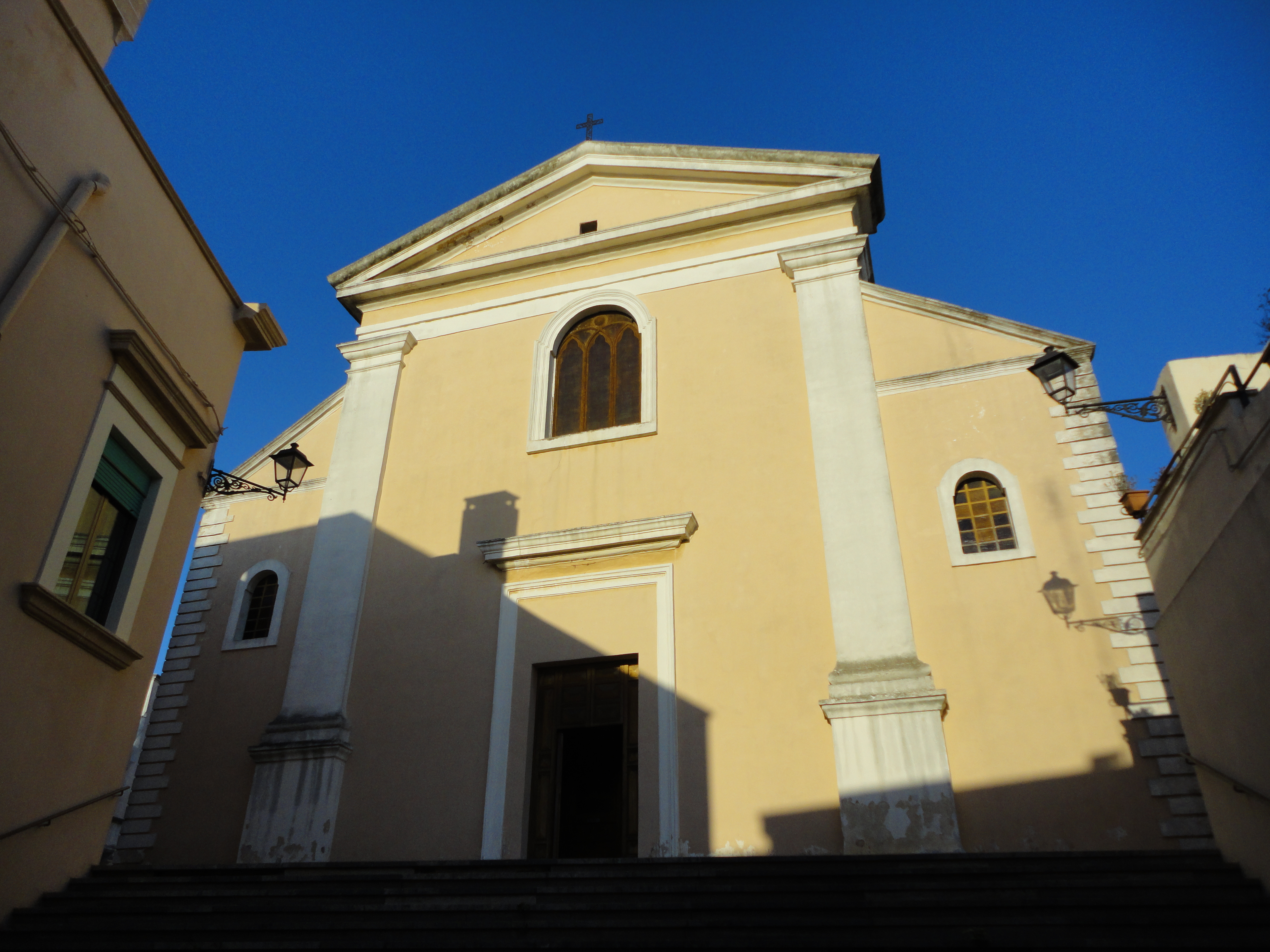
(1) Parrocchia San Giovanni Battista, Chiesa Madre, Parabita
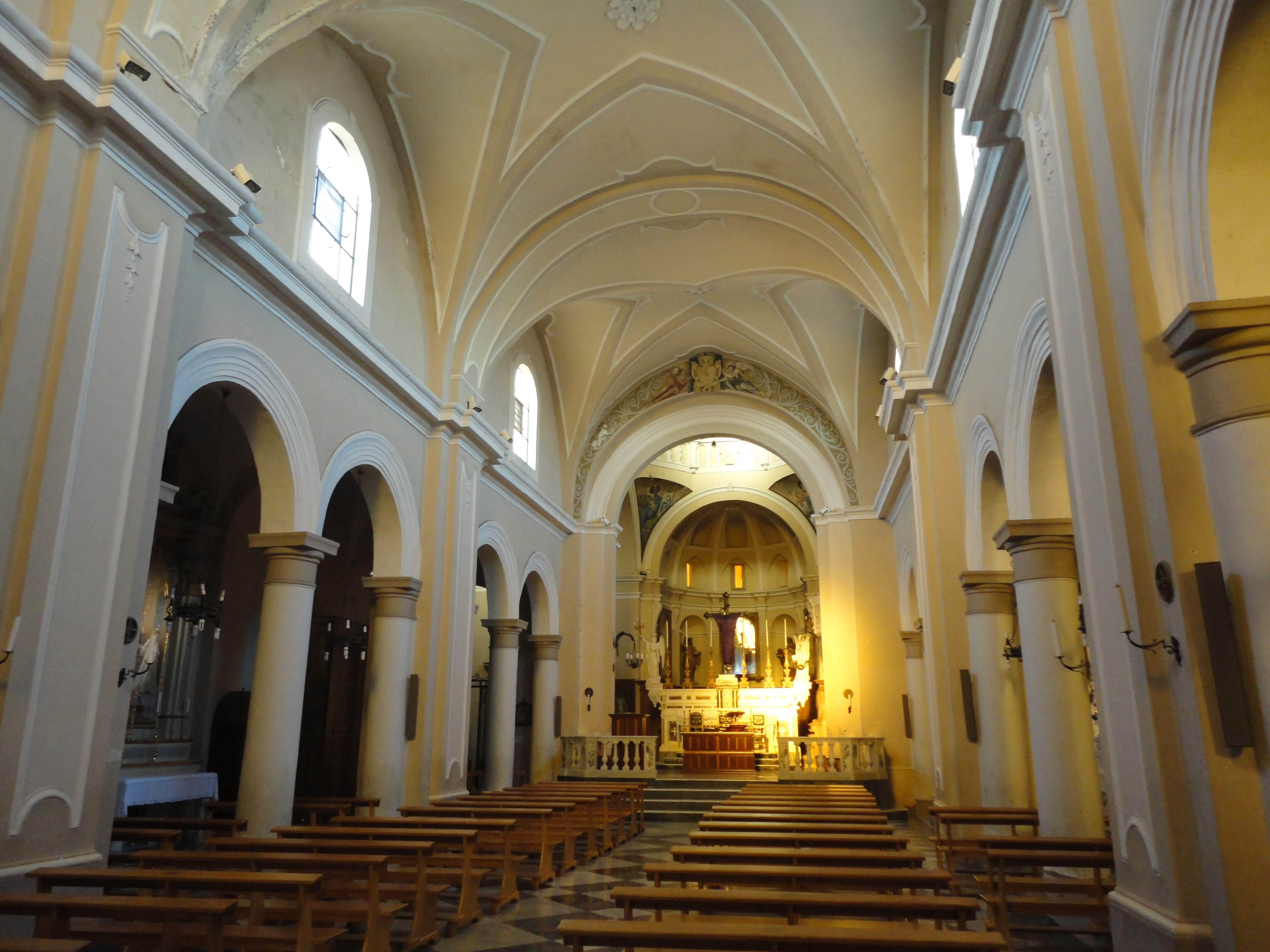
(2) Parrocchia di San Giovanni Battista, interno, Parabita
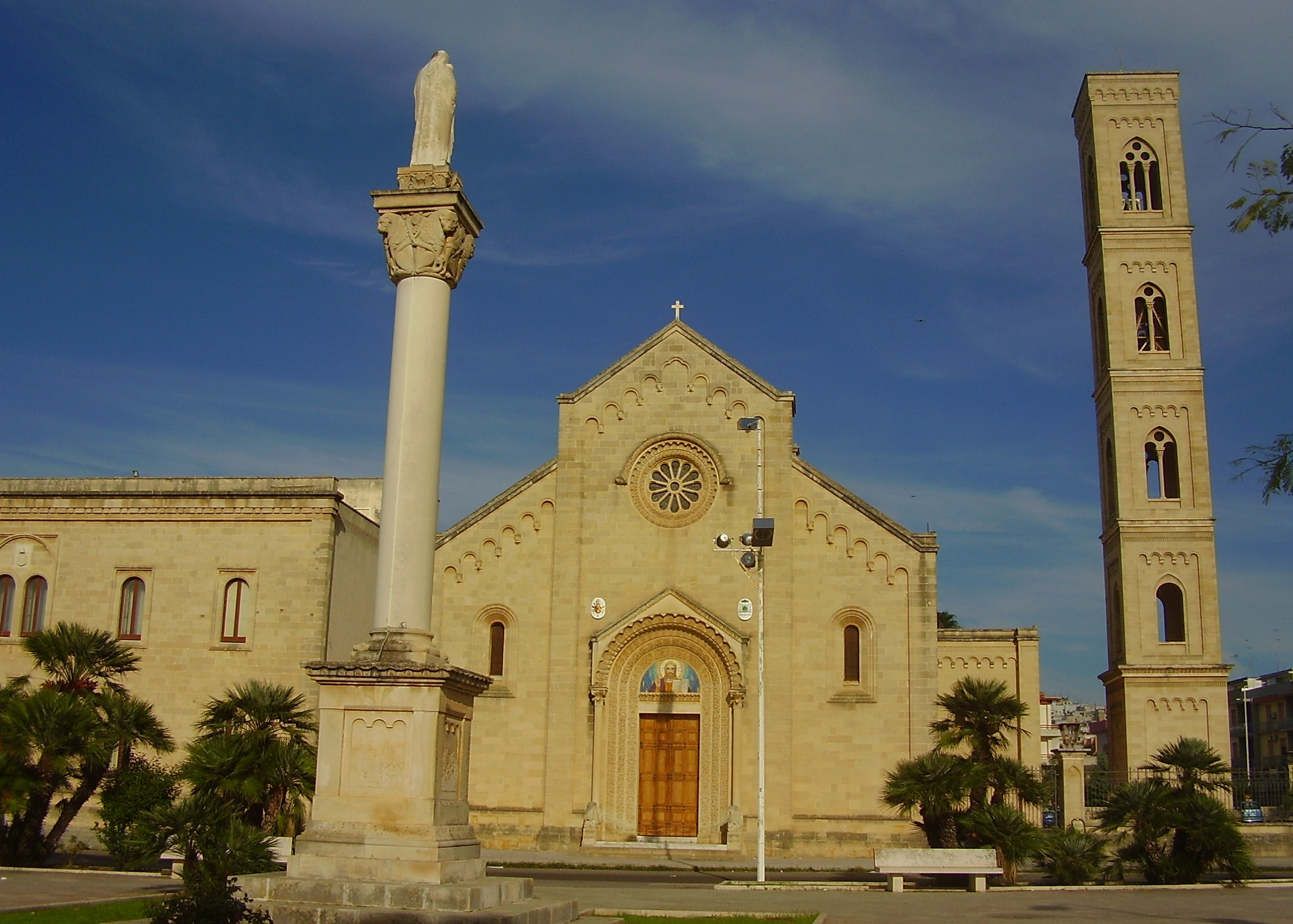
Basilica Madonna della Coltura, Parabita
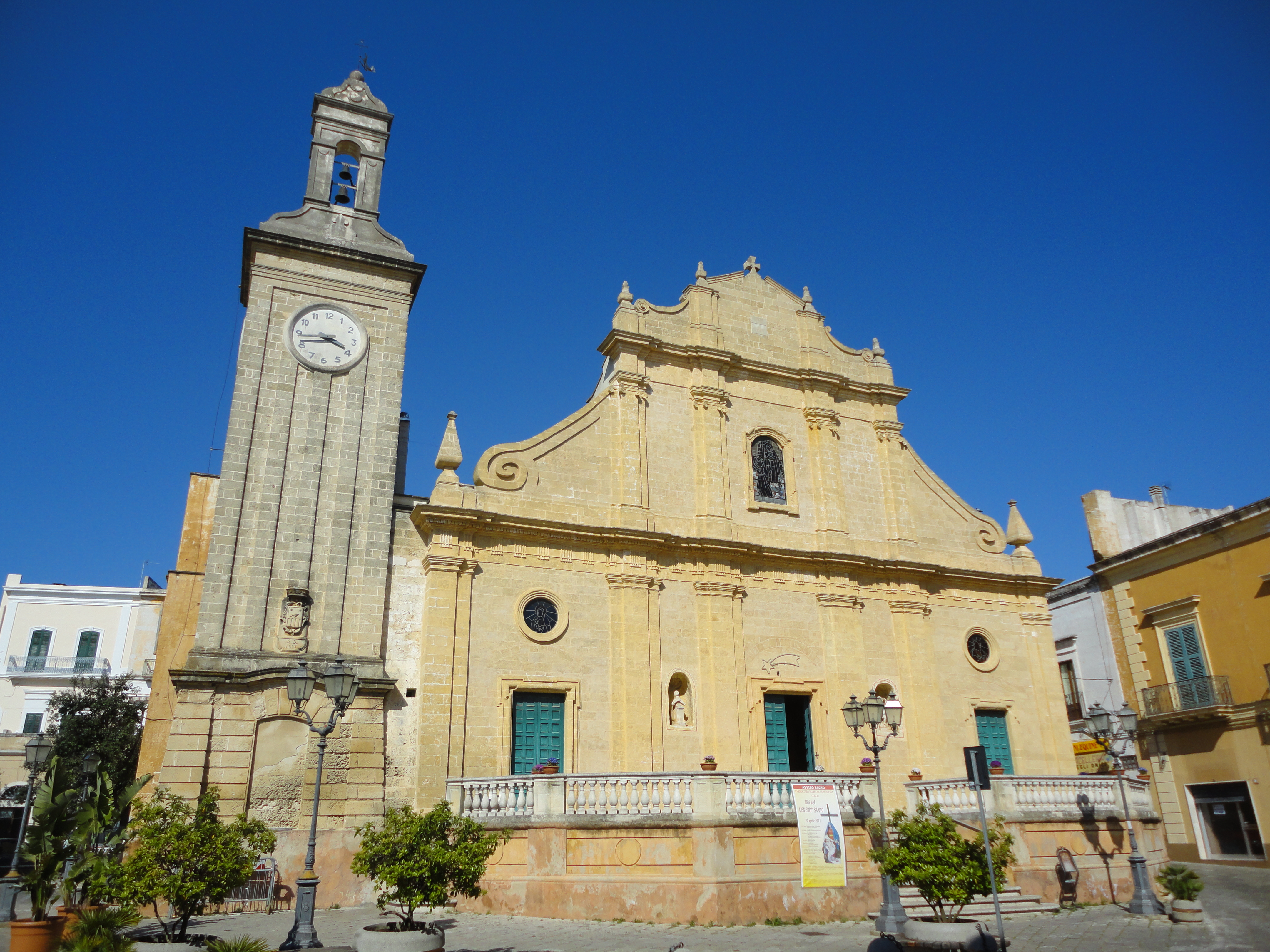
(1) Parrocchia Maria SS. Annunziata, chiesa madre, Tuglie
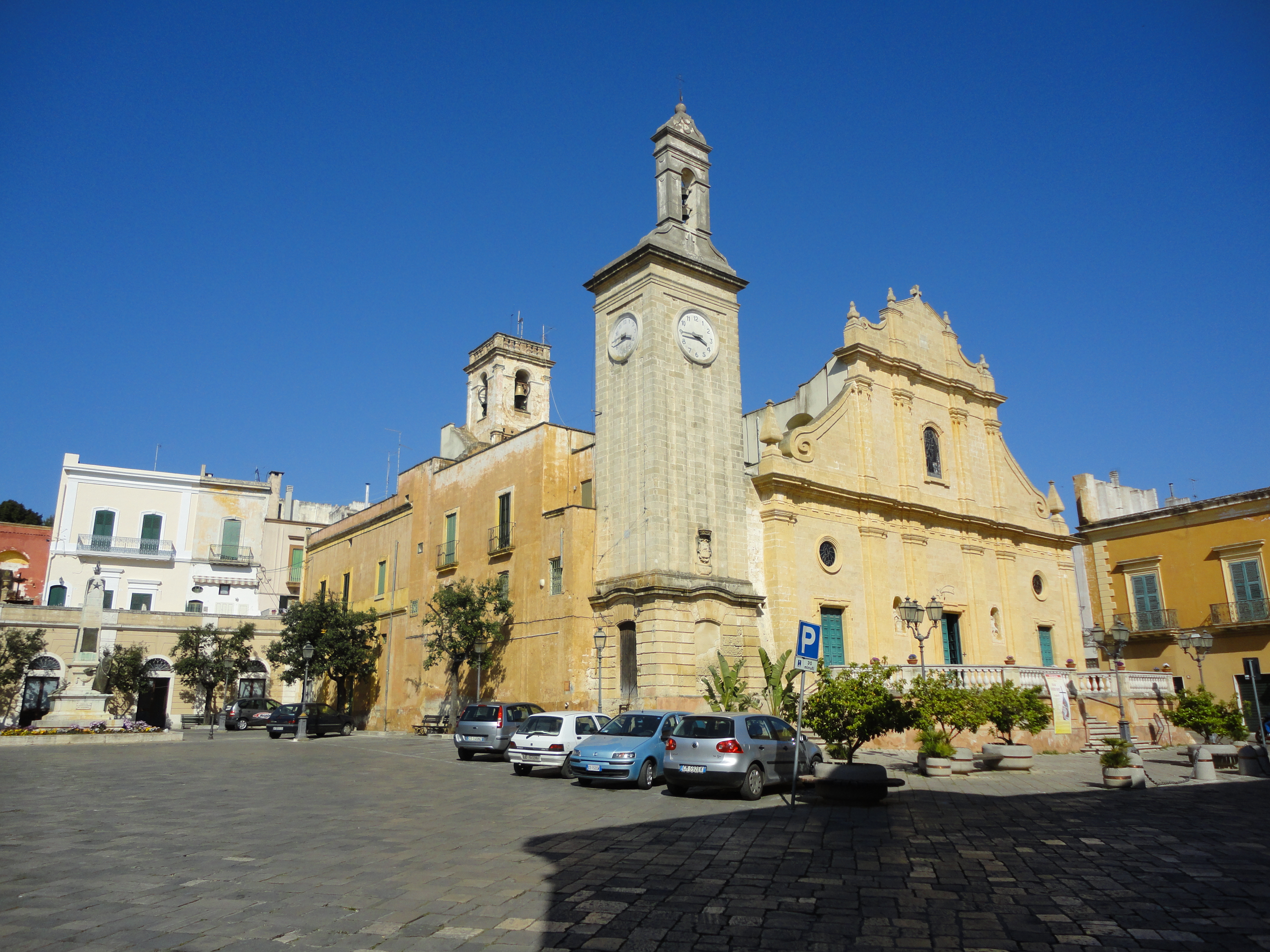
(2) Parrocchia Maria SS. Annunziata, particolare, Tuglie

## Zona pastorale o Forania: Sant'Agata
| Località                    | Parrocchia                                                        | Popolazione | Sito web |
| --------------------------- | ----------------------------------------------------------------- | ----------- | -------- |
| Alezio                      | Santissima Maria Addolorata                                       | 2.233       |          |
| Alezio                      | Santa Maria dell'Alizza                                           | 3.000       |          |
| Gallipoli                   | Arcipretura della Basilica Pontificia Concattedrale di Sant’Agata | 1.648       |          |
| Gallipoli                   | Sant'Antonio di Padova                                            | 2.500       |          |
| Gallipoli                   | Sacro Cuore di Gesù                                               | 3.300       |          |
| Gallipoli                   | San Francesco d'Assisi                                            | 1.536       |          |
| Gallipoli                   | San Gabriele dell'Addolorata                                      | 4.890       |          |
| Gallipoli                   | San Gerardo Maiella                                               | 4.172       |          |
| Gallipoli                   | San Lazzaro                                                       | 4.500       |          |
| Lido Conchiglie (Sannicola) | B. V. Maria Regina                                                | 200         |          |
| Chiesanuova (Sannicola)     | Maria SS. Immacolata                                              | 1.000       |          |
| San Simone (Sannicola)      | San Biagio                                                        | 800         |          |
| Sannicola                   | Santa Maria delle Grazie                                          | 2.698       |          |
| Sannicola                   | Santi Apostoli Pietro e Paolo                                     | 1.700       |          |

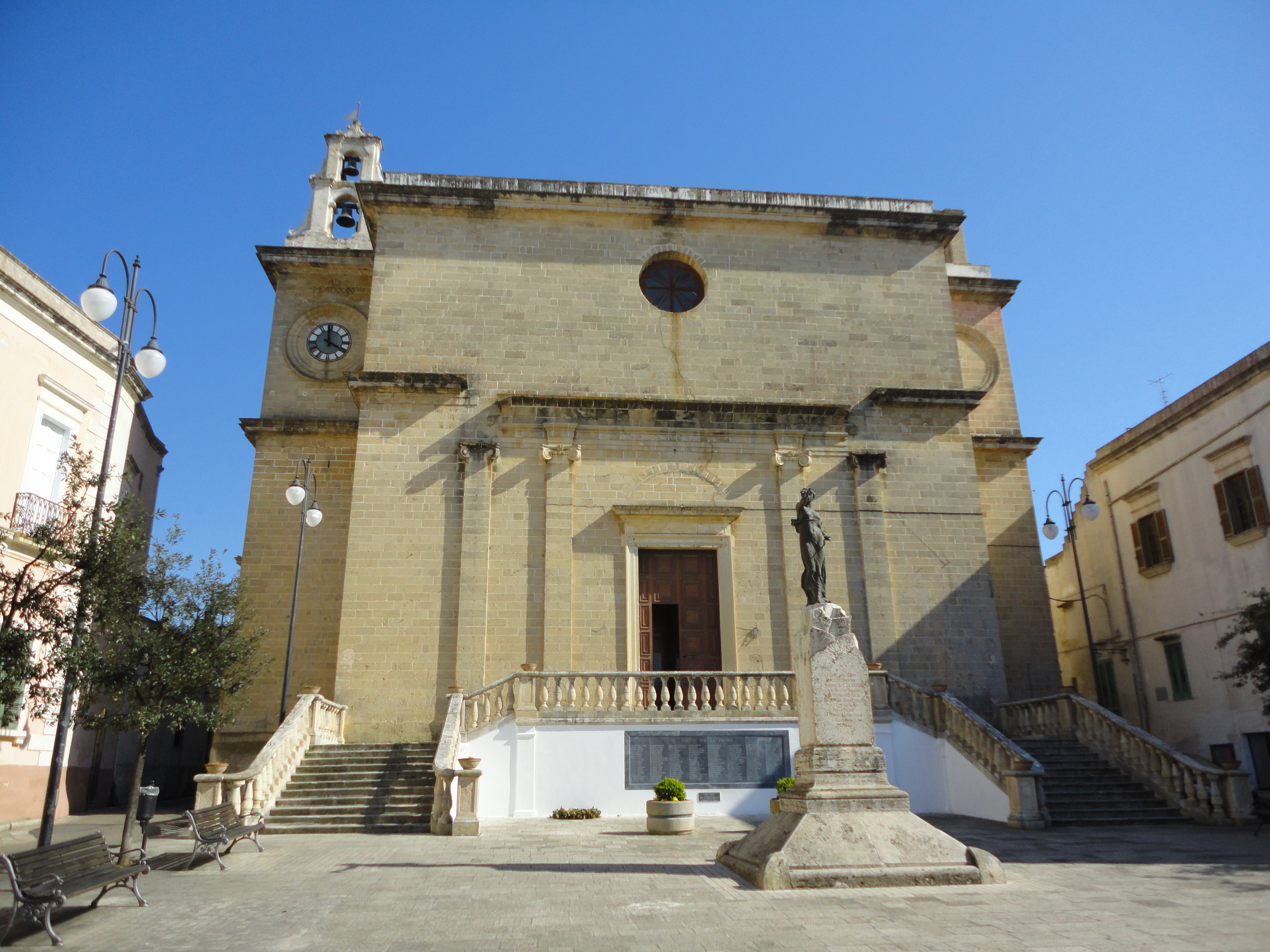
Parrocchia Santissima Maria Addolorata, chiesa madre, Alezio
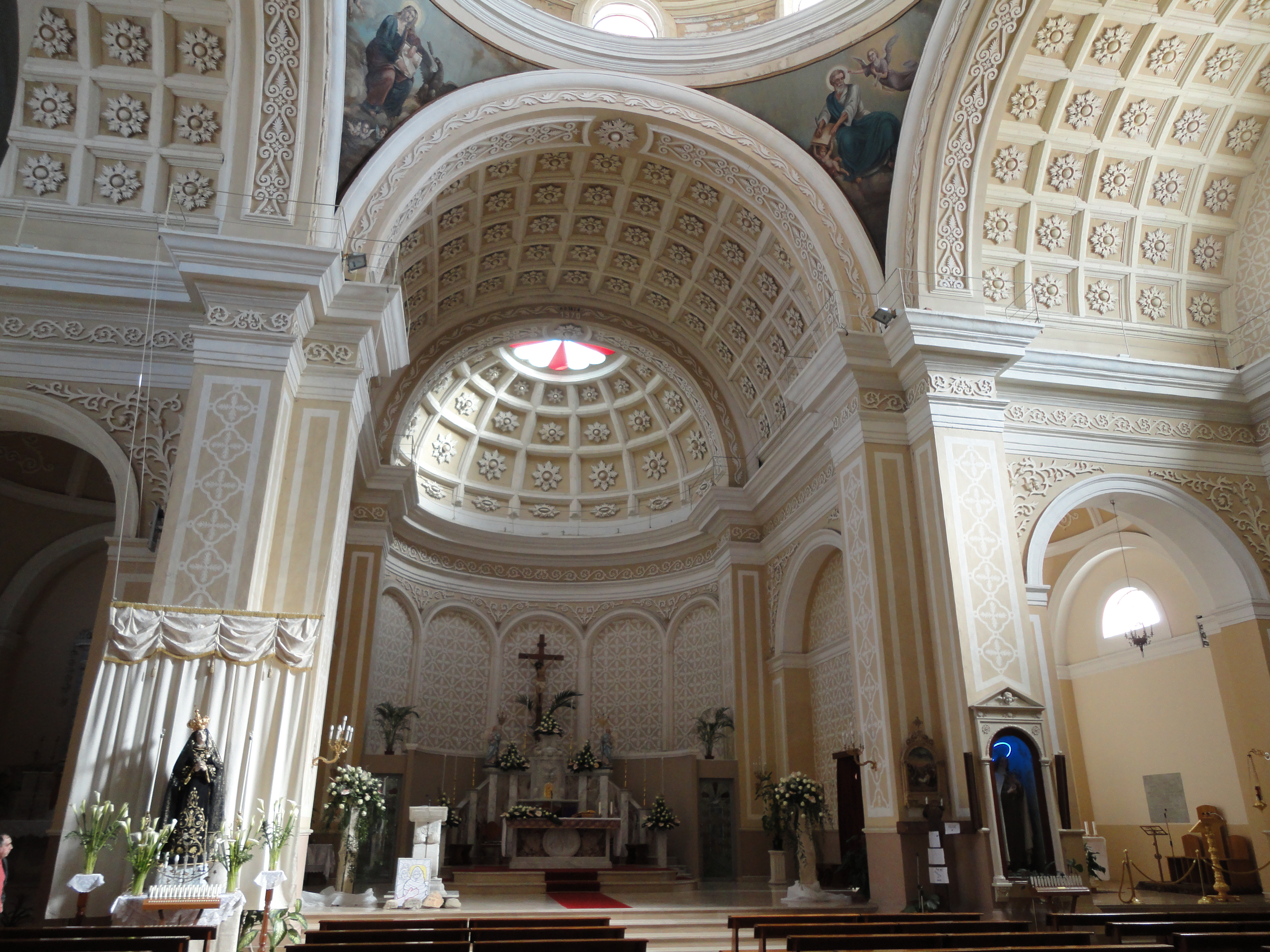
Parrocchia Santissima Maria Addolorata, interno, Alezio
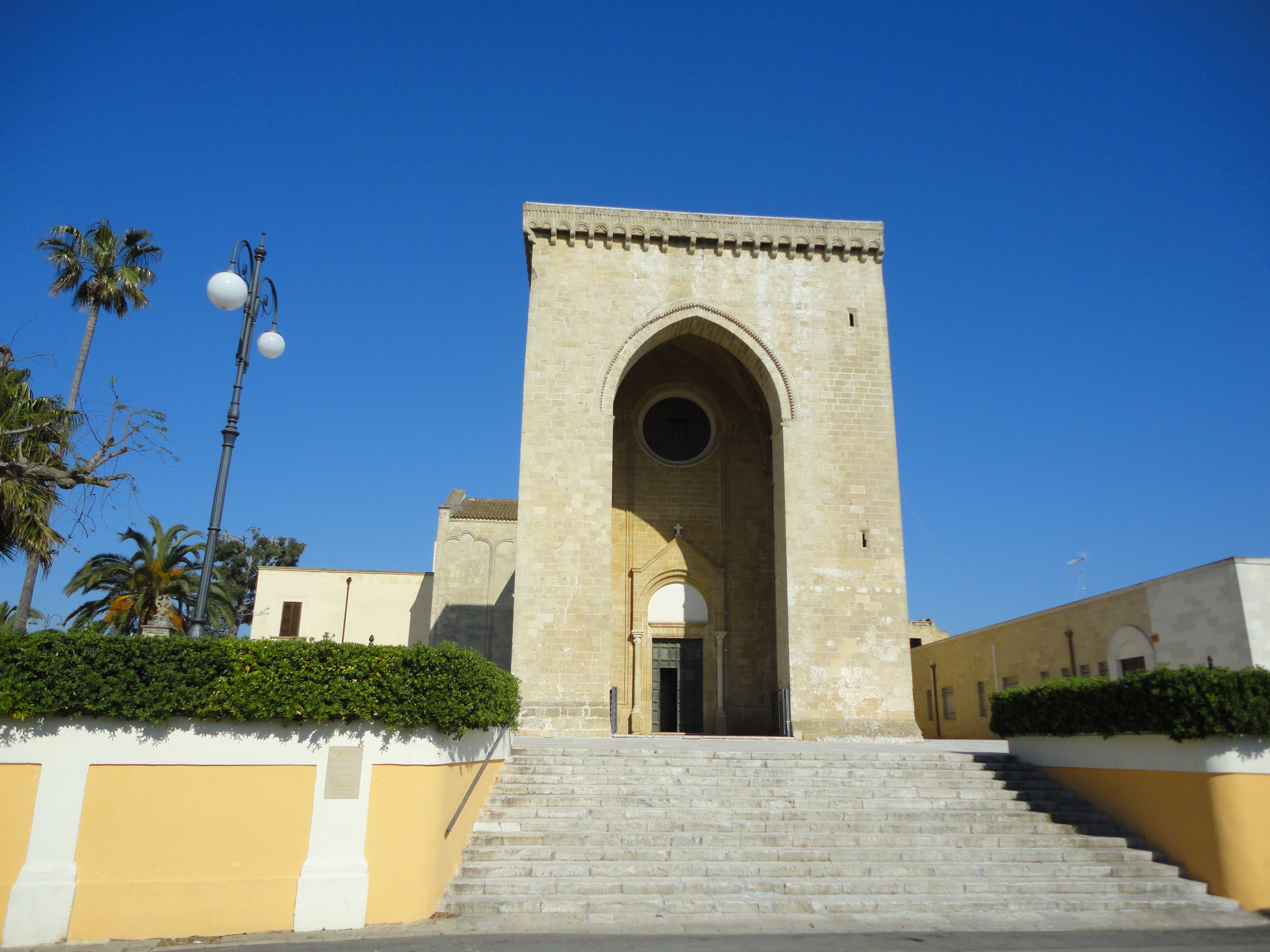
Chiesa parrocchiale Santa Maria della Lizza, Alezio
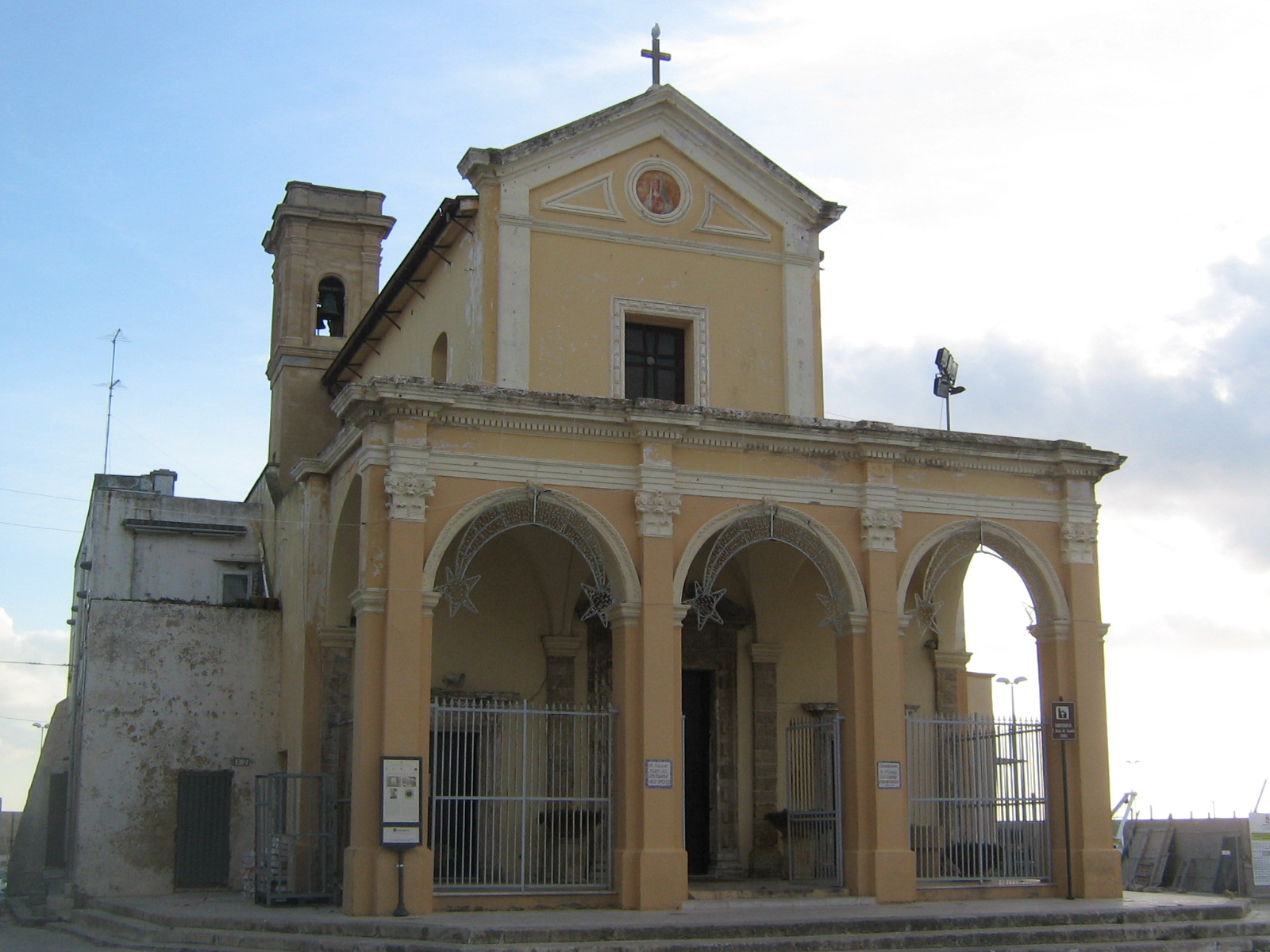
Santuario di Santa Maria del Canneto, Gallipoli
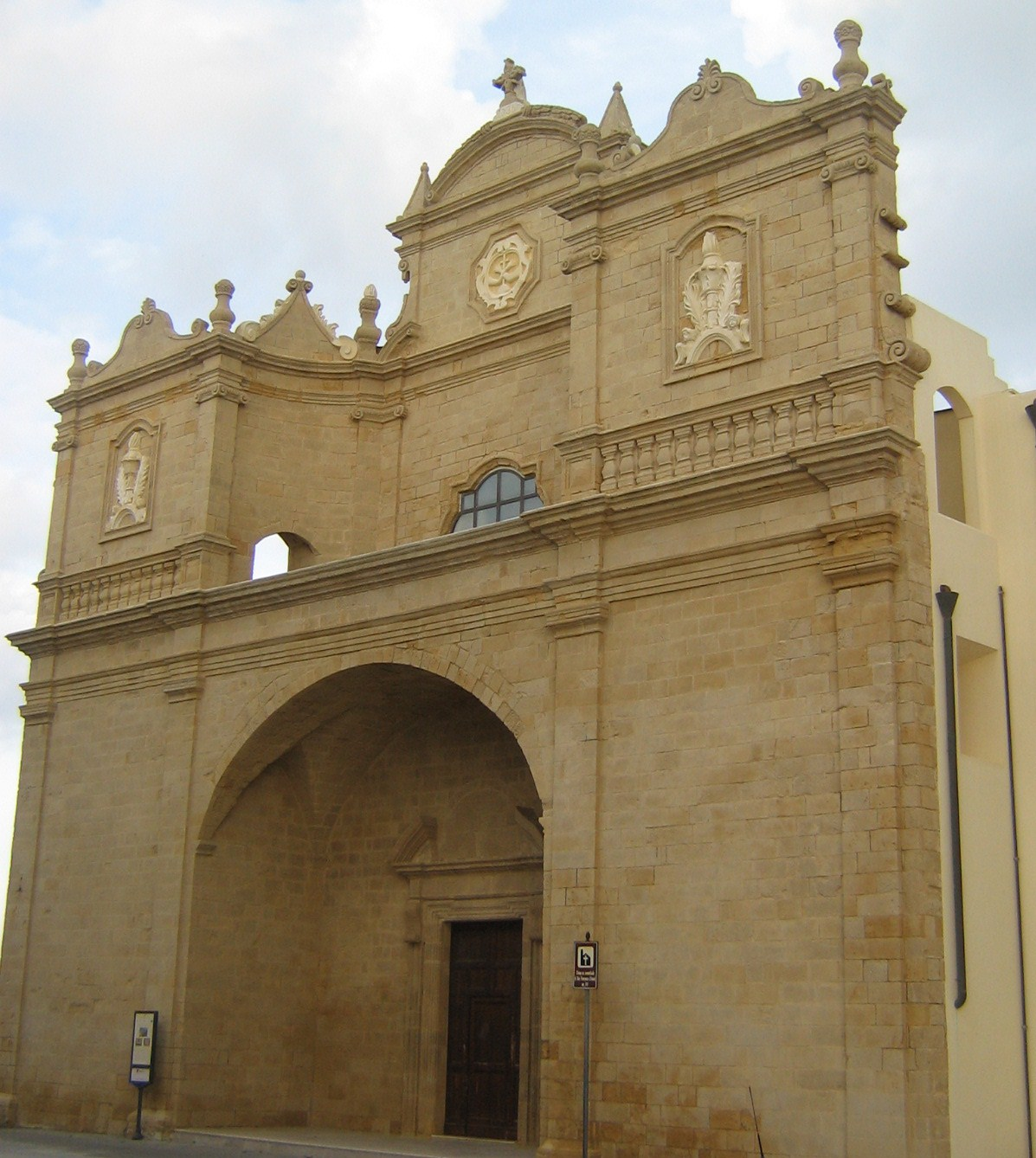
Chiesa parrocchiale San Francesco d'Assisi, Gallipoli
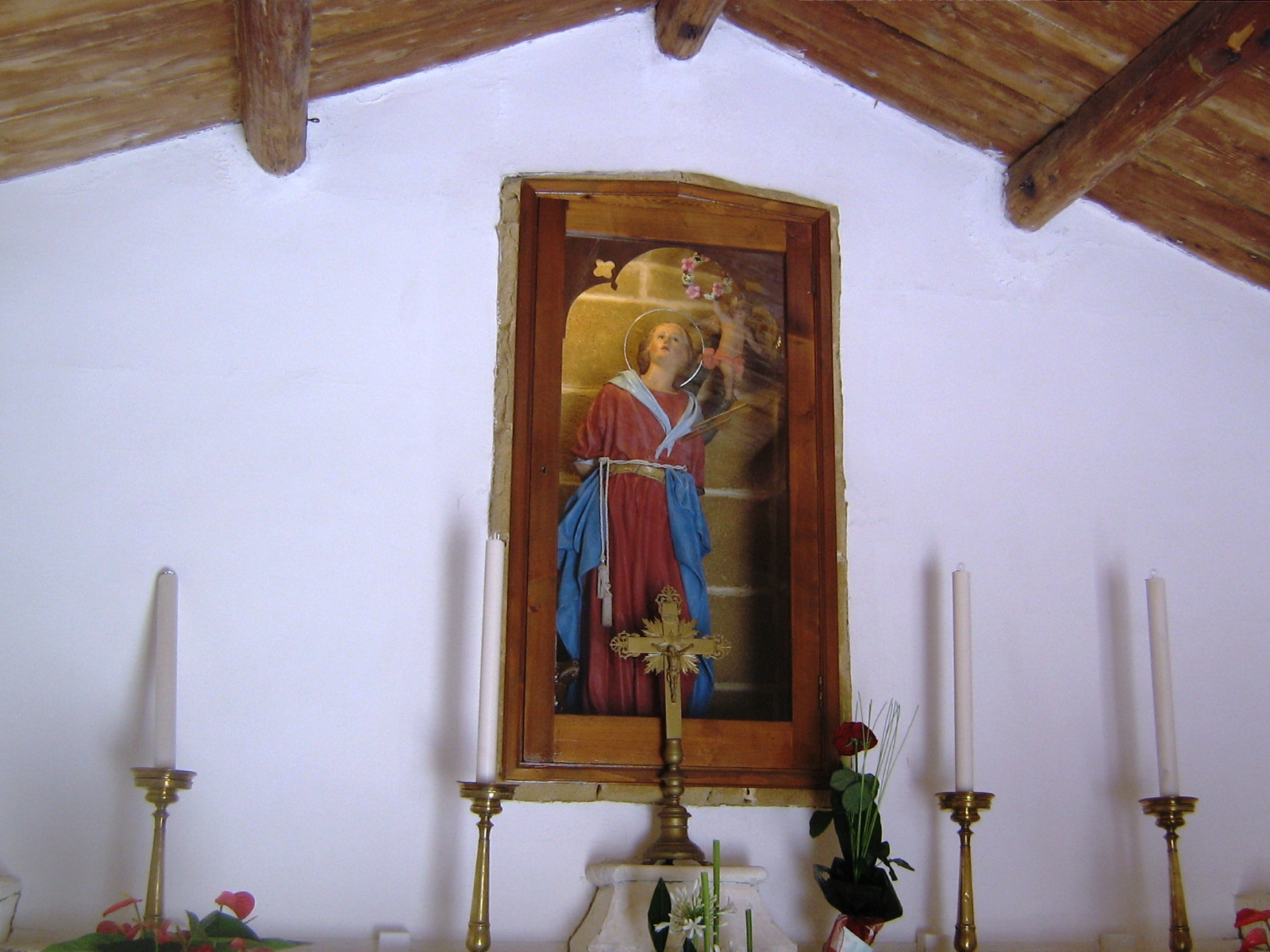
Statua di santa Cristina nella chiesetta omonima sita a Gallipoli
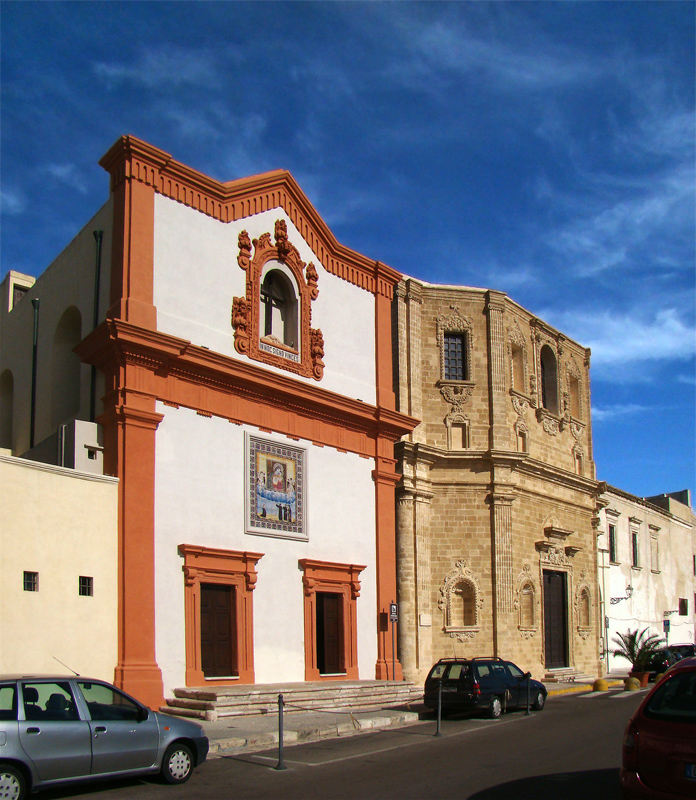
Chiese del Santissimo Crocifisso (sinistra) e San Domenico al Rosario (destra), Gallipoli
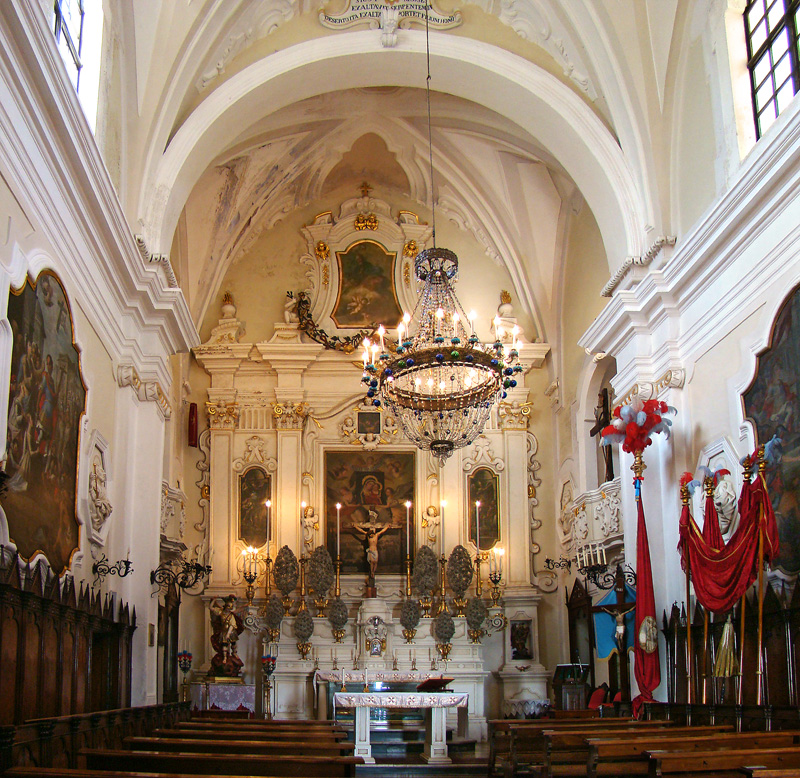
Interno chiesa del Santissimo Crocifisso, Gallipoli
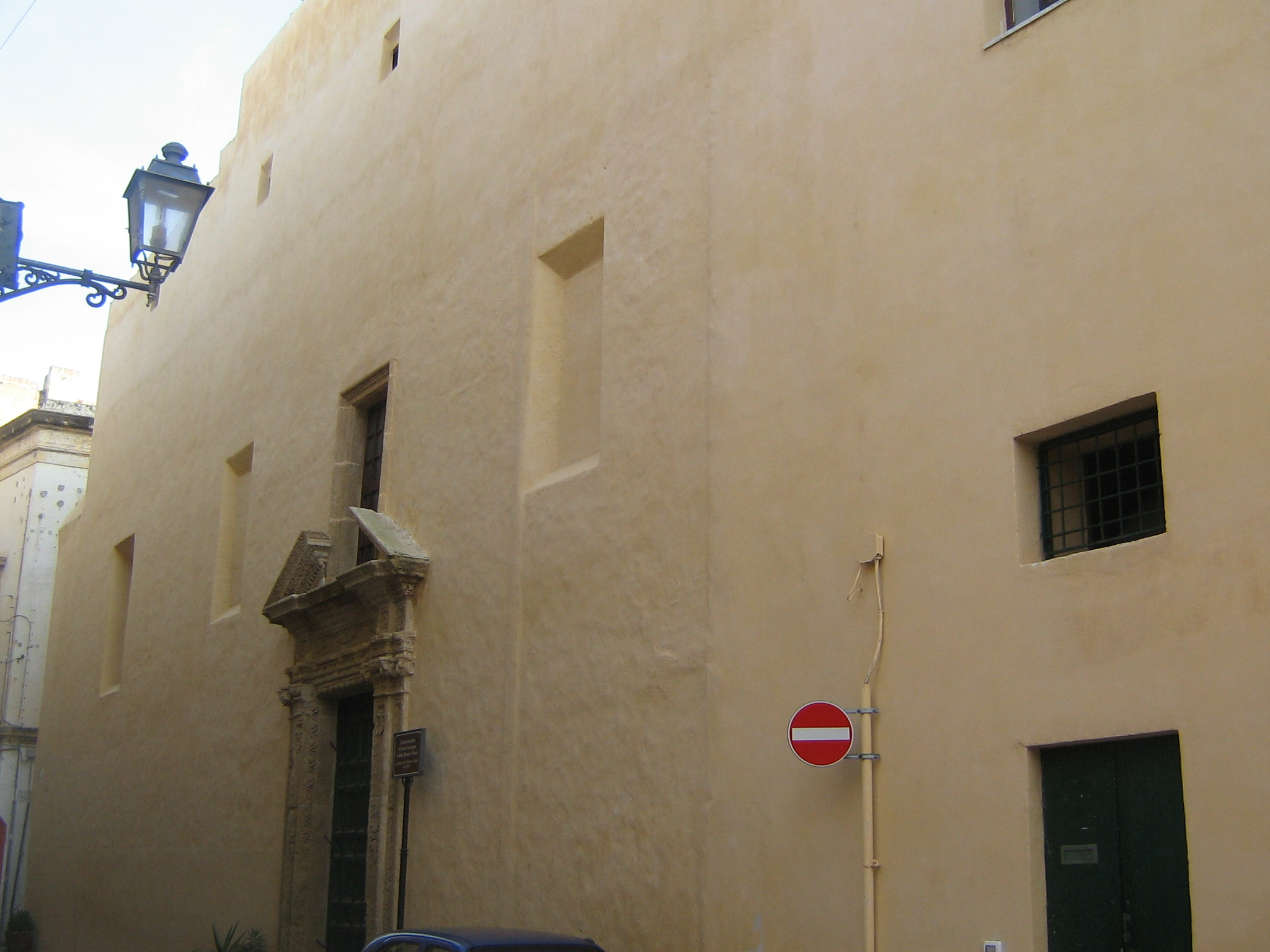
Chiesa dei Santi Pietro e Paolo, Gallipoli
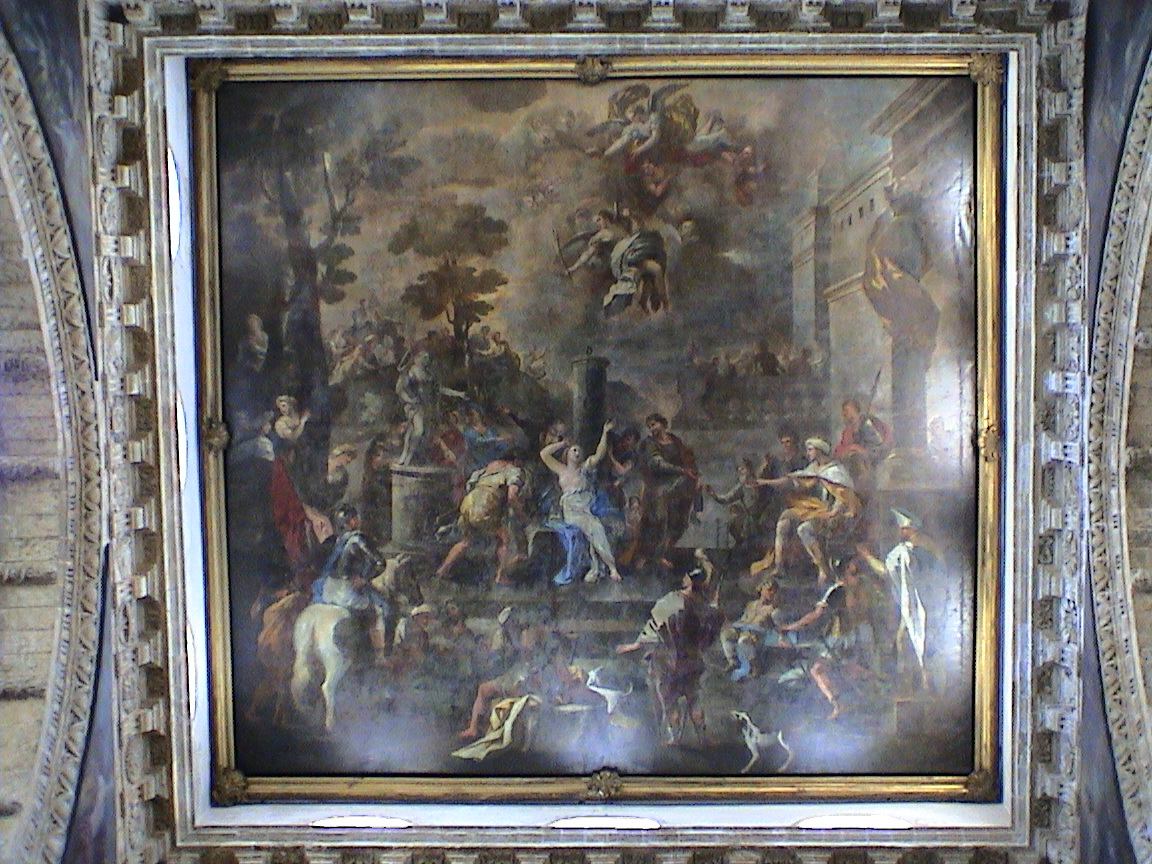
Soffitto ligneo della concattedrale, particolare, Gallipoli
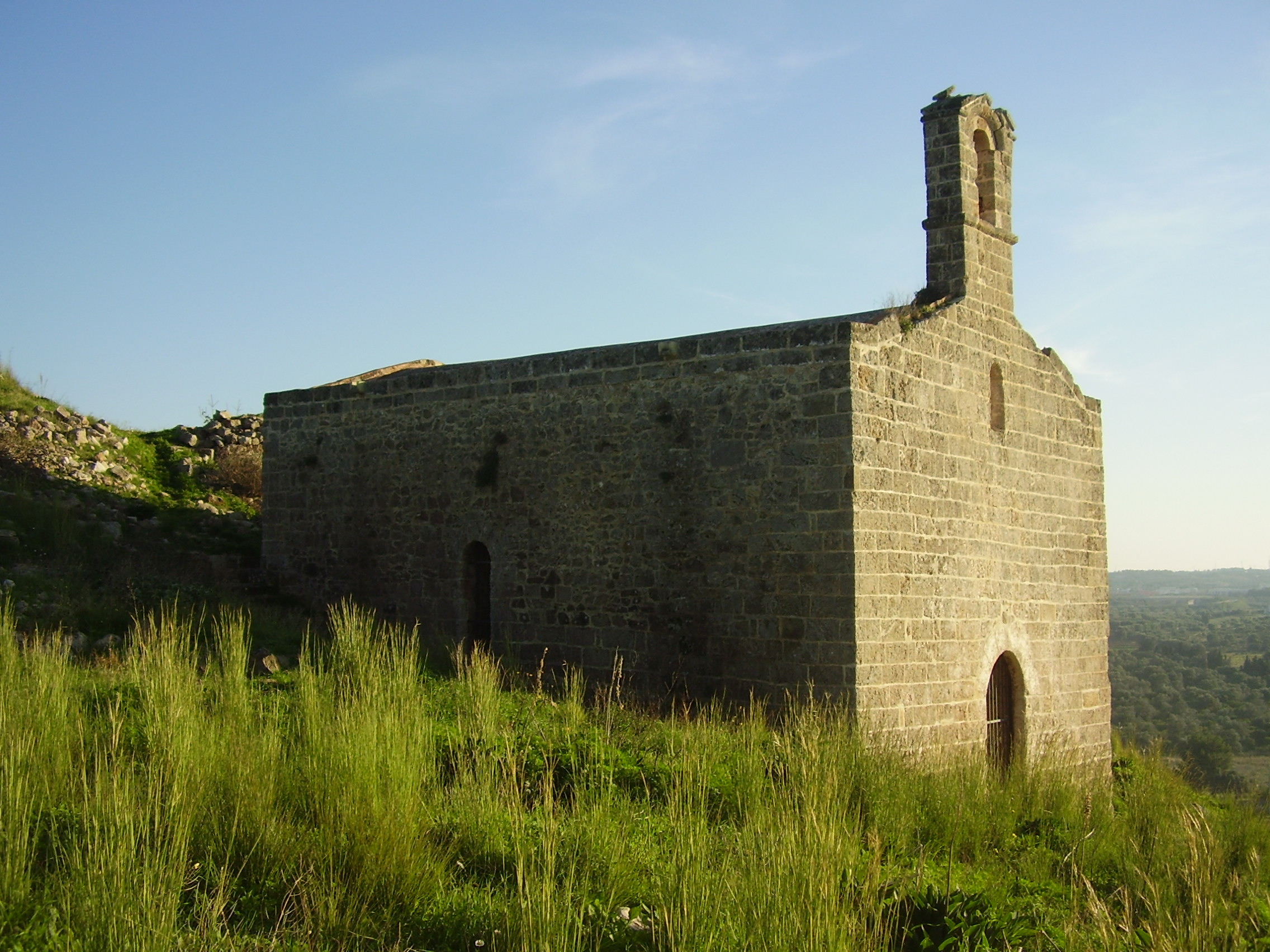
Vecchia abbazia di San Mauro, Sannicola
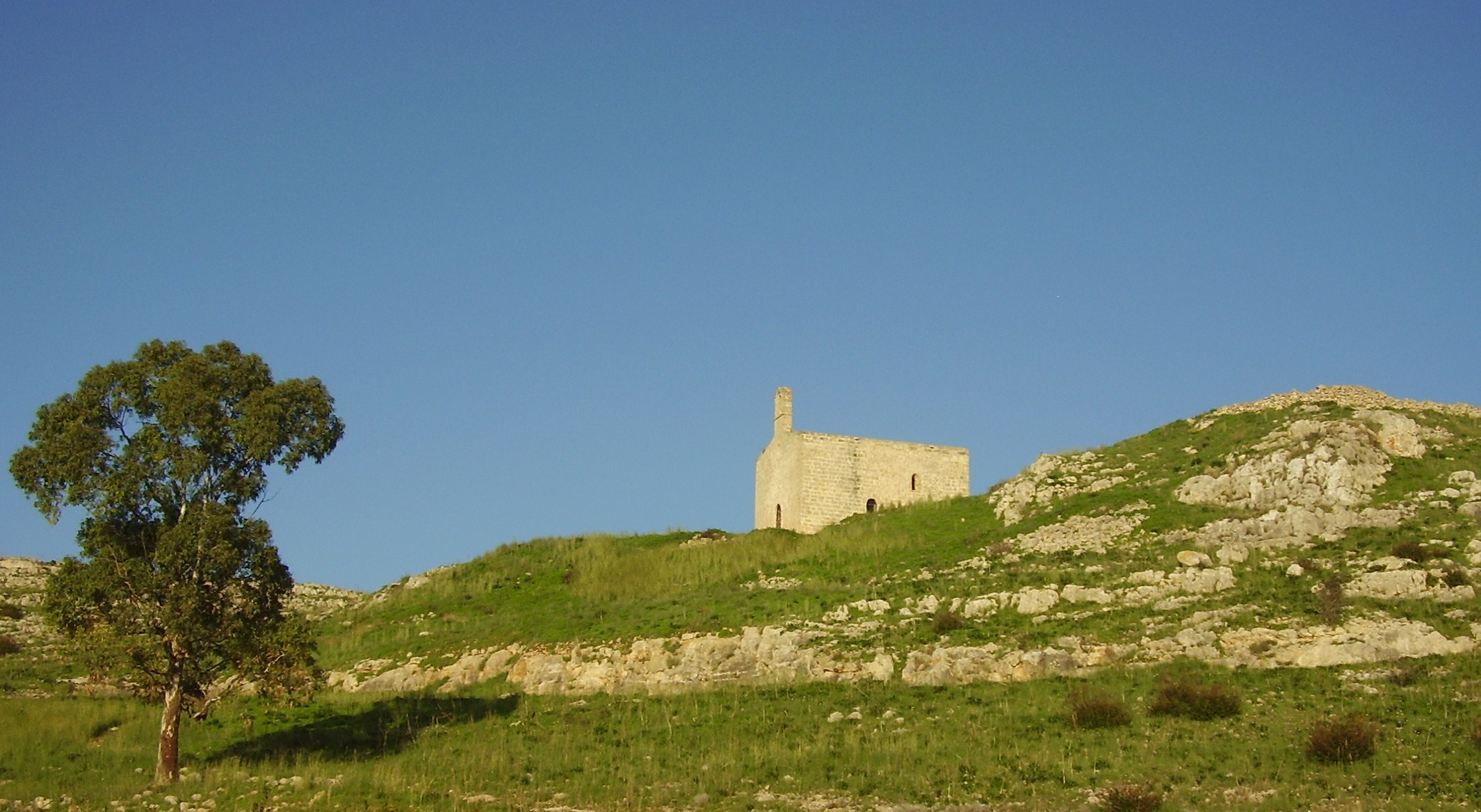
Vecchia abbazia di San Mauro, particolare, Sannicola
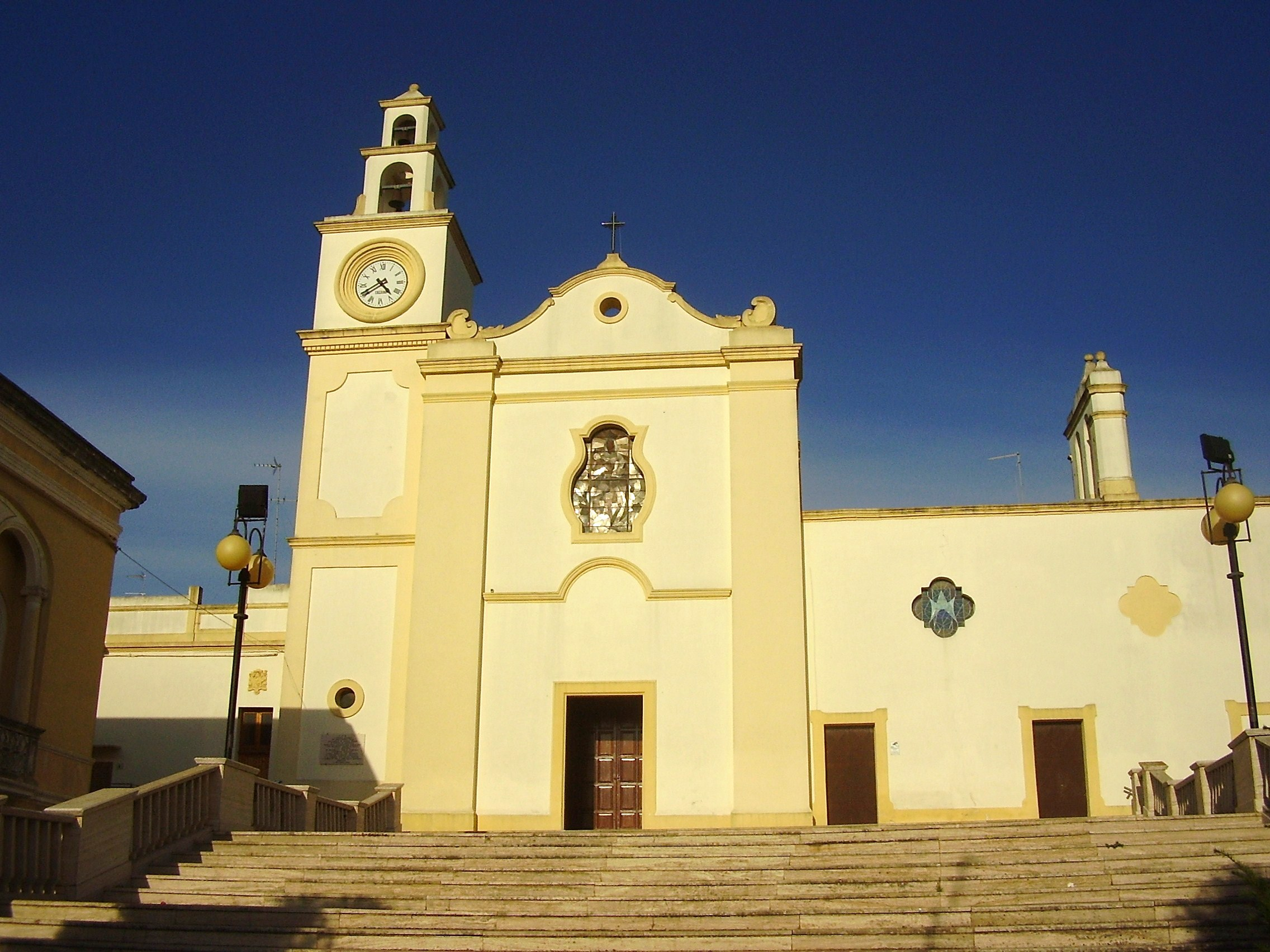
Parrocchia di Santa Maria delle Grazie, chiesa madre, Sannicola
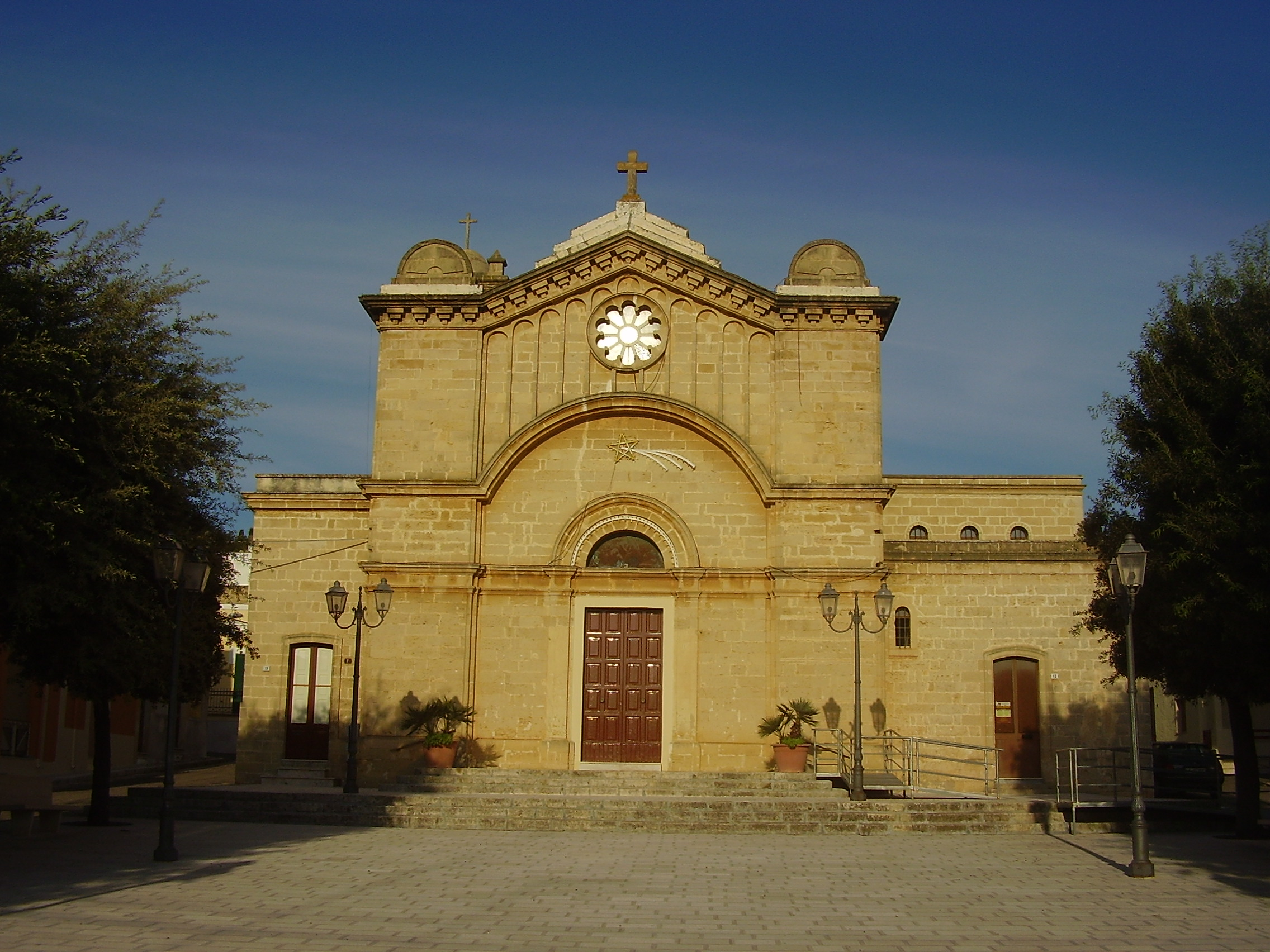
Chiesa parrocchiale di San Biagio, San Simone
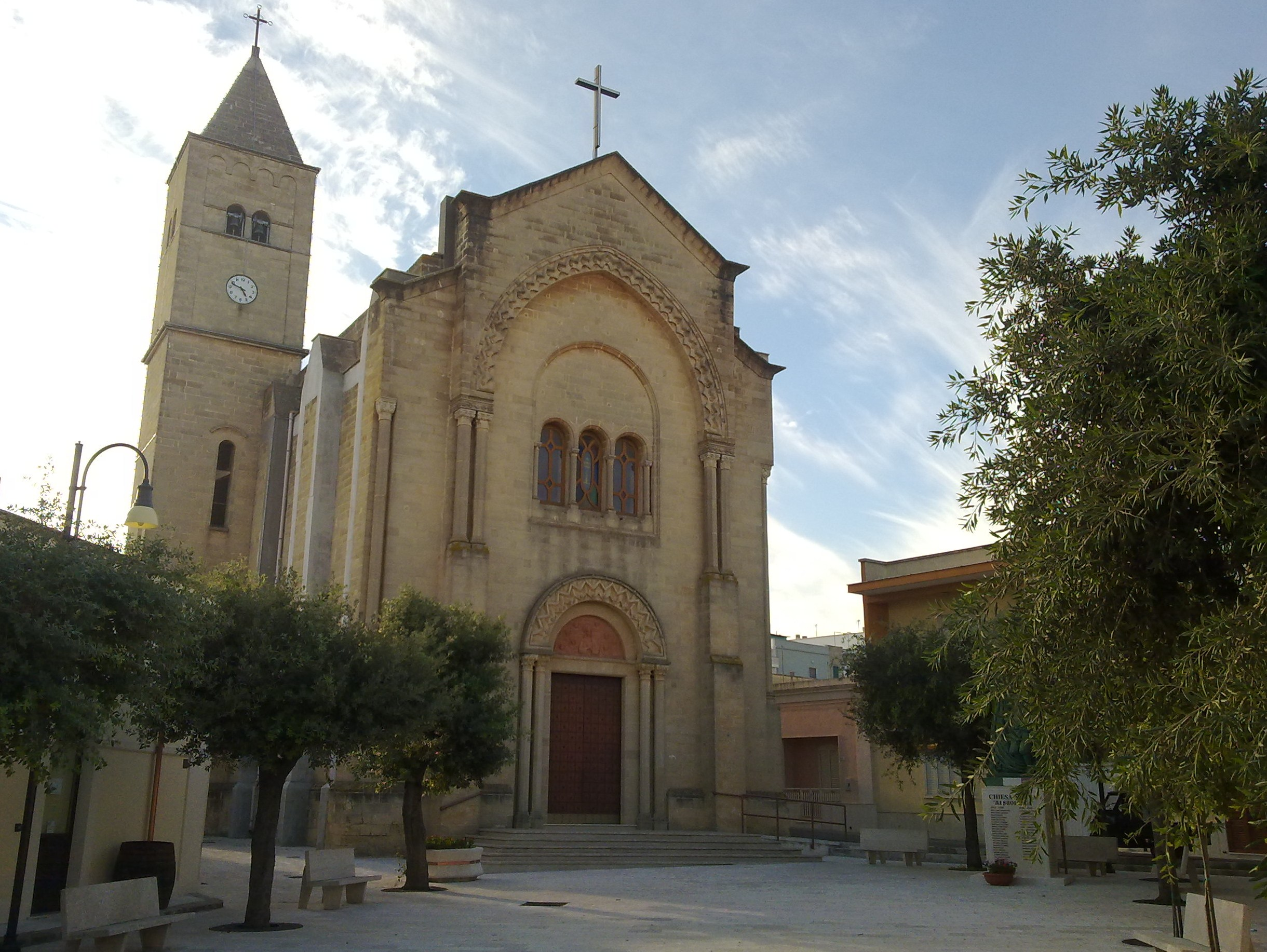
Chiesa parrocchiale Maria SS. Immacolata, Chiesanuova

## Zona pastorale o Forania: Santa Maria, Madre della Chiesa
| Località             | Parrocchia                       | Popolazione | Sito web |
| -------------------- | -------------------------------- | ----------- | -------- |
| Capilungo (Alliste)  | Beata Vergine Maria della Luce   | 70          |          |
| Felline (Alliste)    | San Leucio Martire               | 1.590       |          |
| Alliste              | Trasfigurazione di Gesù Cristo   | 5.438       |          |
| Melissano            | Beata Vergine Maria del Rosario  | 3.261       |          |
| Melissano            | Gesù Redentore                   | 4.220       |          |
| Taviano              | Beata Vergine Maria Addolorata   | 6.100       |          |
| Mancaversa (Taviano) | Beata Vergine Maria Immacolata   | 200         |          |
| Taviano              | San Martino di Tours             | 6.086       |          |
| Racale               | Beata Vergine Maria Addolorata   | 4.760       |          |
| Torre Suda (Racale)  | Beata Vergine Maria Maris Stella | 150         |          |
| Racale               | San Giorgio Martire              | 5.000       |          |

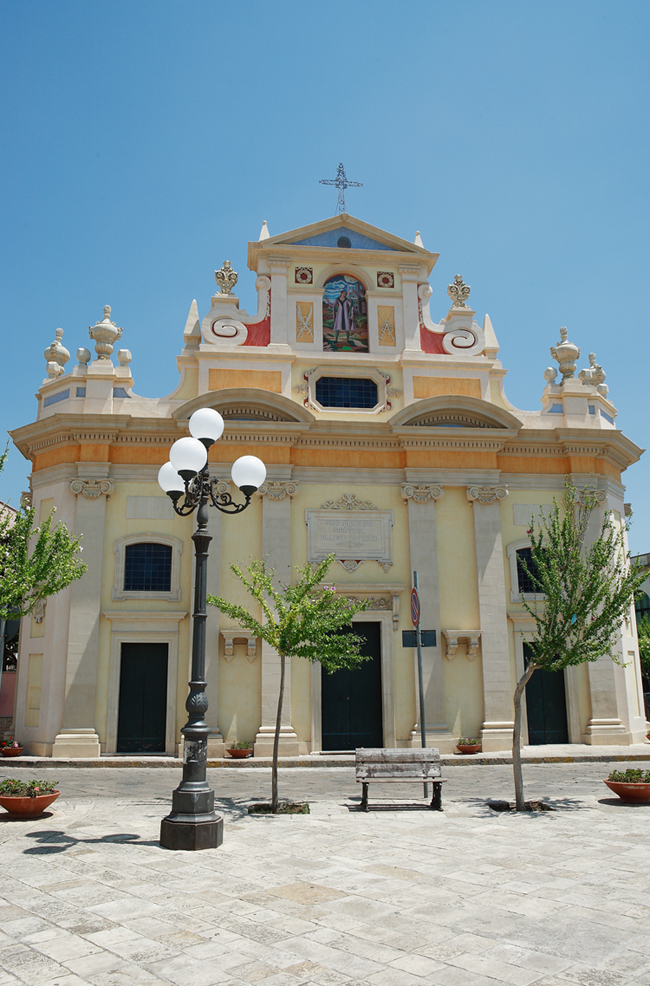
Parrocchia trasfigurazione di Gesù Cristo, chiesa madre o chiesa di San Quintino, Alliste
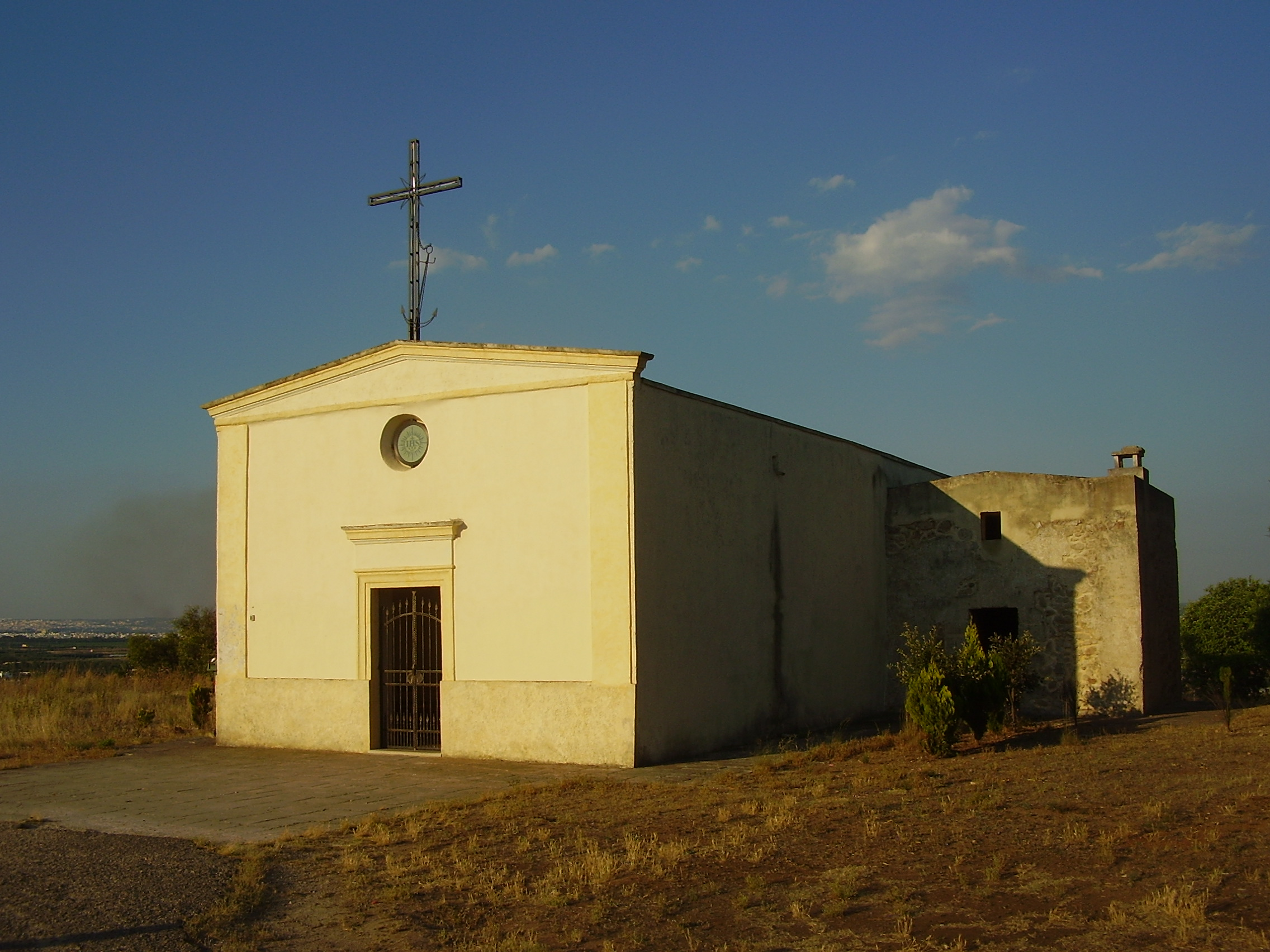
Chiesa Madonna dell'Alto, Alliste
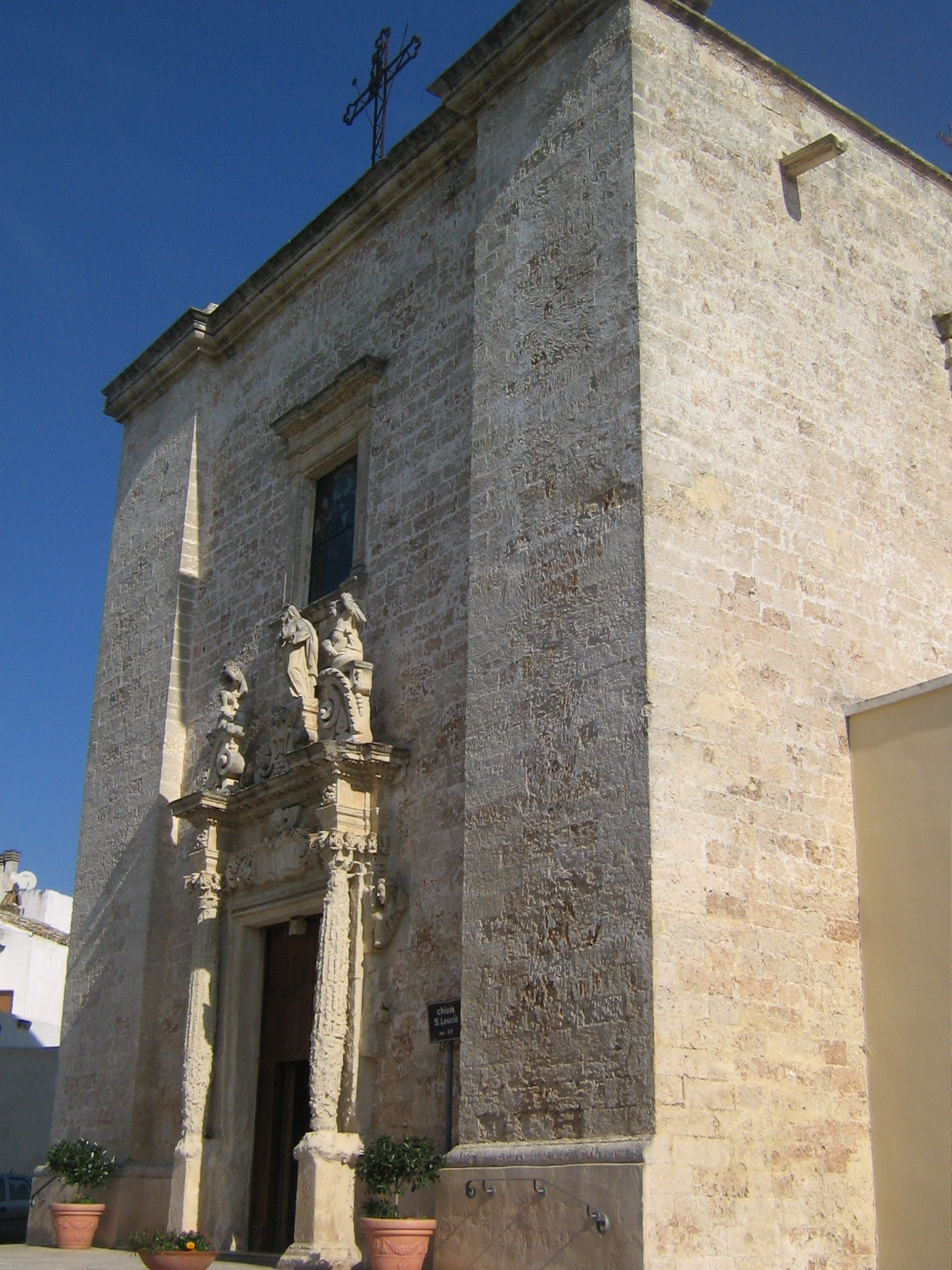
Parrocchia San Leucio,  chiesa madre, Felline
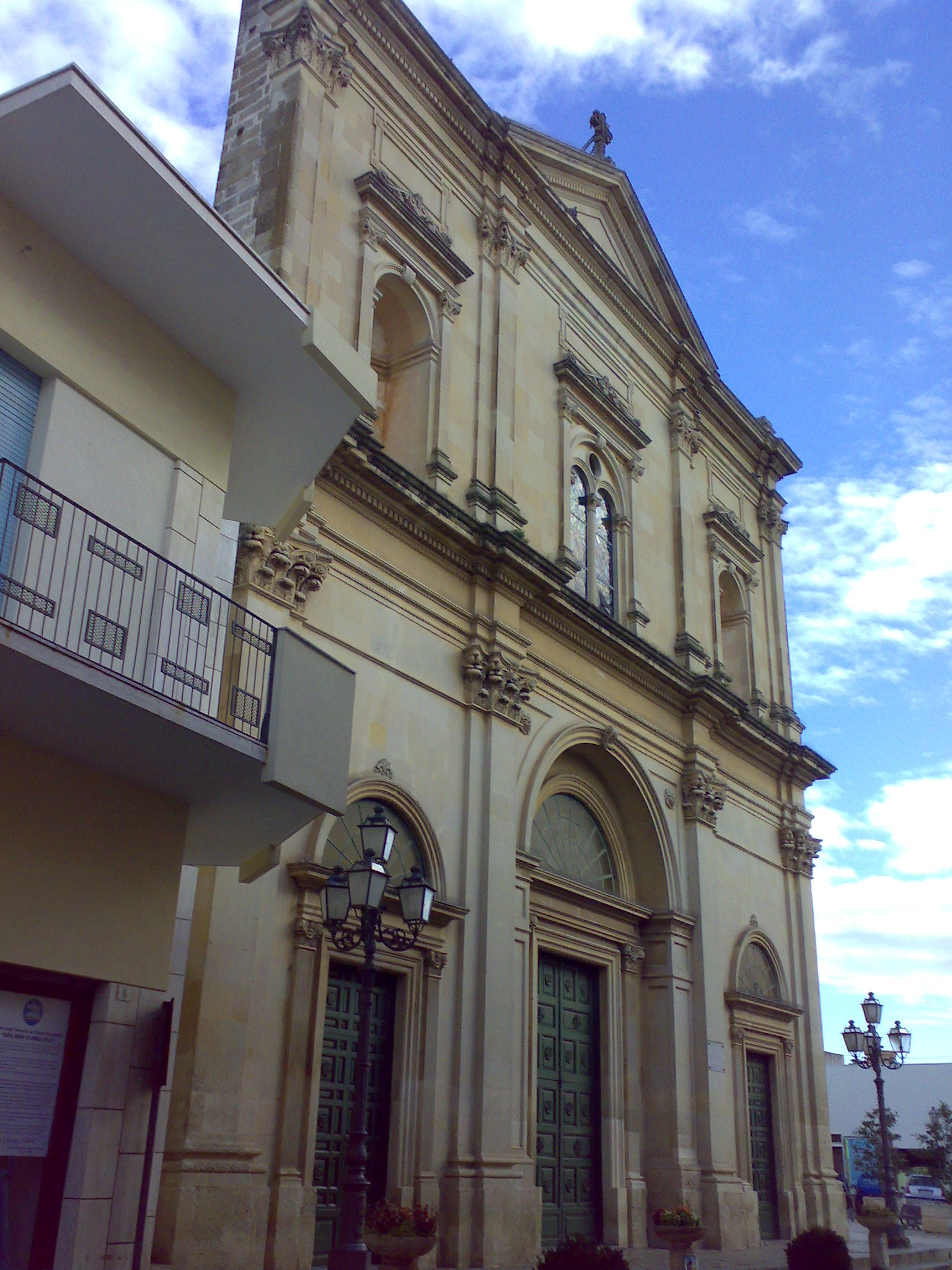
Parrocchia, Beata Vergine Maria del Rosario, chiesa madre, Melissano
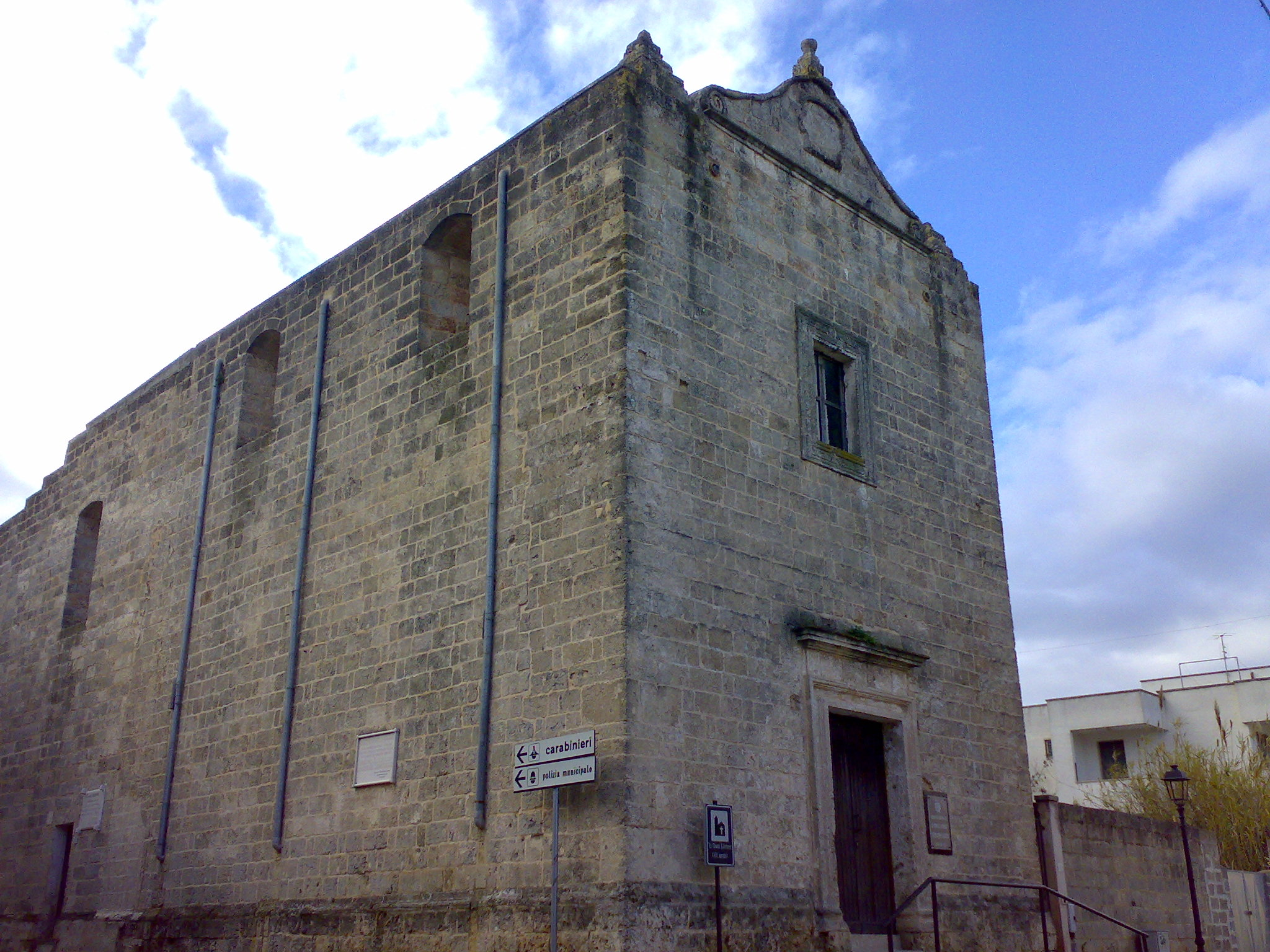
Ex chiesa di Sant'Antonio, Melissano
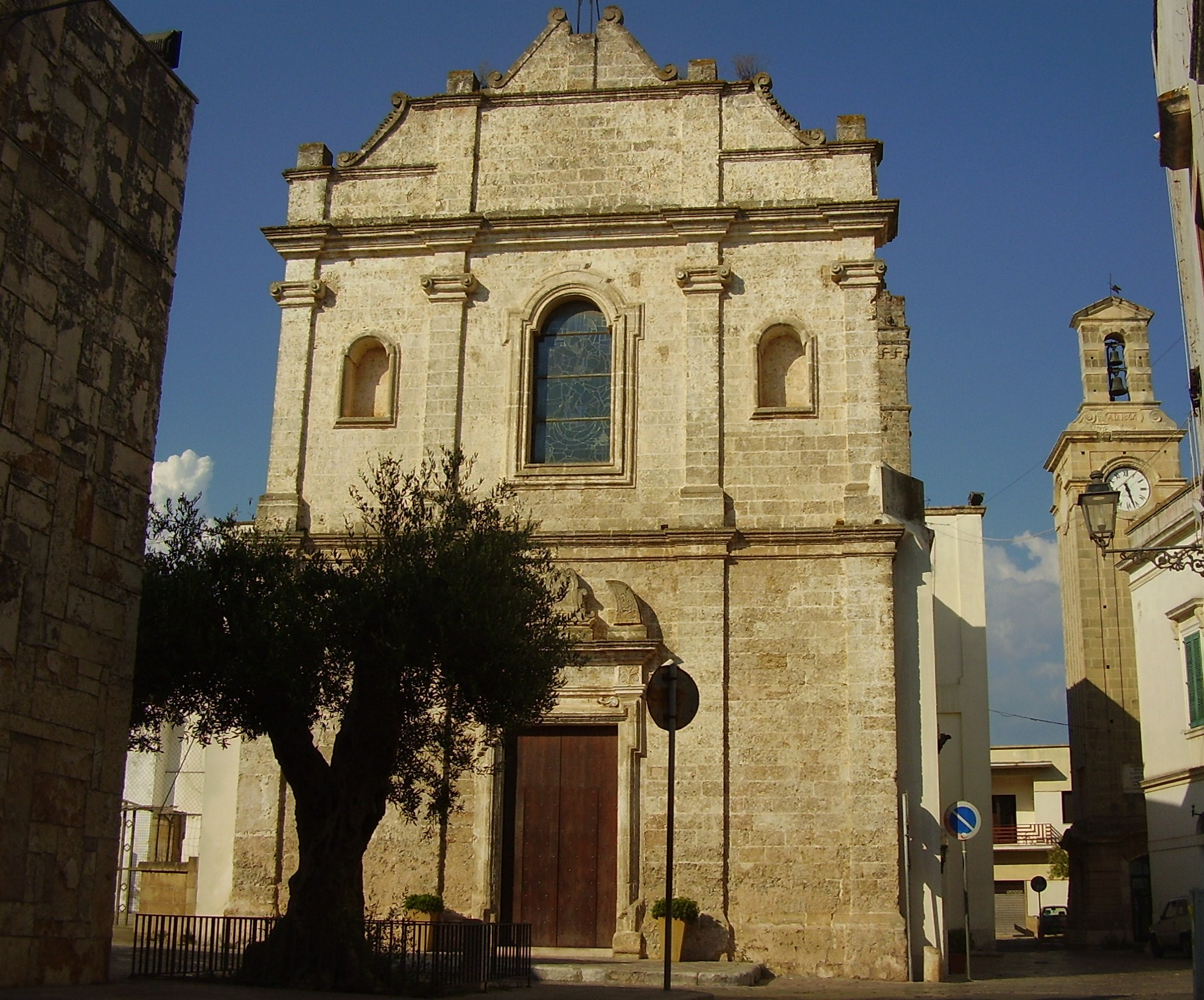
Parrocchia San Giorgio Martire, chiesa madre, Racale
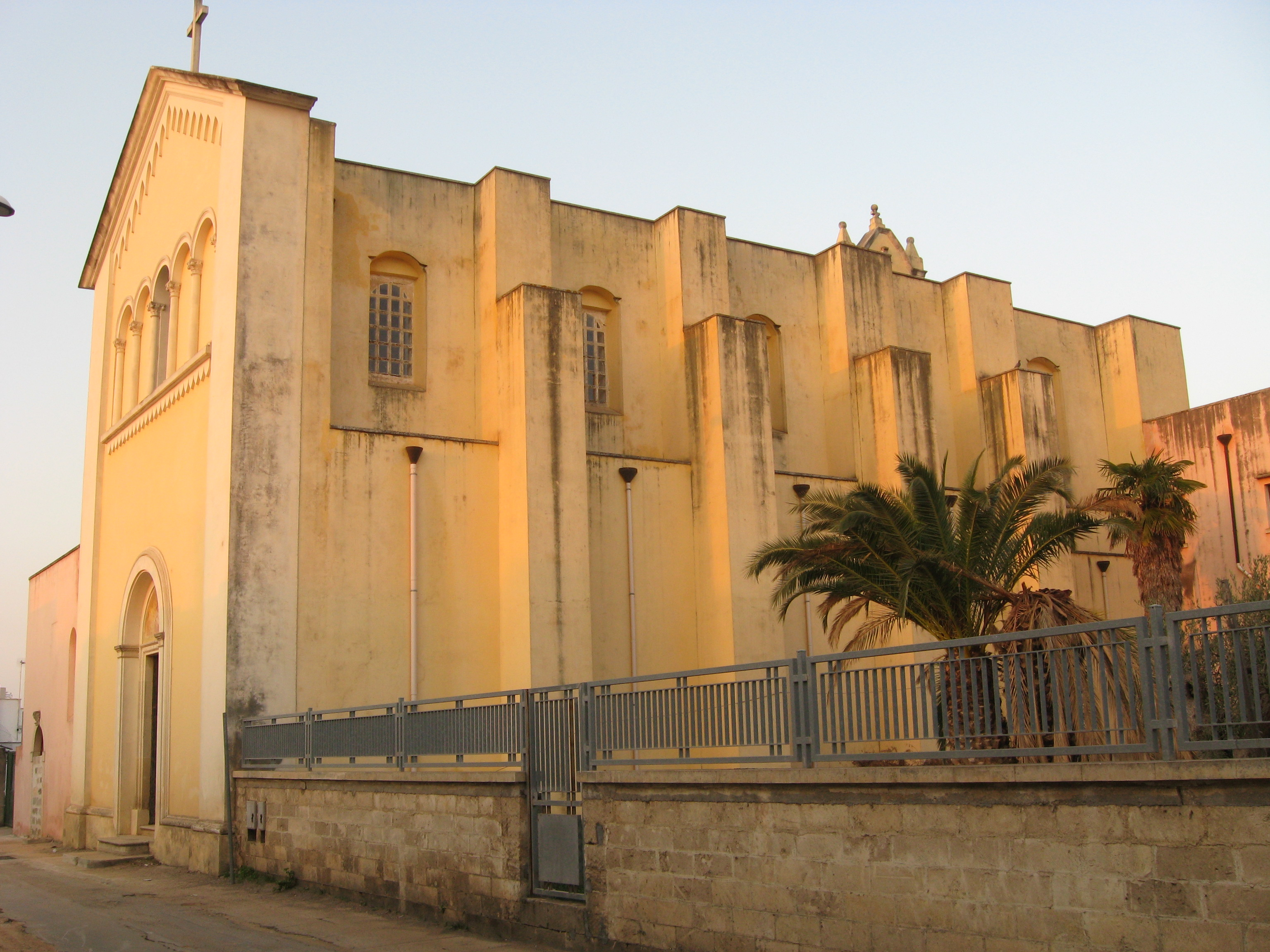
Chiesa di Santa Maria la Nova, Racale
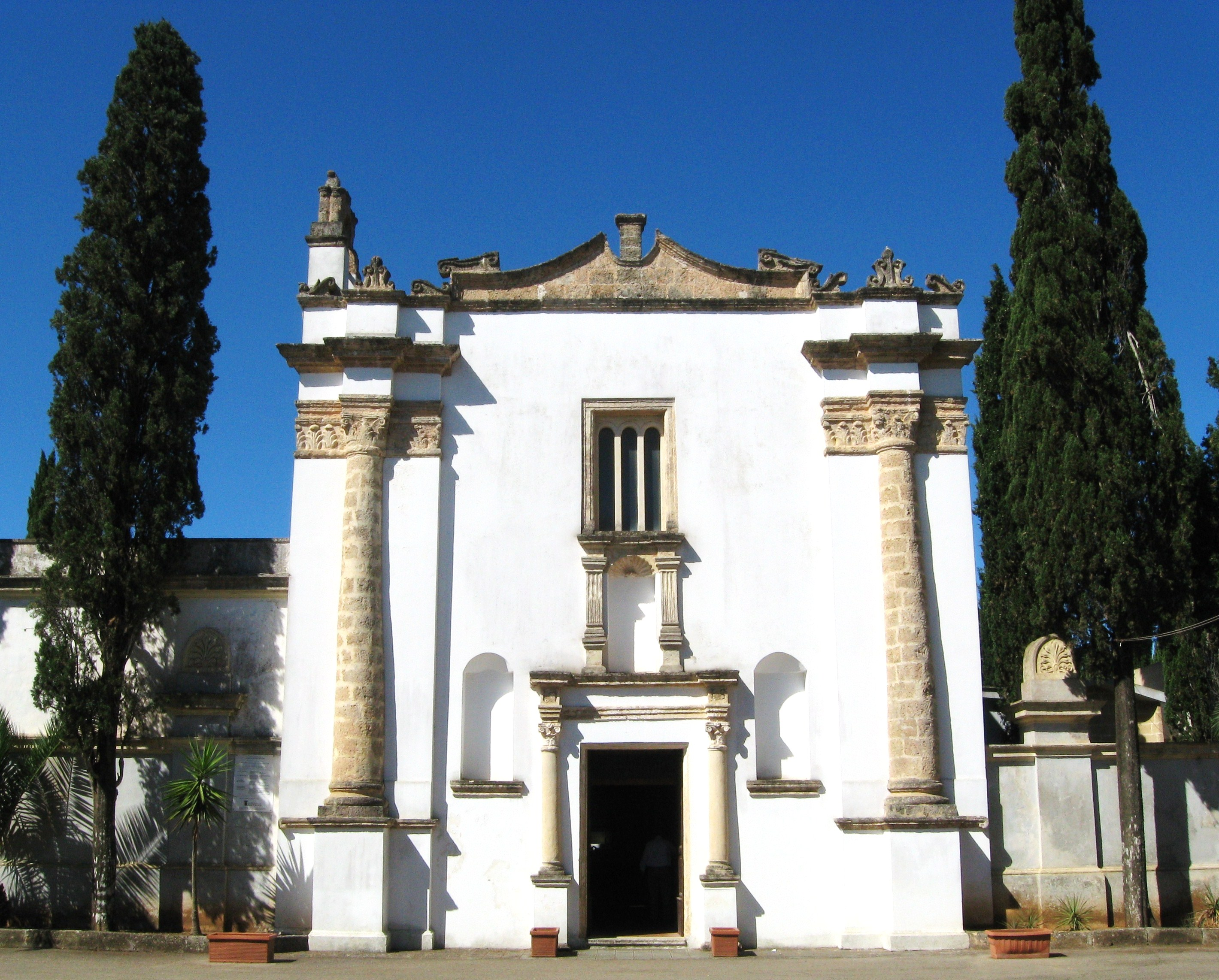
Chiesa Madonna dei Fiumi, Racale
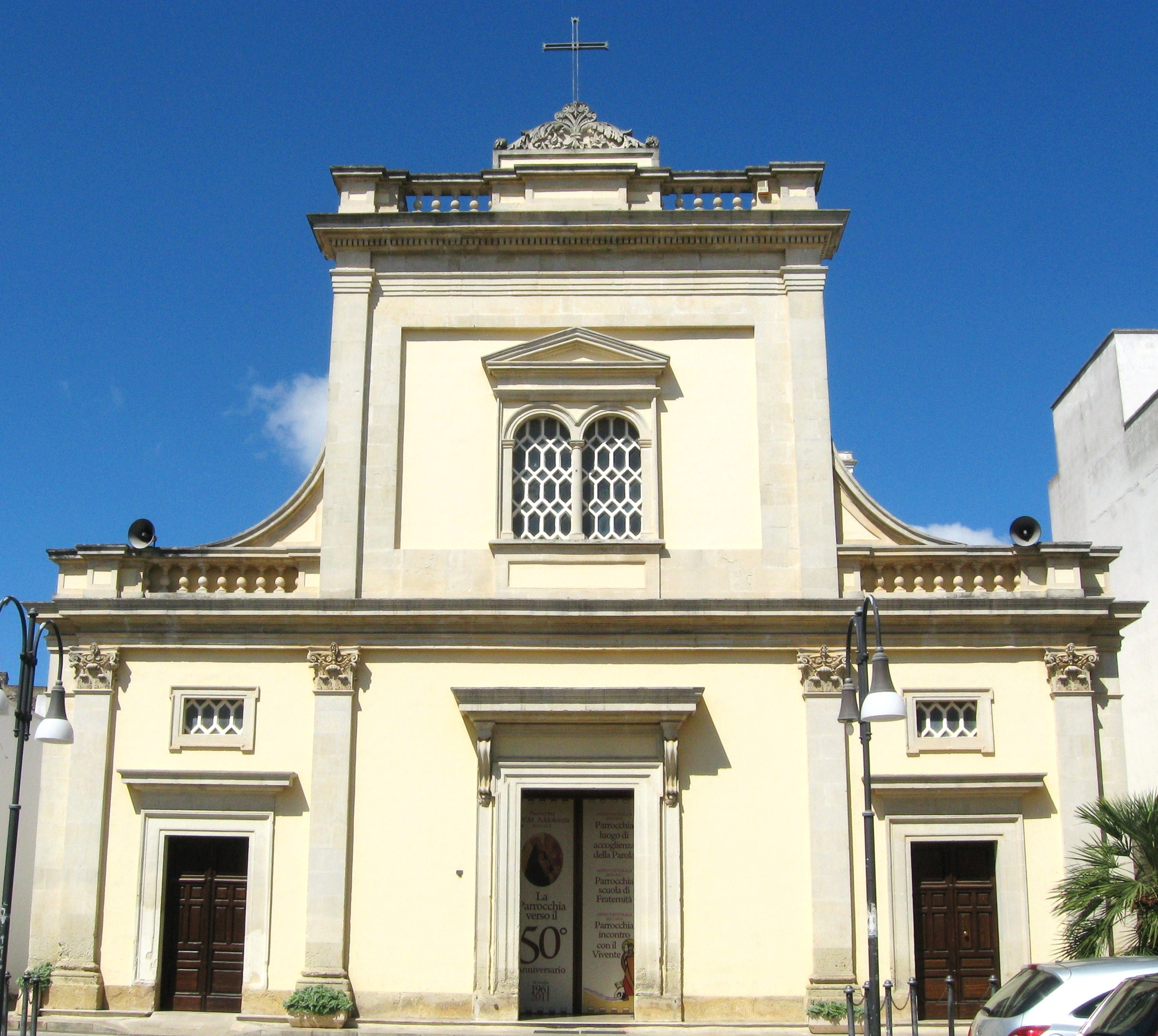
Chiesa parrocchiale della Beata Vergine Maria Addolorata, Racale
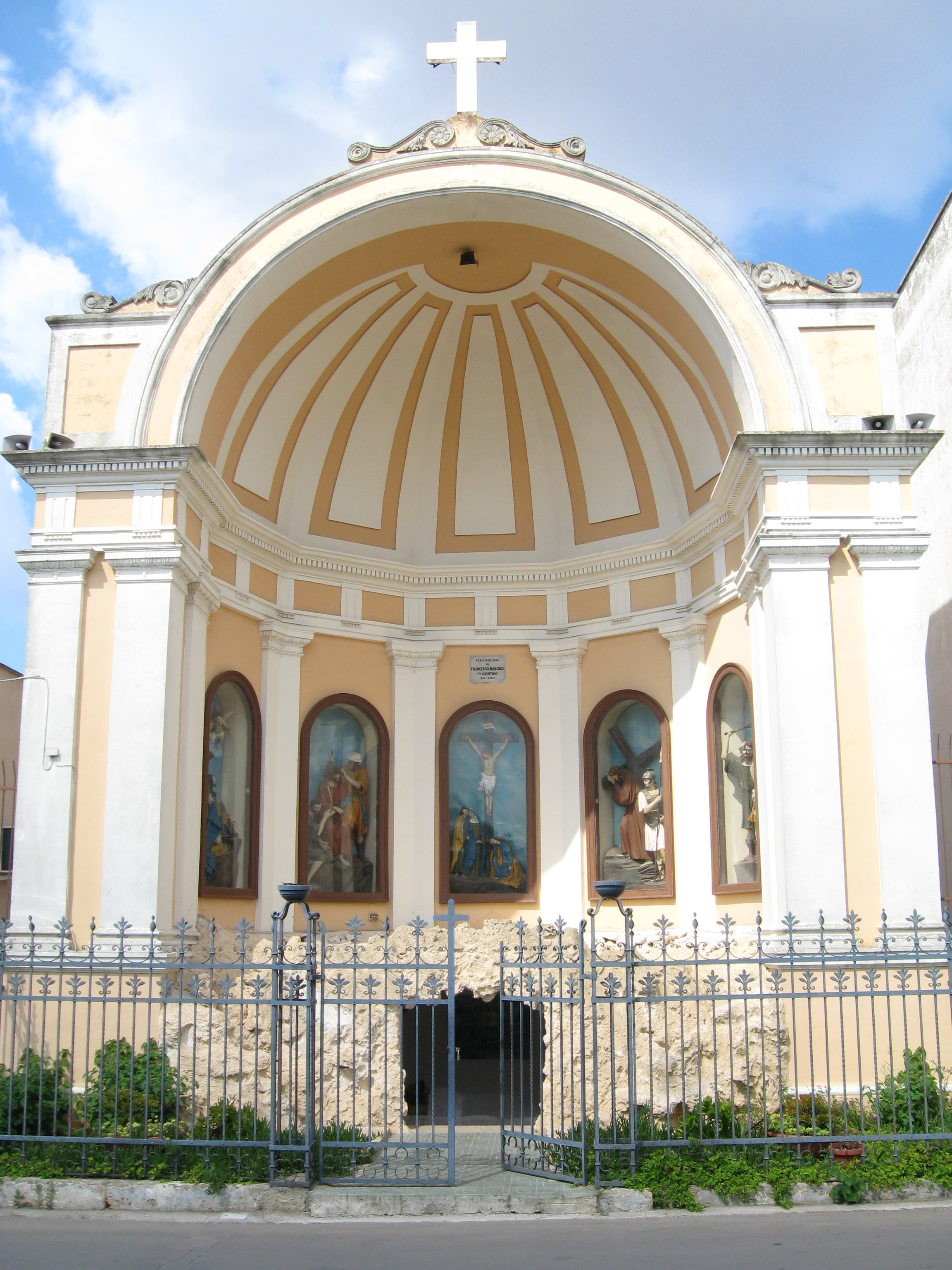
Calvario, Racale
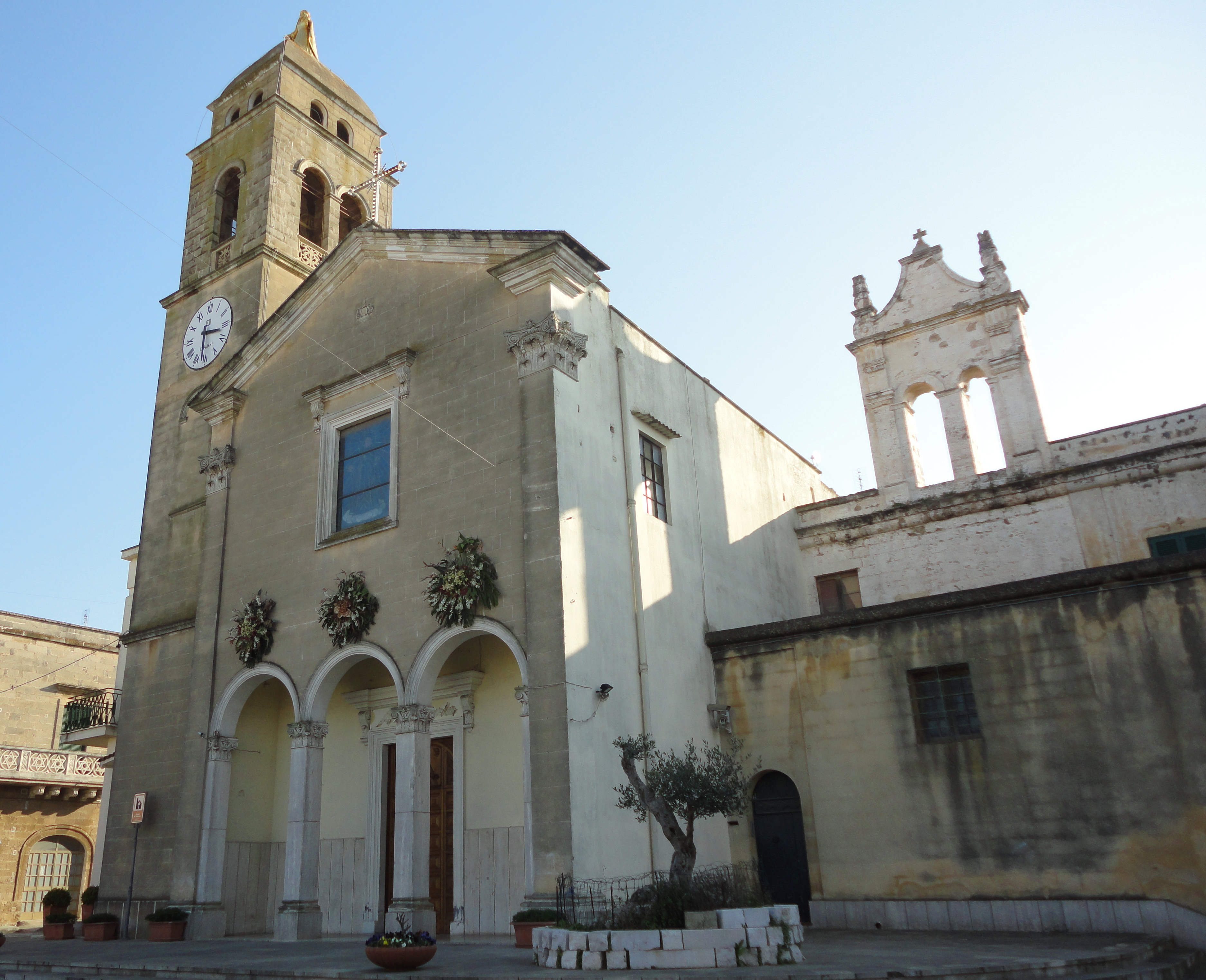
Chiesa parrocchiale della Beata Vergine Maria Addolorata, Taviano
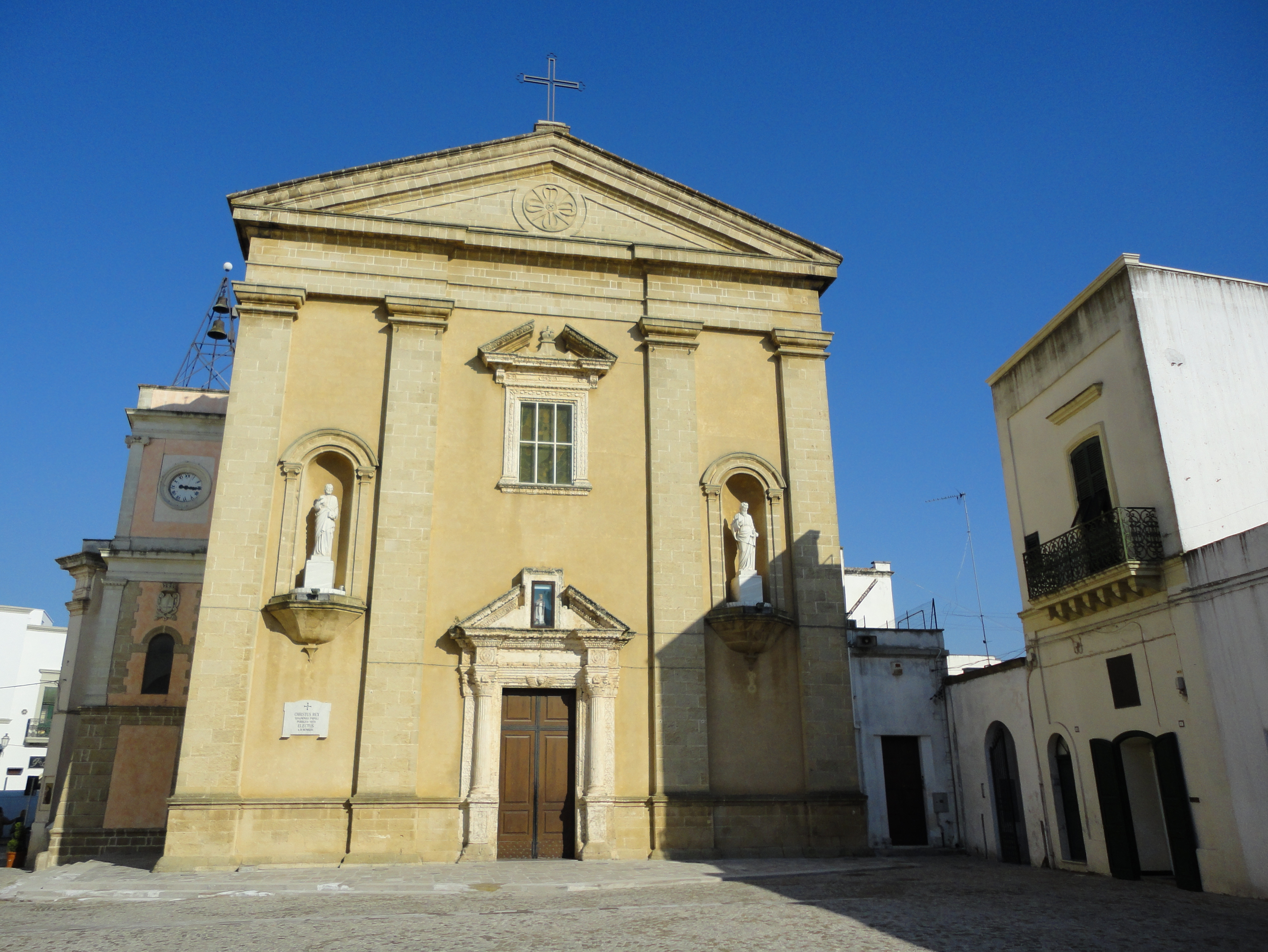
Chiesa di San Martino di Tours, chiesa madre, Taviano
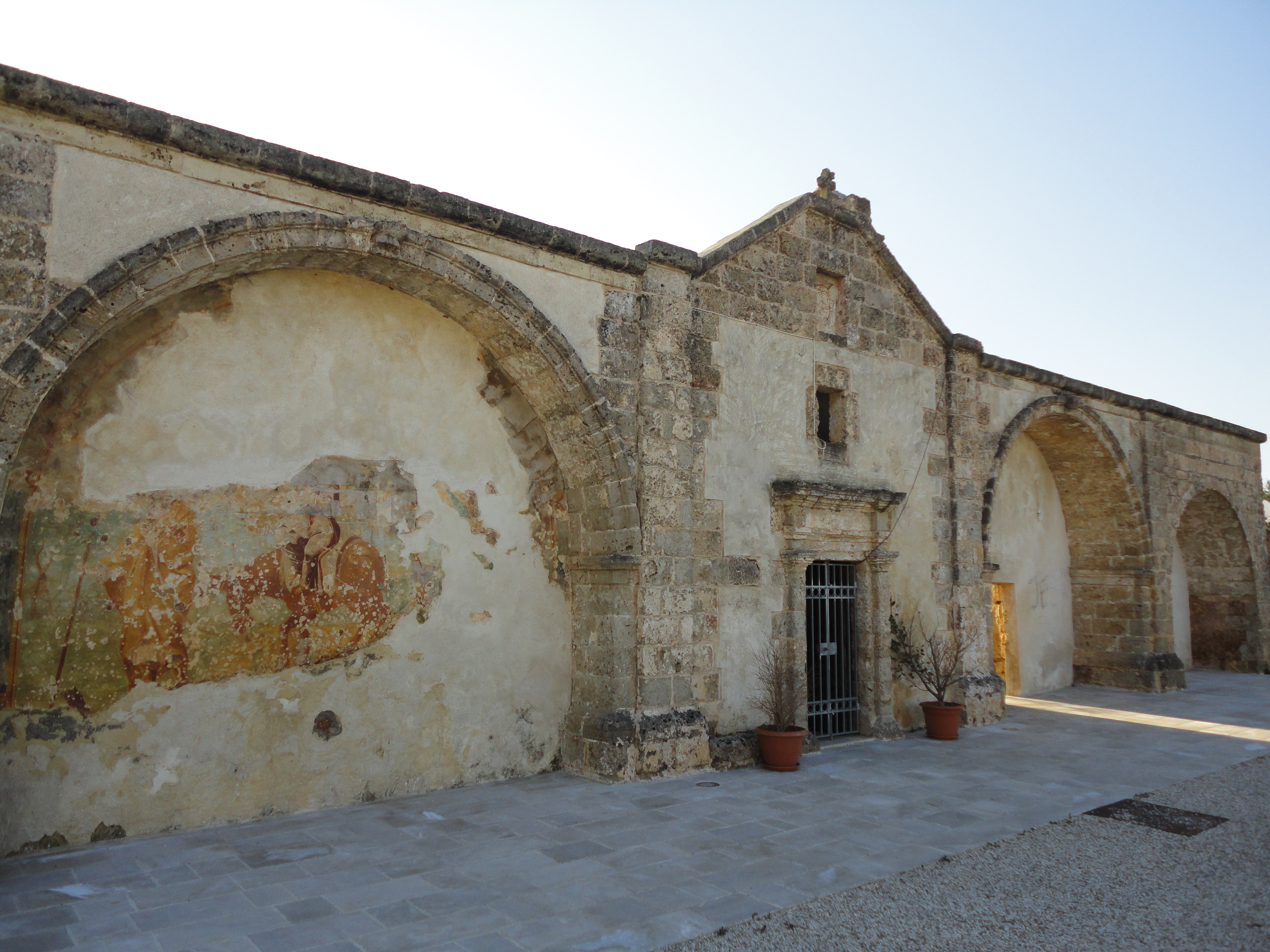
Chiesa di Santa Marina, Taviano

## Zona pastorale o Forania: San Giuseppe da Copertino
| Località                      | Parrocchia                                | Popolazione | Sito web |
| ----------------------------- | ----------------------------------------- | ----------- | -------- |
| Copertino                     | Beata Vergine Maria Addolorata            | 3.400       |          |
| Copertino                     | Beata Vergine Maria del Rosario           | 3.504       |          |
| Copertino                     | San Gerardo Maiella                       | 4.300       |          |
| Copertino                     | San Giuseppe Patriarca                    | 3.185       |          |
| Copertino                     | Santa Maria ad Nives                      | 1.550       |          |
| Copertino                     | Sacro Cuore di Gesù                       | 5.800       |          |
| Copertino                     | Santa Famiglia                            | 4.150       |          |
| Copertino                     | Santi Cosma e Damiano Martiri             | 2.250       |          |
| Porto Cesareo                 | Beata Vergine Maria del Perpetuo Soccorso | 4.238       |          |
| Torre Lapillo (Porto Cesareo) | Maria SS. Assunta                         | 300         |          |
| Boncore (Nardò)               | Sacro Cuore di Gesù                       |             |          |

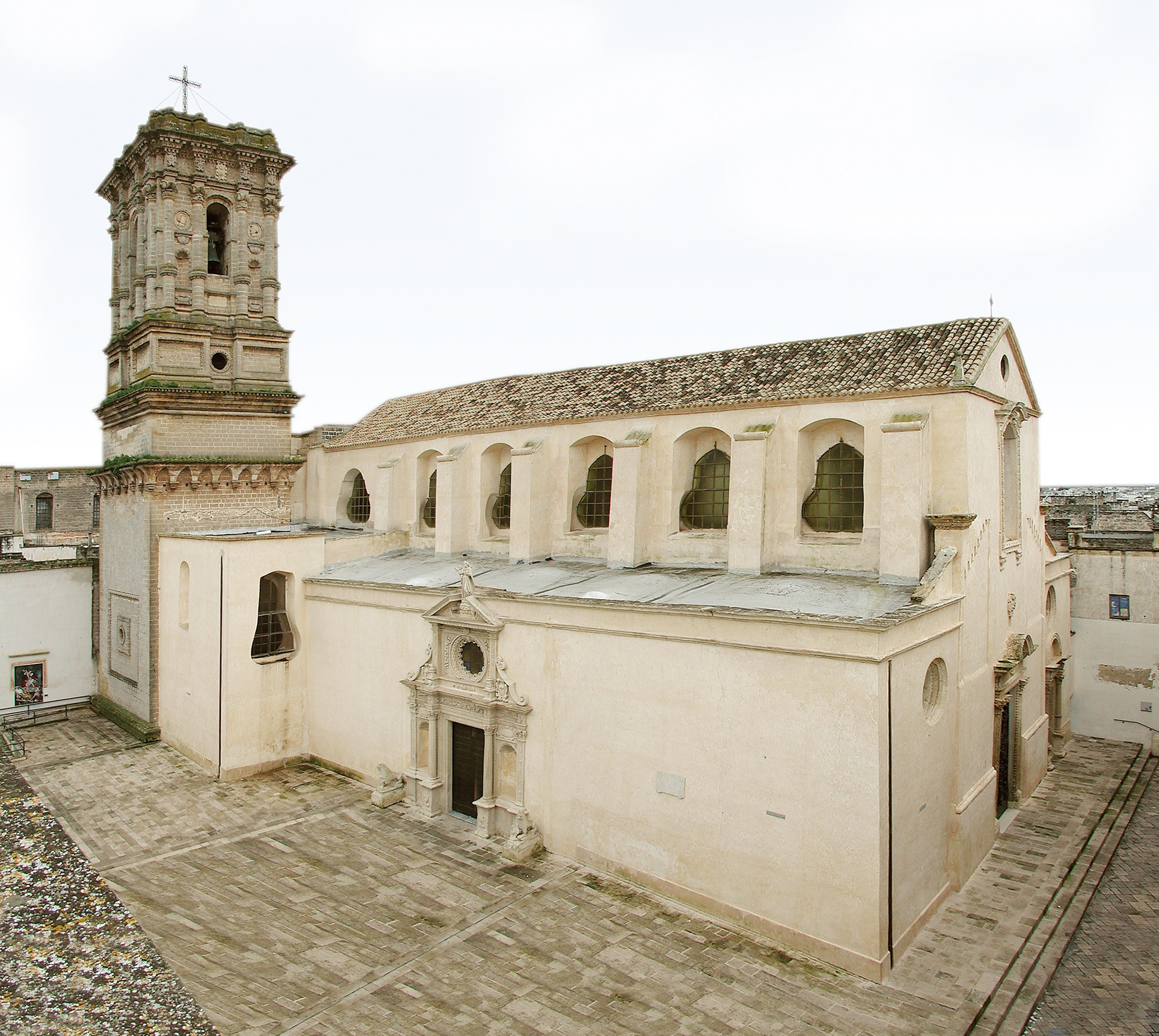
(1) Basilica della Madonna della Neve (Copertino)
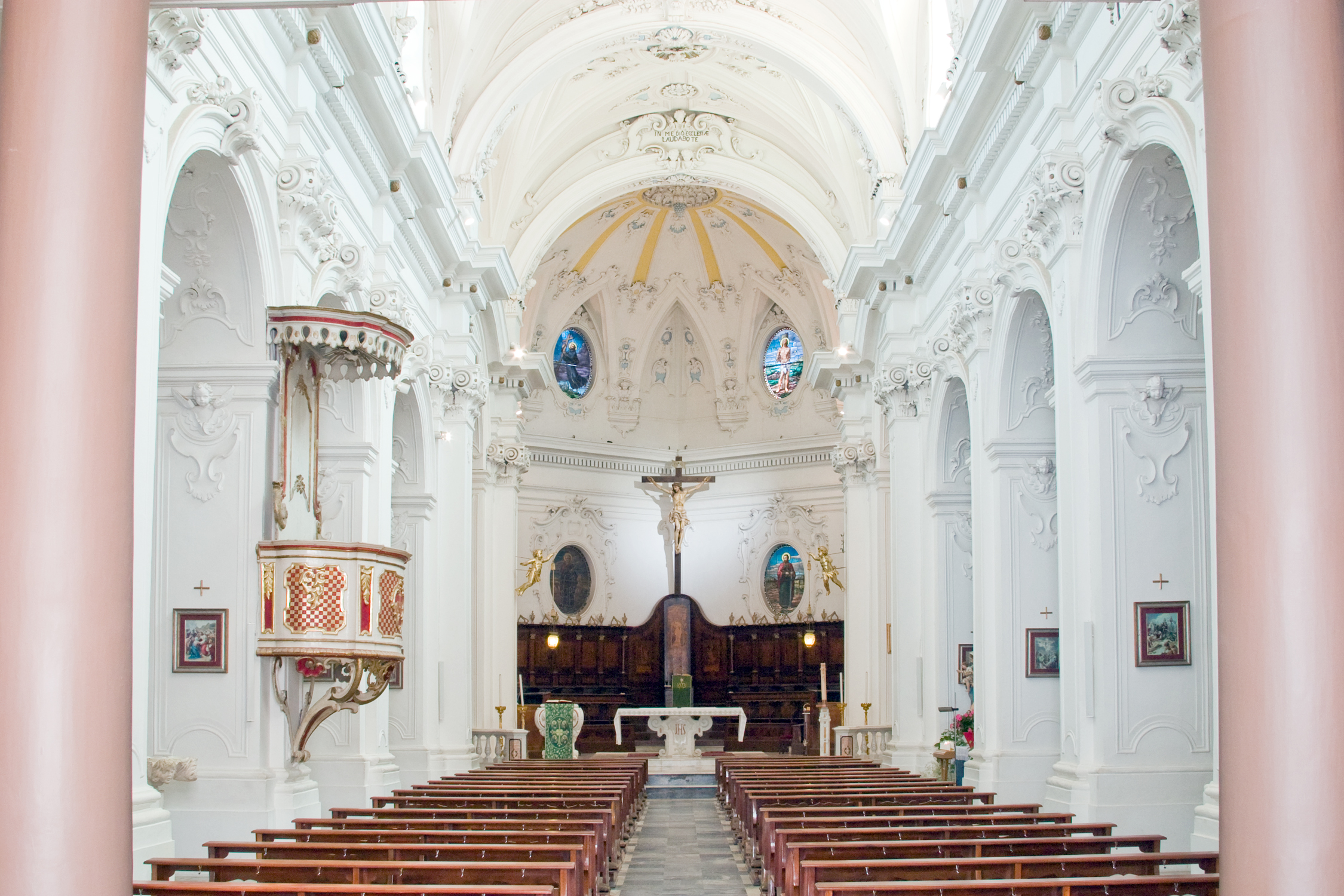
(2) Basilica Santa Maria Ad Nives, navata centrale, Copertino
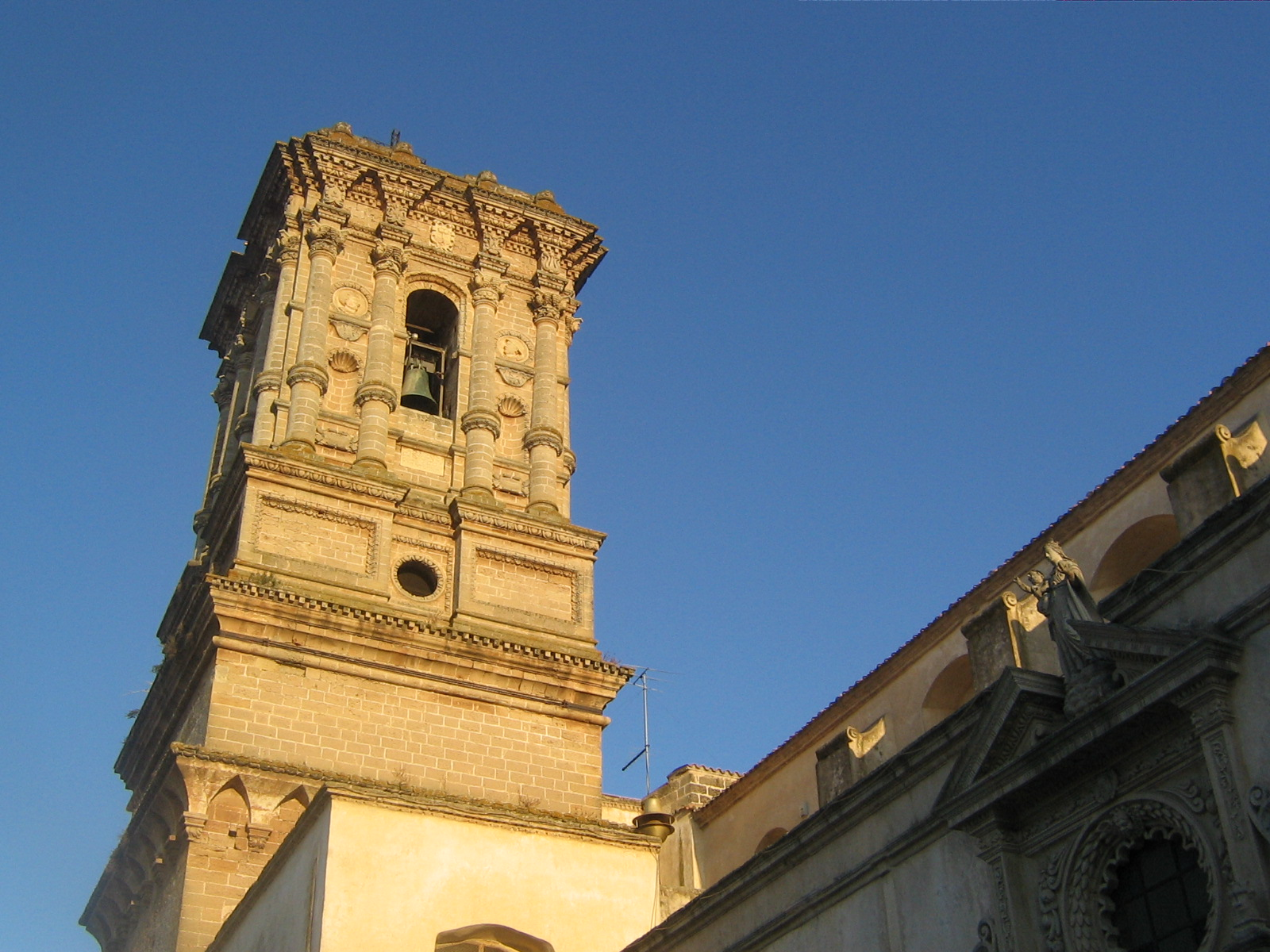
(3) Torre campanaria della Basilica Santa Maria ad Nives, Copertino
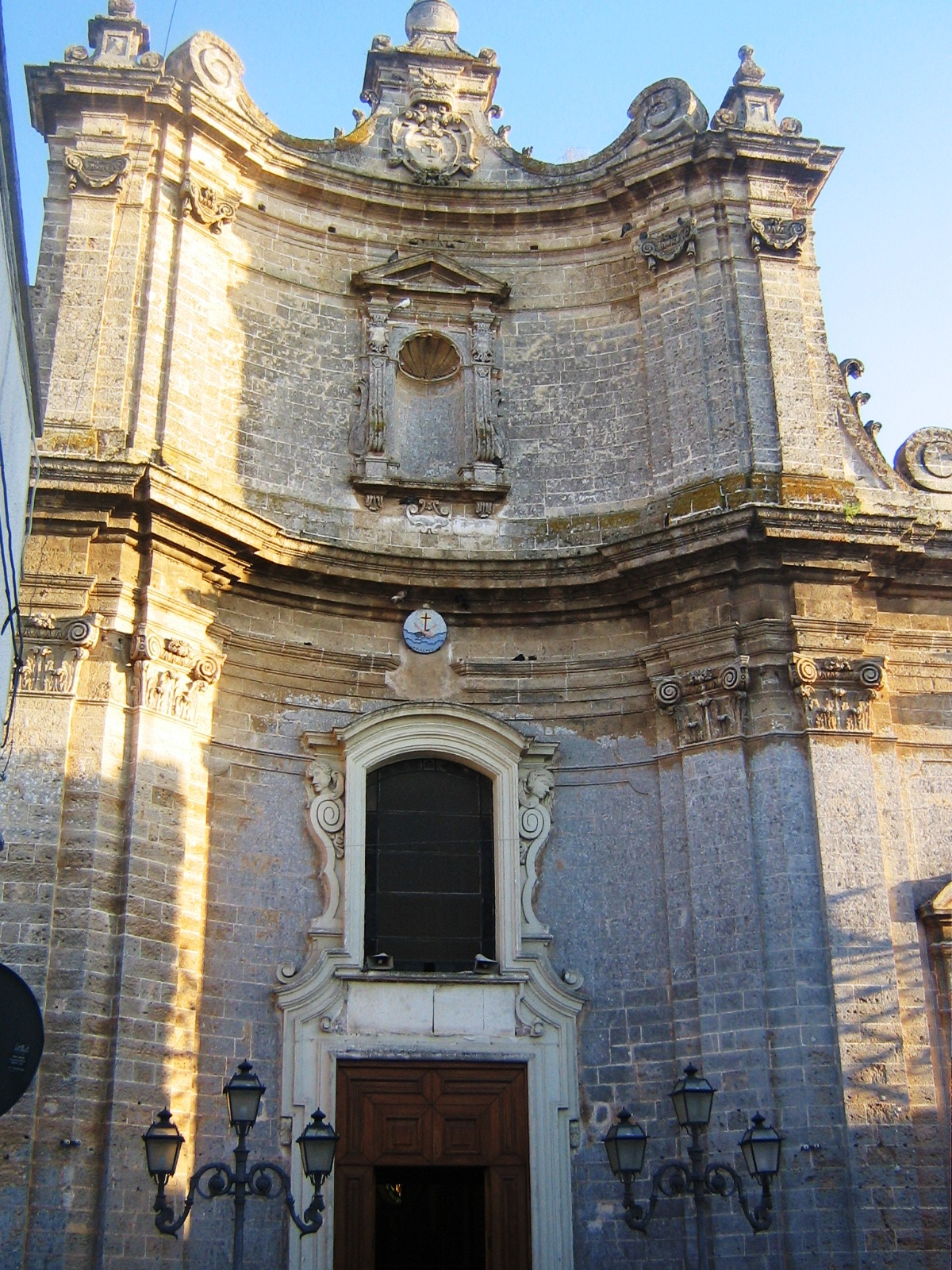
Santuario di San Giuseppe da Copertino, Copertino
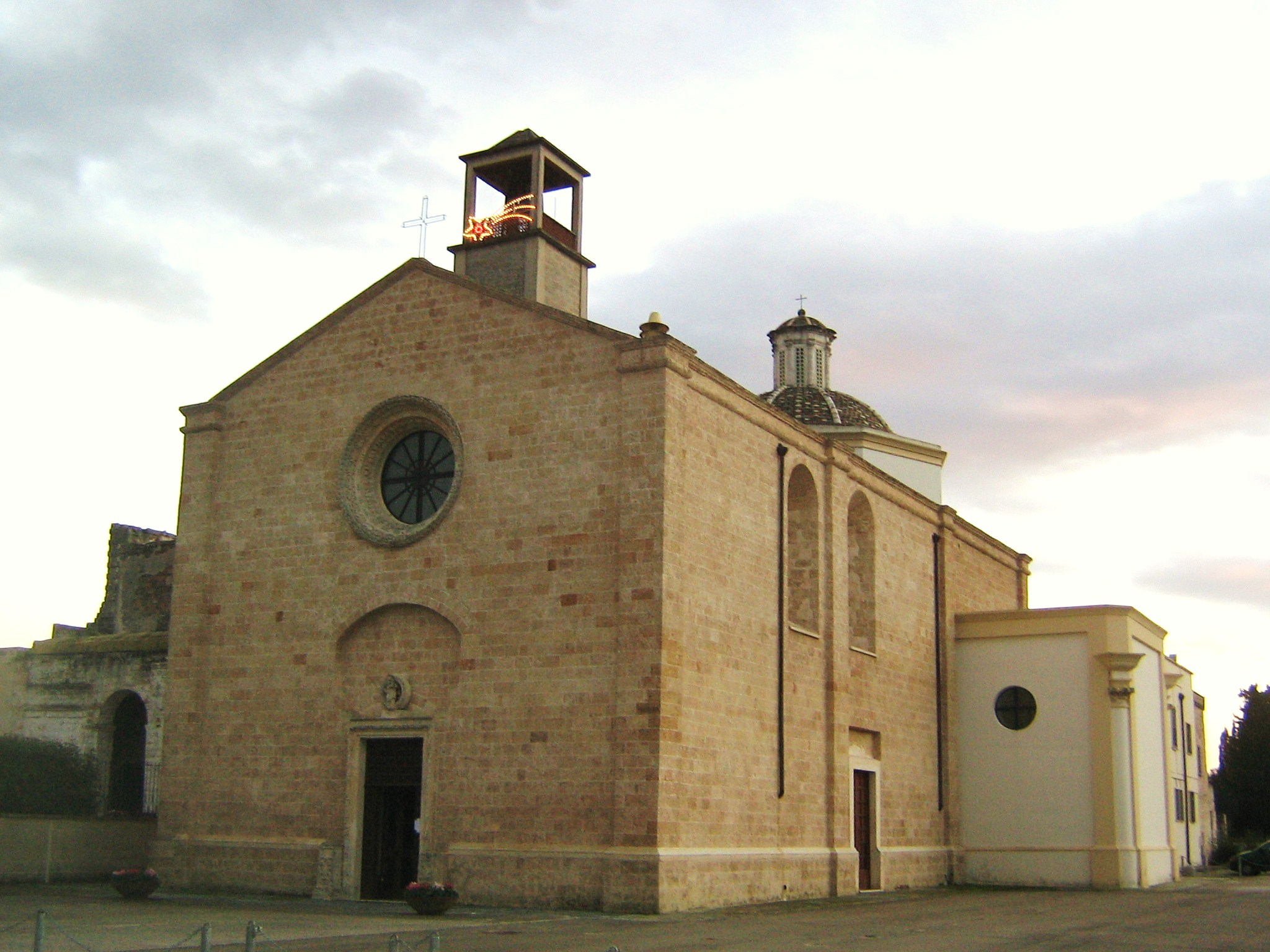
Santuario della Grottella, Copertino
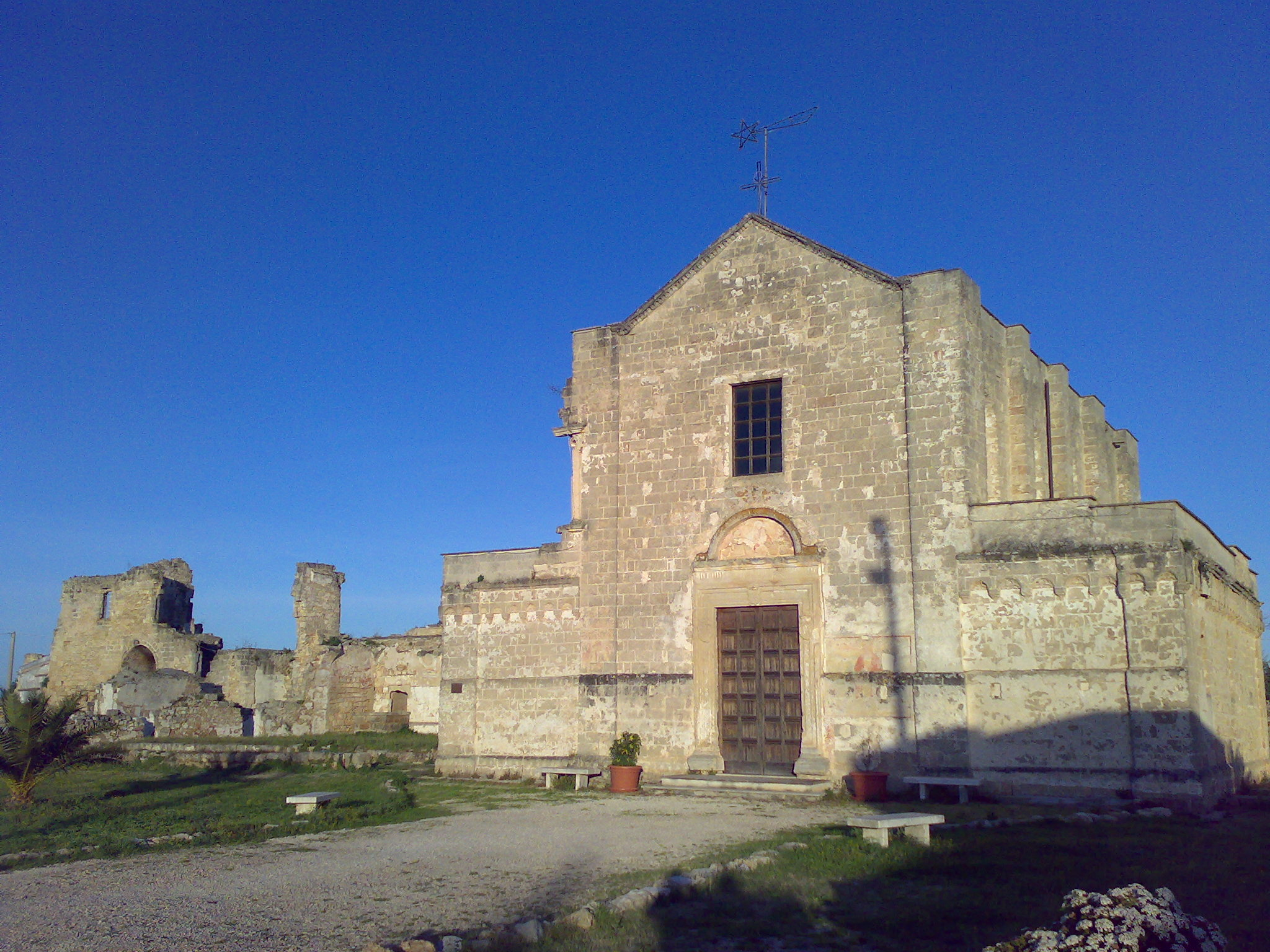
Chiesa di Santa Maria di Casole, Copertino
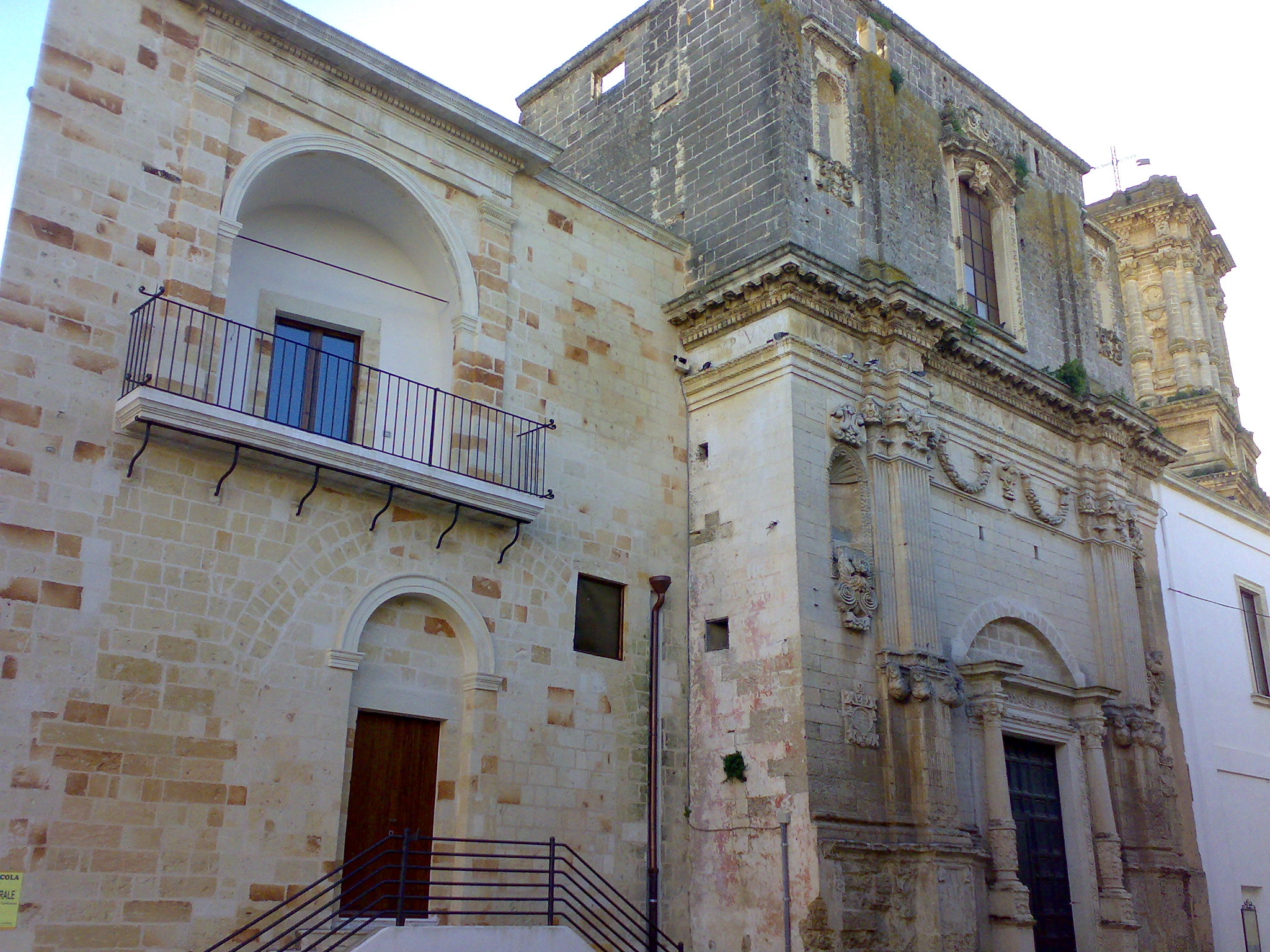
Chiesa di Santa Chiara, Copertino
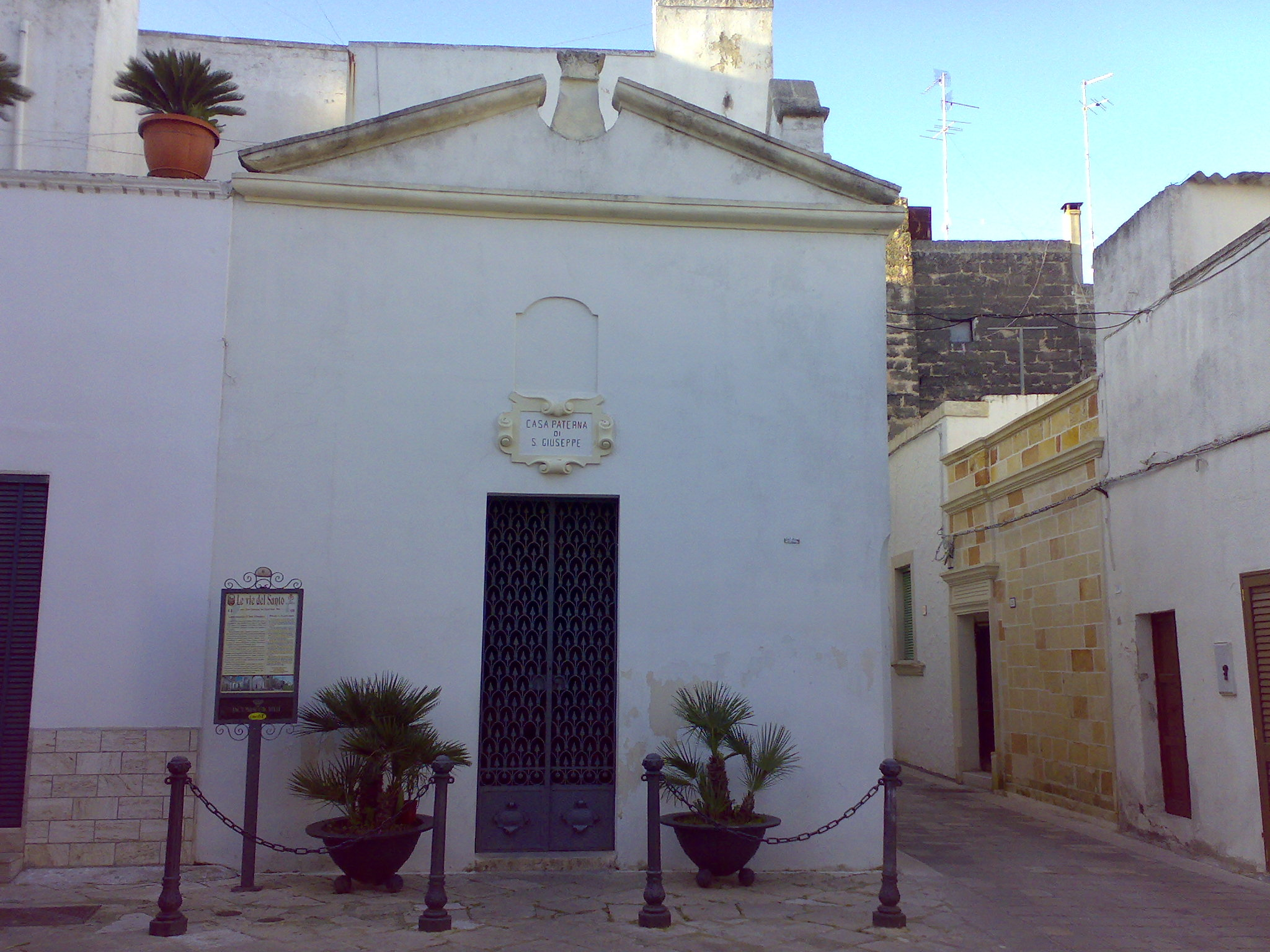
Chiesetta-casa paterna di San Giuseppe da Copertino, sita a Copertino
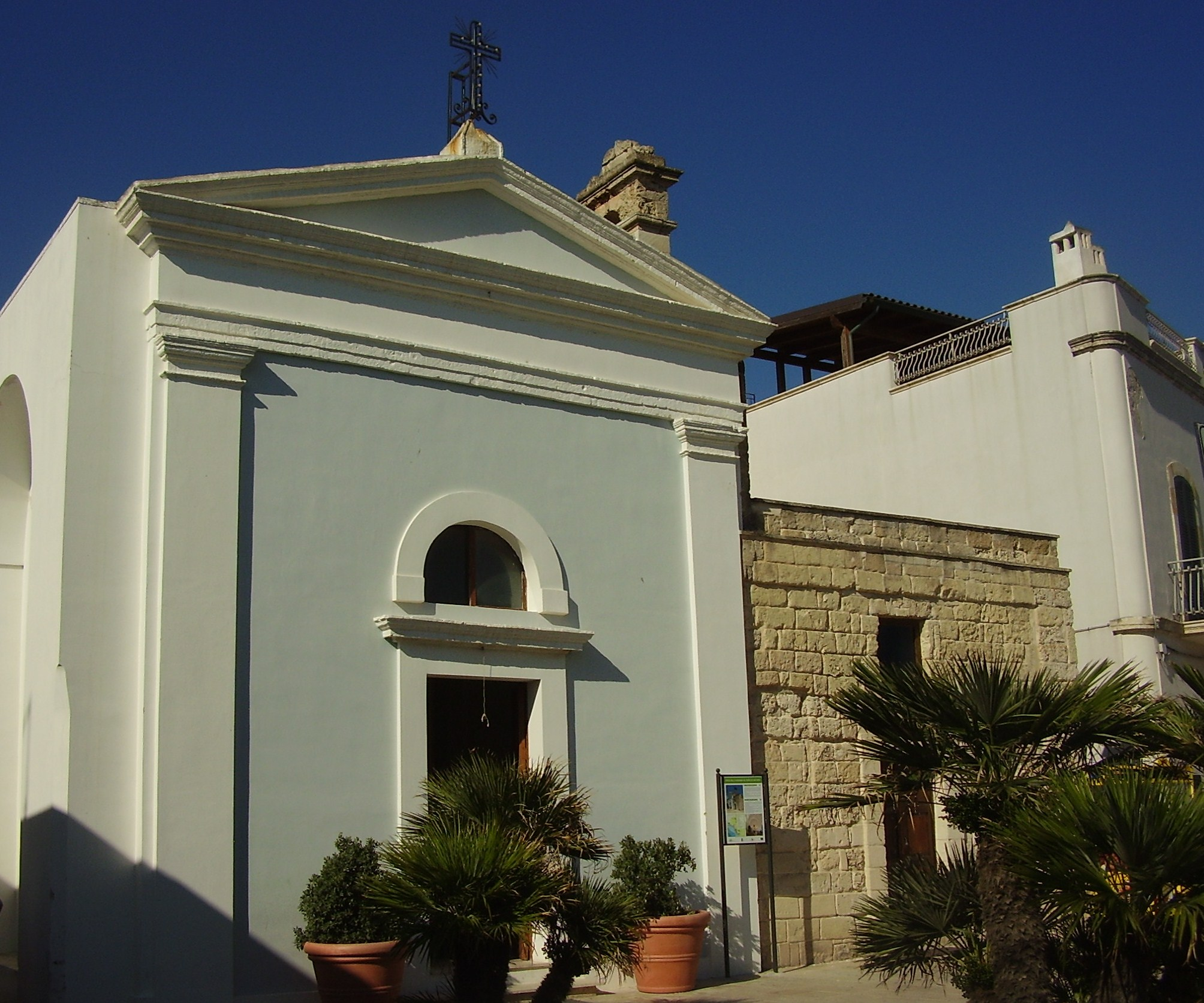
Parrocchia, Beata Vergine Maria del Perpetuo Soccorso, chiesa madre, Porto Cesareo

## Zona pastorale o Forania: San Gregorio Armeno
| Località                     | Parrocchia                      | Popolazione | Sito web |
| ---------------------------- | ------------------------------- | ----------- | -------- |
| Nardò                        | Beata Vergine Maria Addolorata  | 945         |          |
| Nardò                        | Beata Vergine Maria del Carmelo | 4.287       |          |
| Villaggio Resta (Nardò)      | Beata Vergine Maria del Rosario | 267         |          |
| Nardò                        | Maria SS. Assunta, cattedrale   | 2.861       |          |
| Santa Maria al Bagno (Nardò) | Maria SS. Assunta               | 632         |          |
| Santa Caterina (Nardò)       | Santa Caterina D'Alessandria    | 2.000       |          |
| Nardò                        | Santa Famiglia                  | 2.220       |          |
| Località Pittuini (Nardò)    | Santa Famiglia                  | 82          |          |
| Nardò                        | San Francesco da Paola          | 3.670       |          |
| Nardò                        | San Francesco d'Assisi          | 3.139       |          |
| Nardò                        | San Gerardo Maiella             | 3.560       |          |
| Nardò                        | Sacro Cuore di Gesù             | 1.990       |          |
| Santa Chiara (Nardò)         | Sacro Cuore di Gesù             | 355         |          |

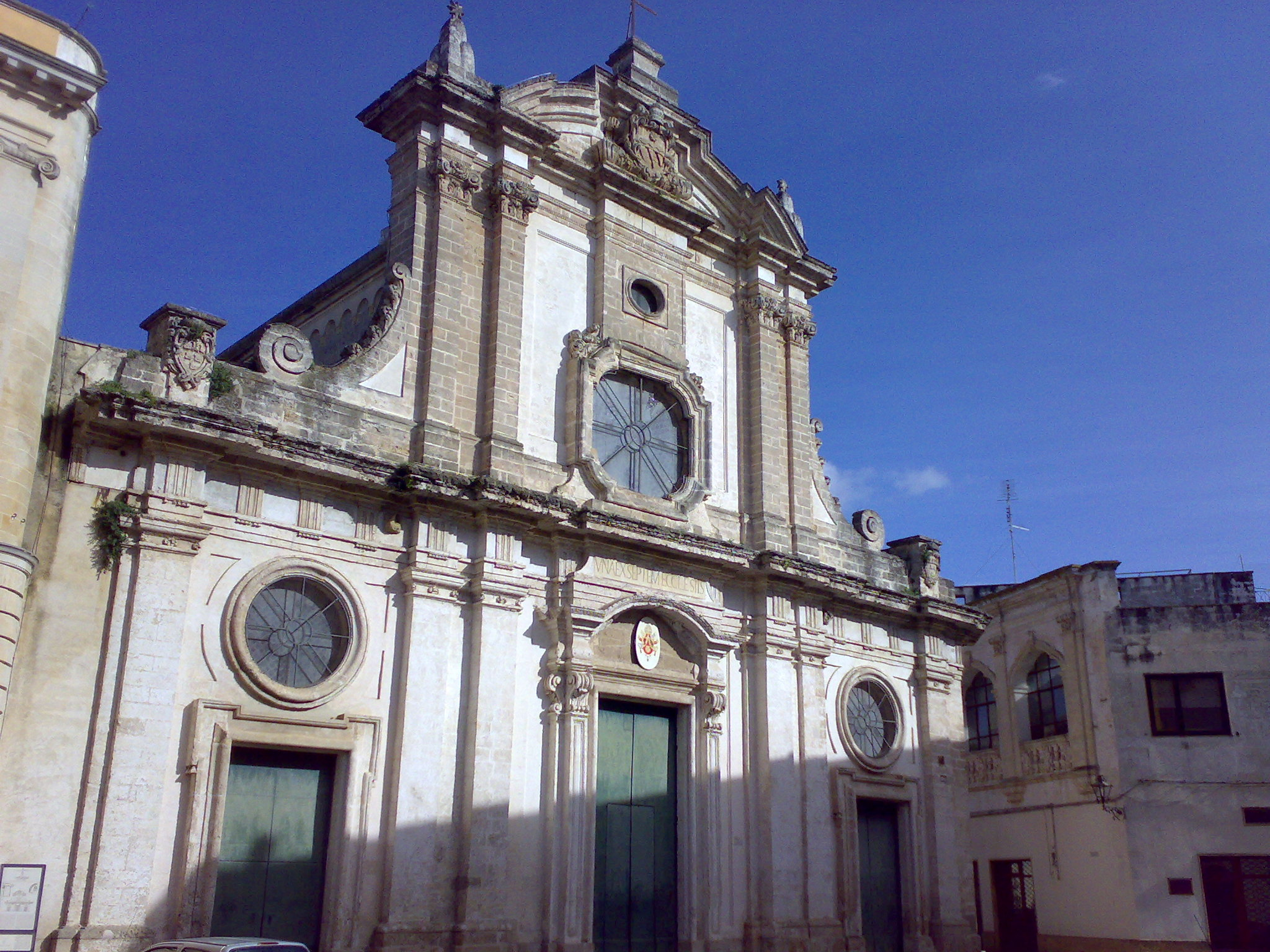
(1) Cattedrale, Nardò
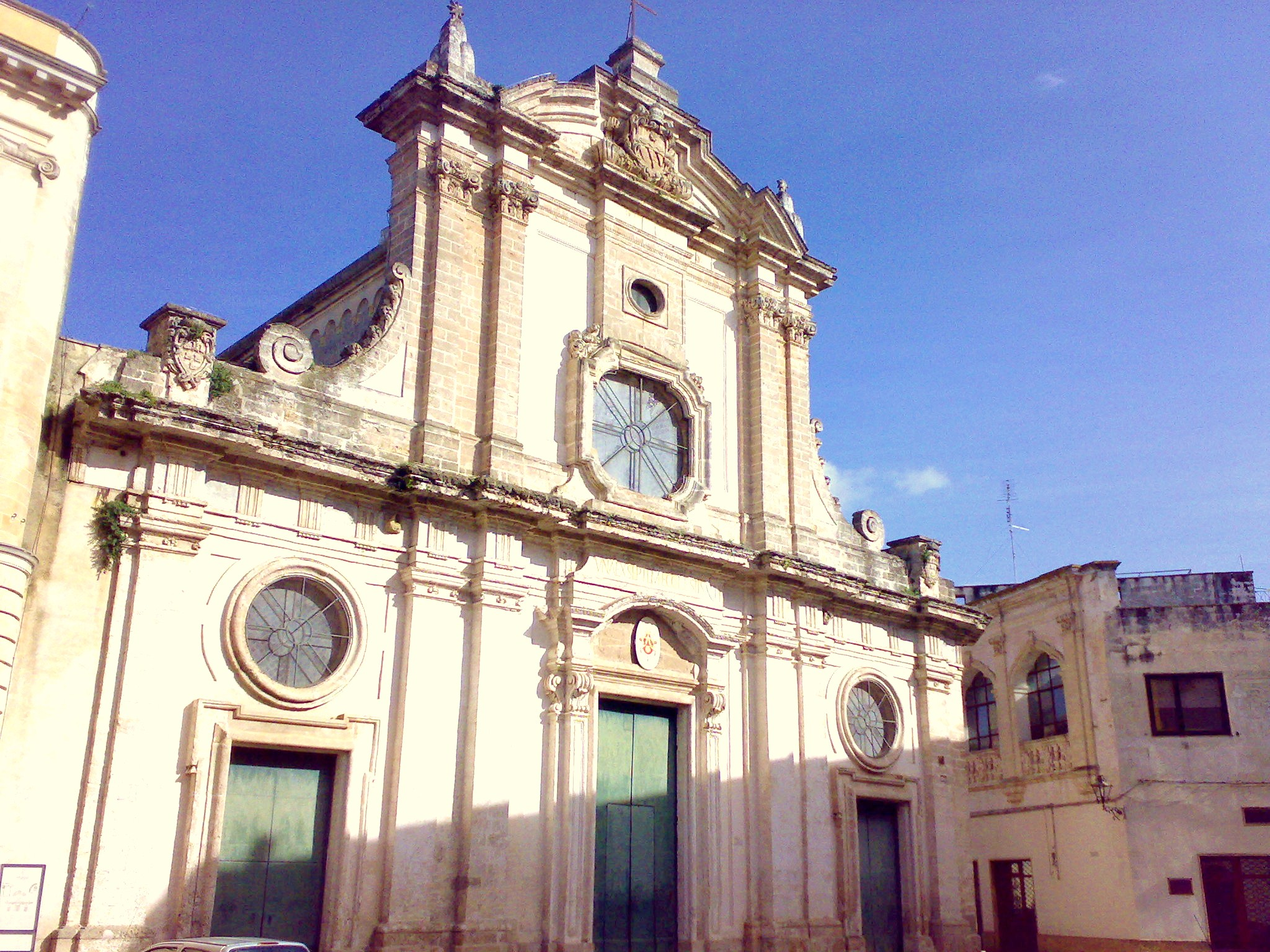
(2) Cattedrale, Nardò
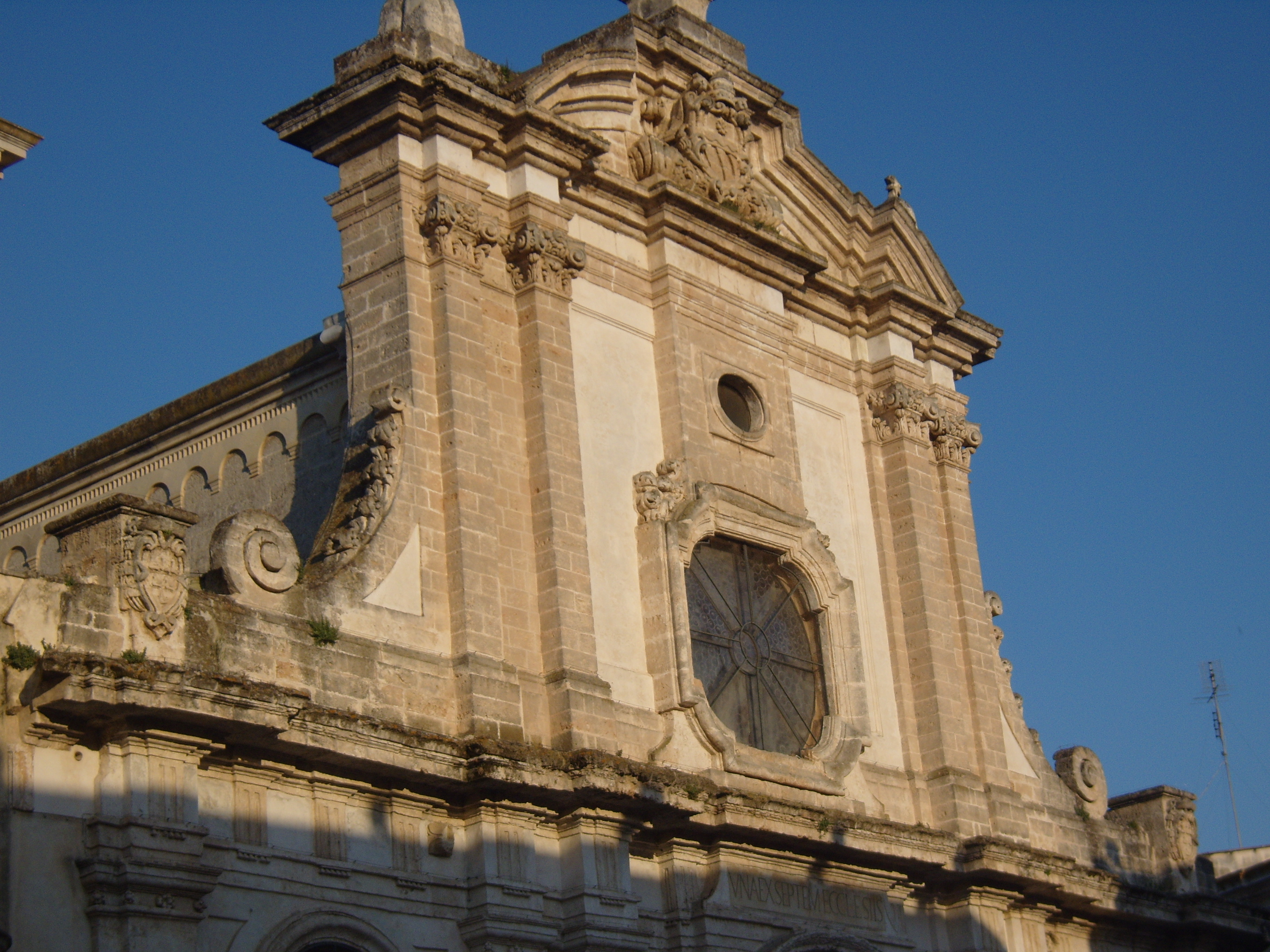
(3) Cattedrale, particolare, Nardò
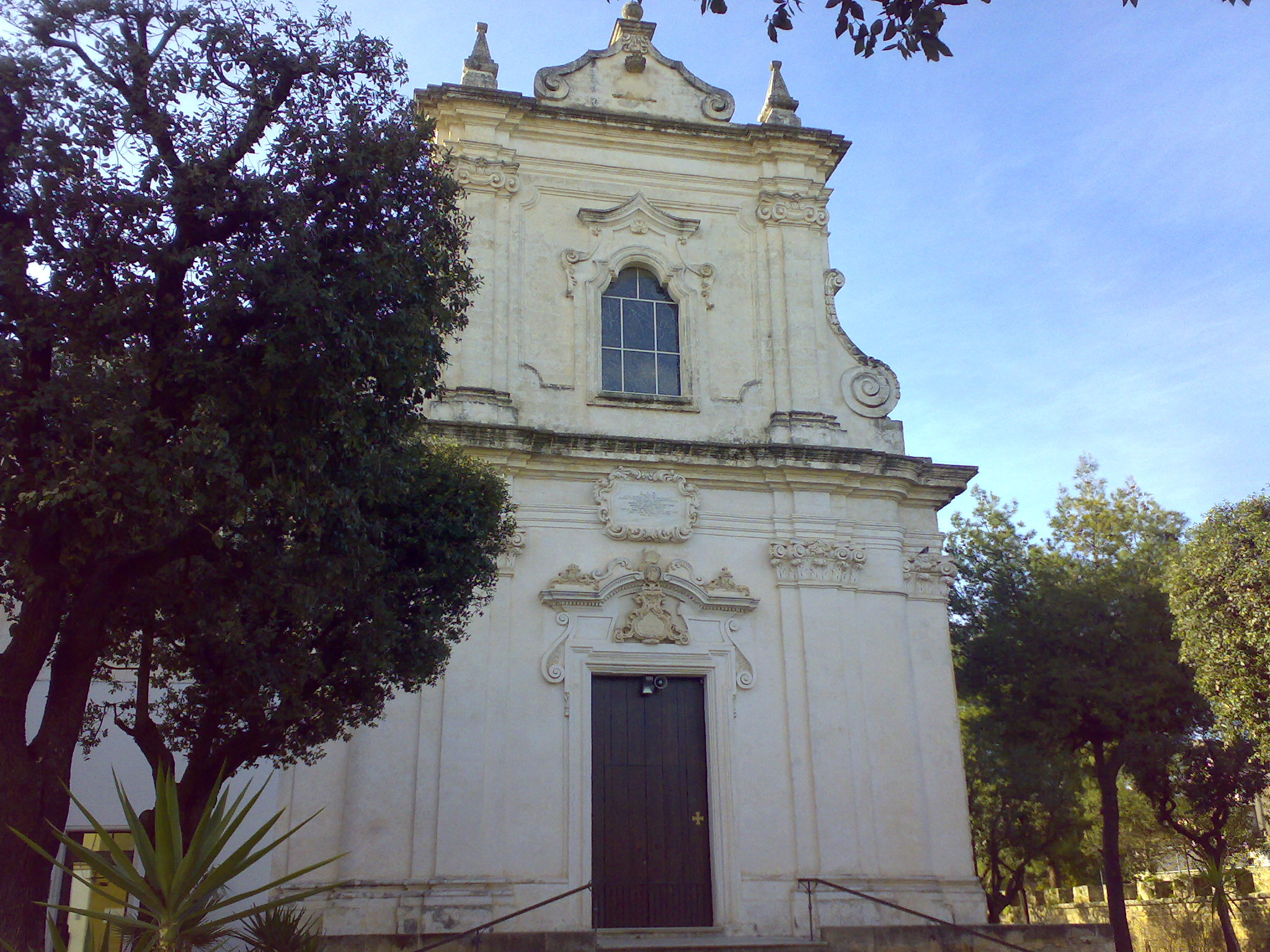
Chiesa parrocchiale di San Francesco da Paola, Nardò
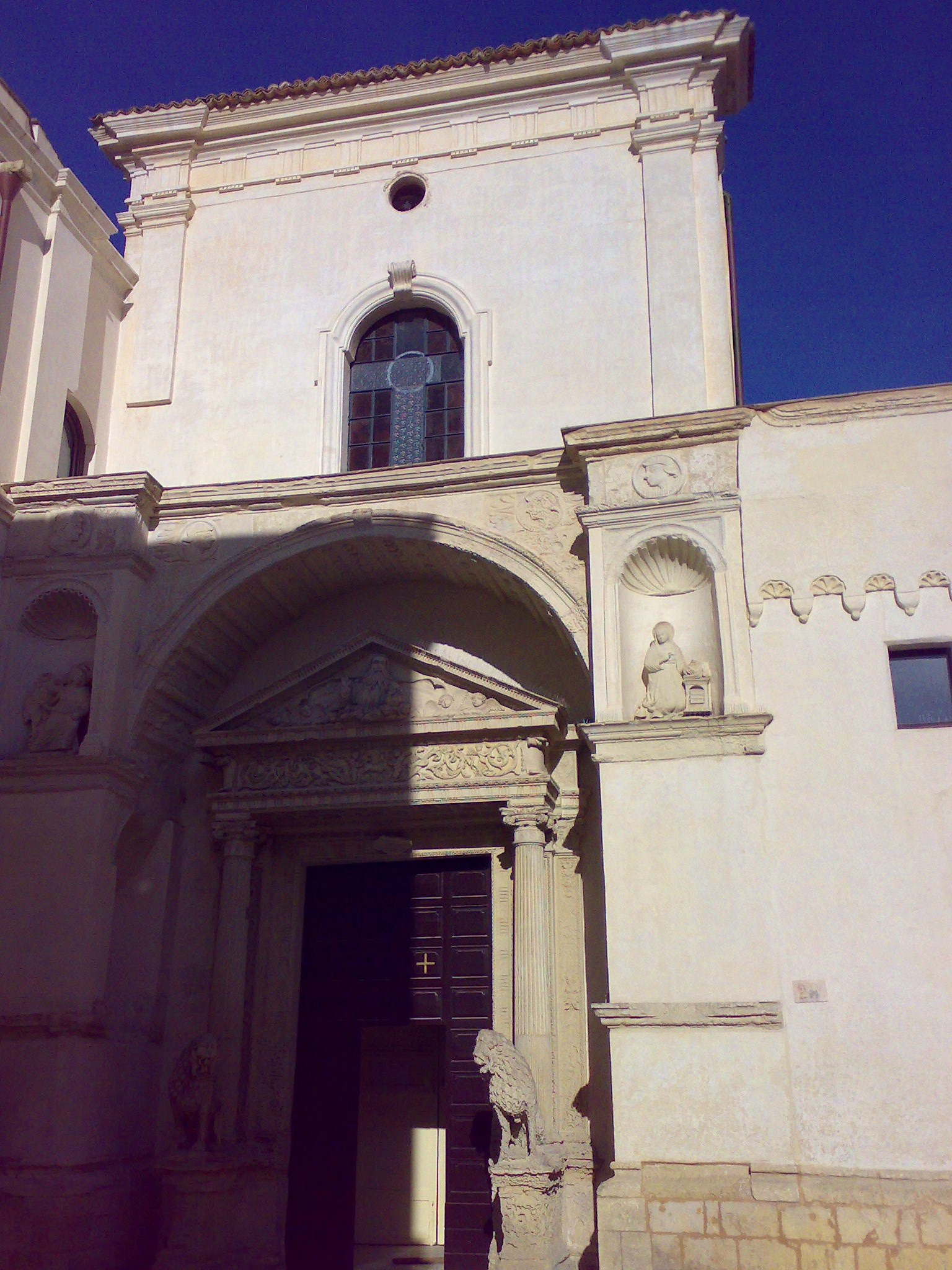
(1) Chiesa della Madonna del Carmine, particolare, Nardò
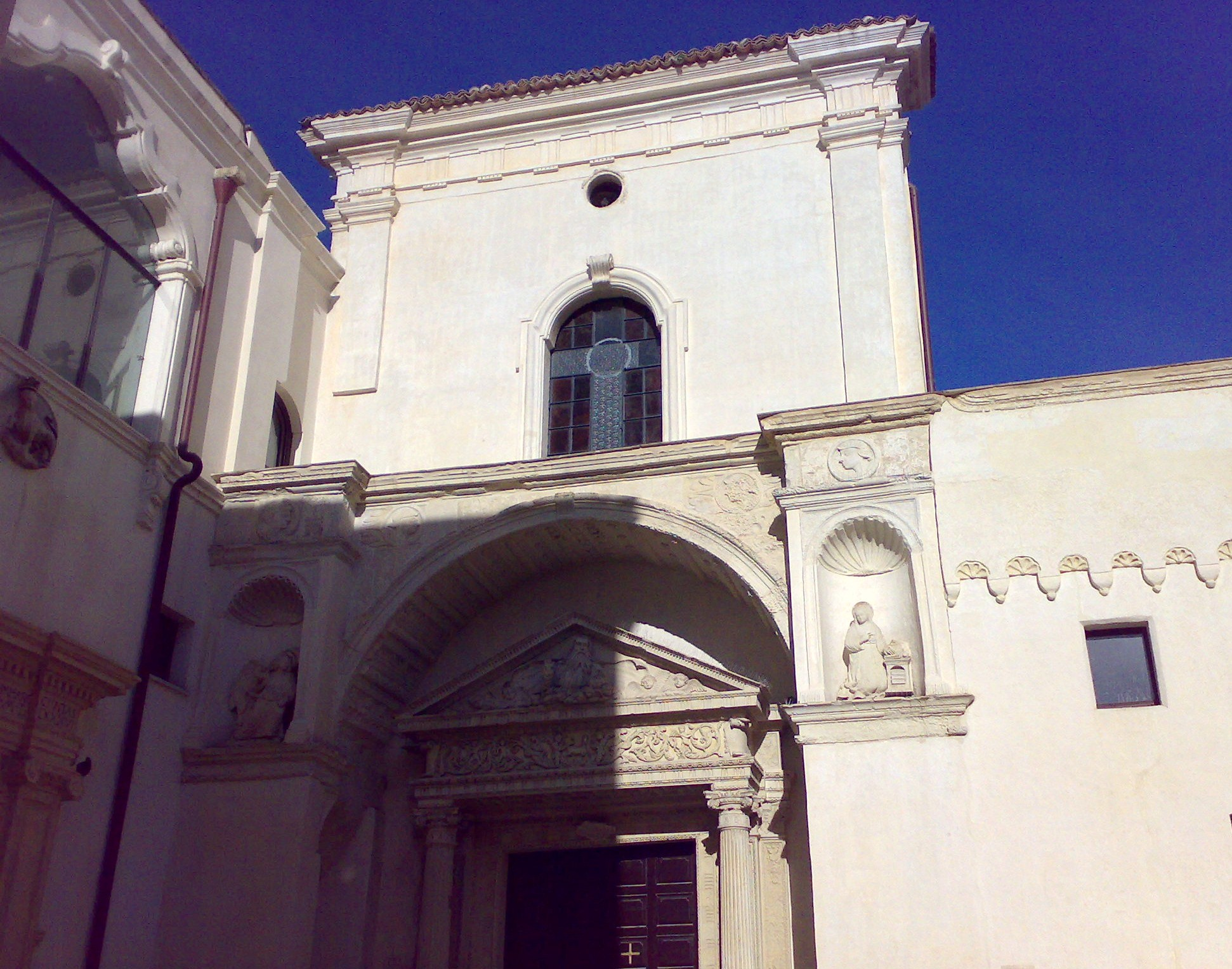
(2) Chiesa della Madonna del Carmine, particolare, Nardò
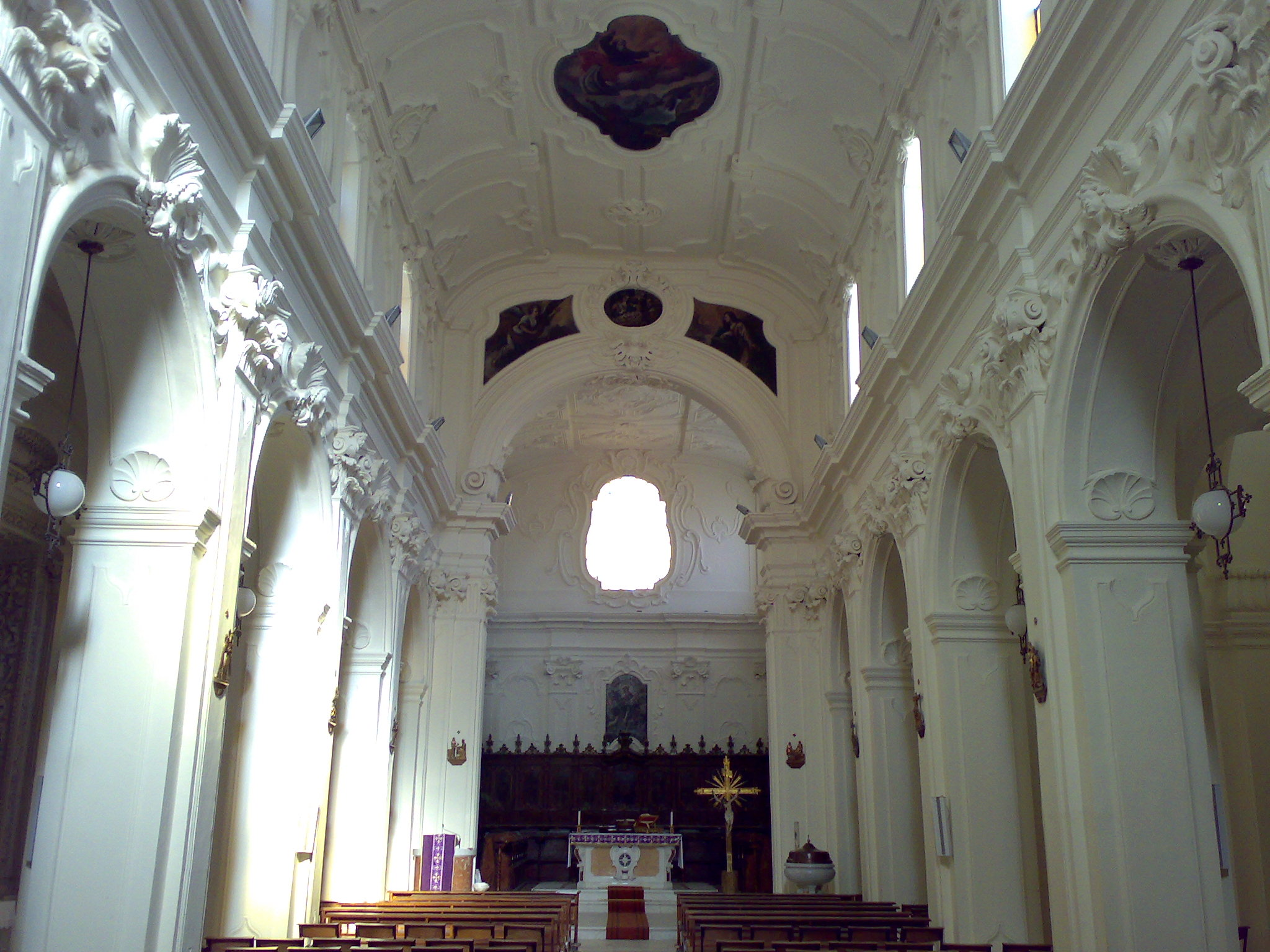
(3) Chiesa della Madonna del Carmine, interno, Nardò
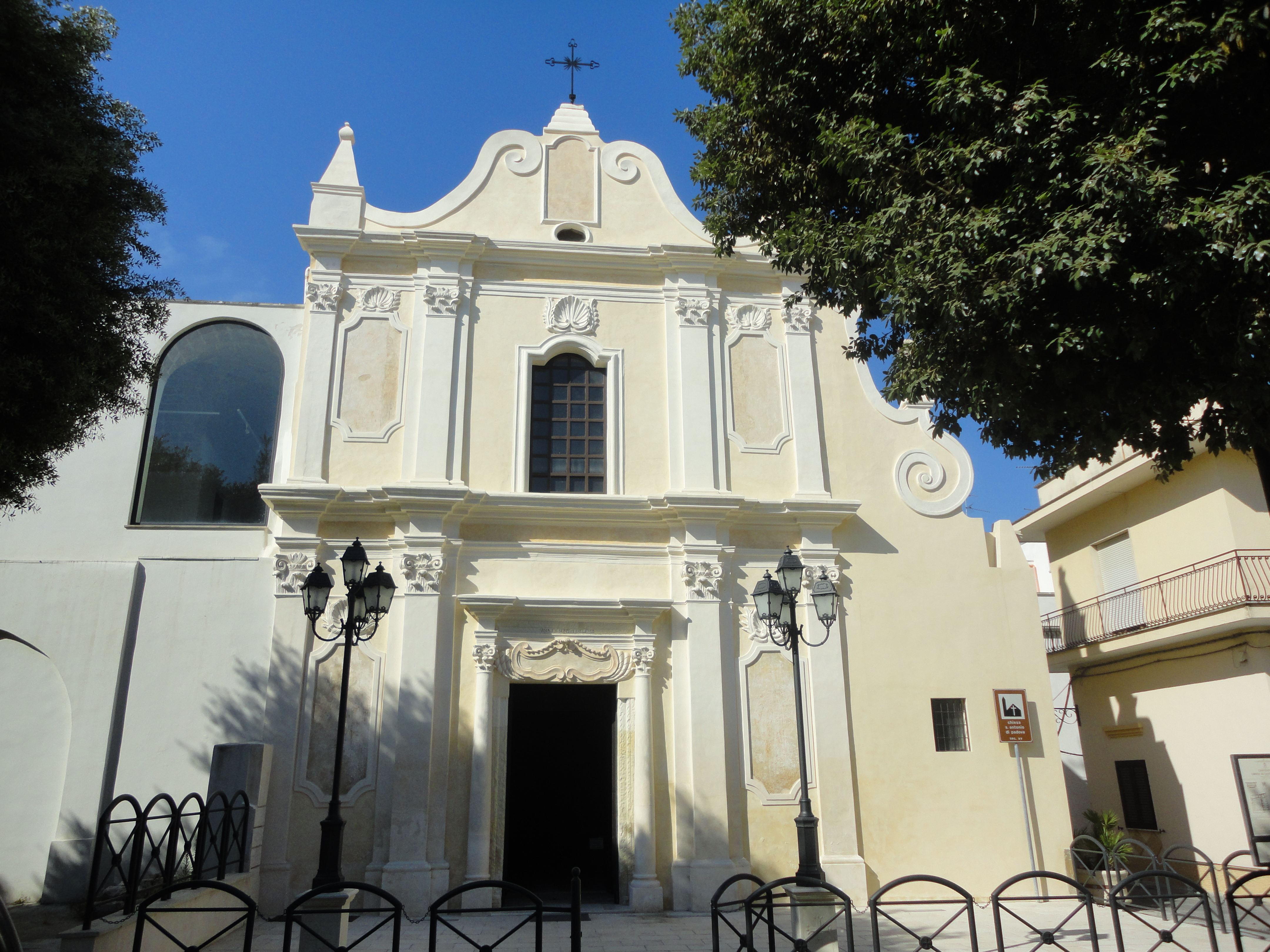
(1) Chiesa parrocchiale di Sant'Antonio da Padova, Nardò
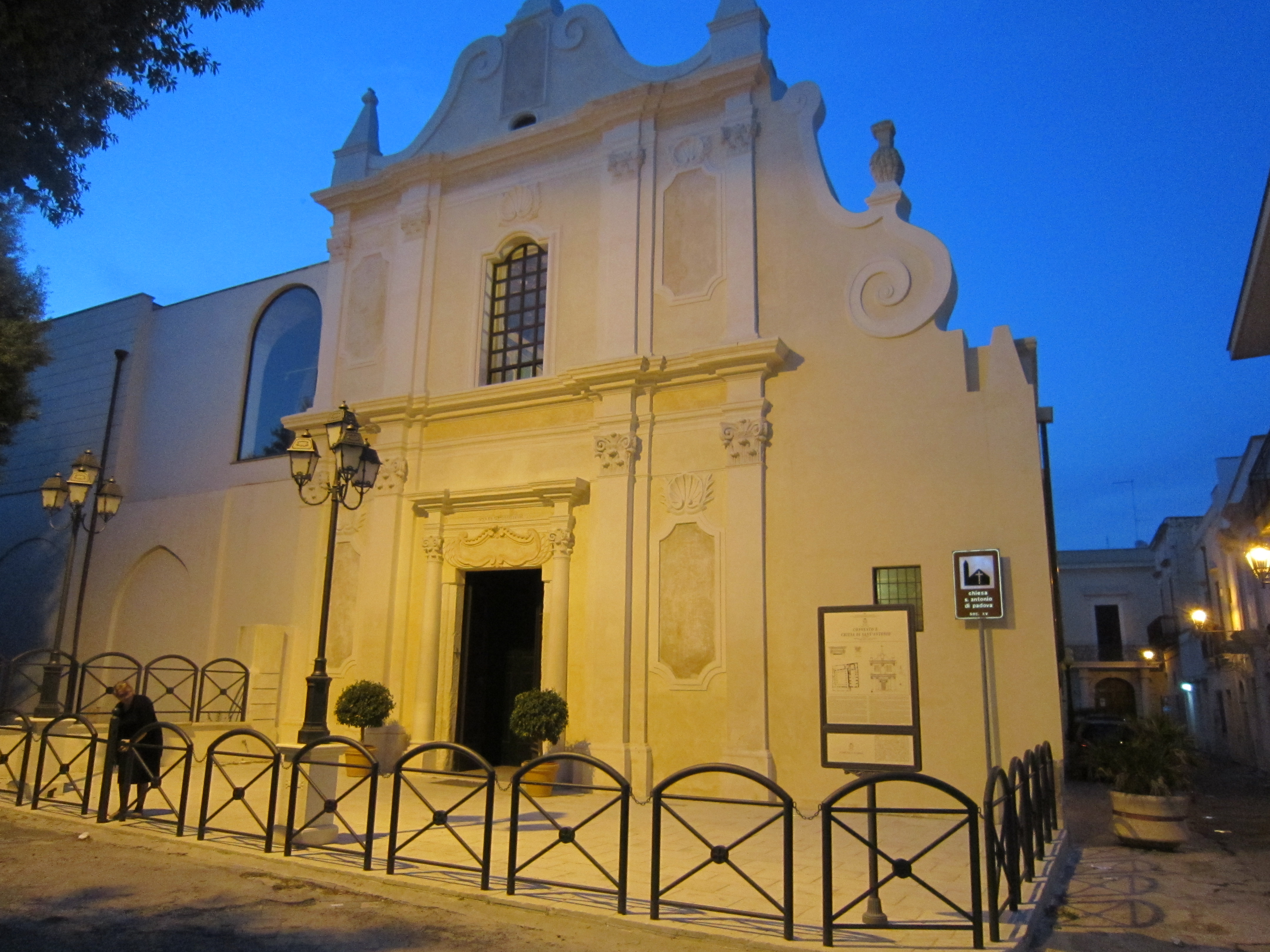
(2) Chiesa parrocchiale di Sant'Antonio da Padova, Nardò
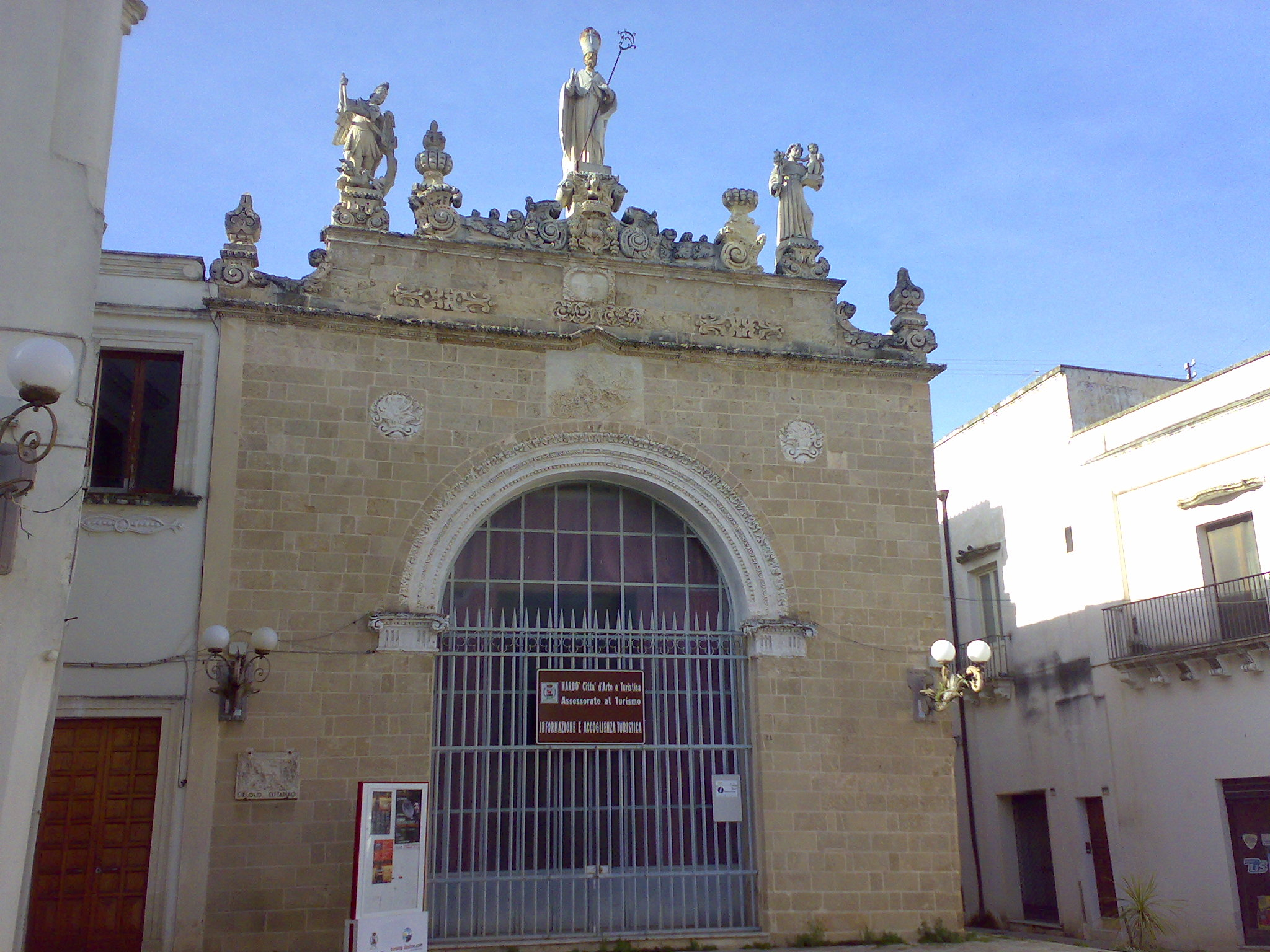
Sedile, Nardò
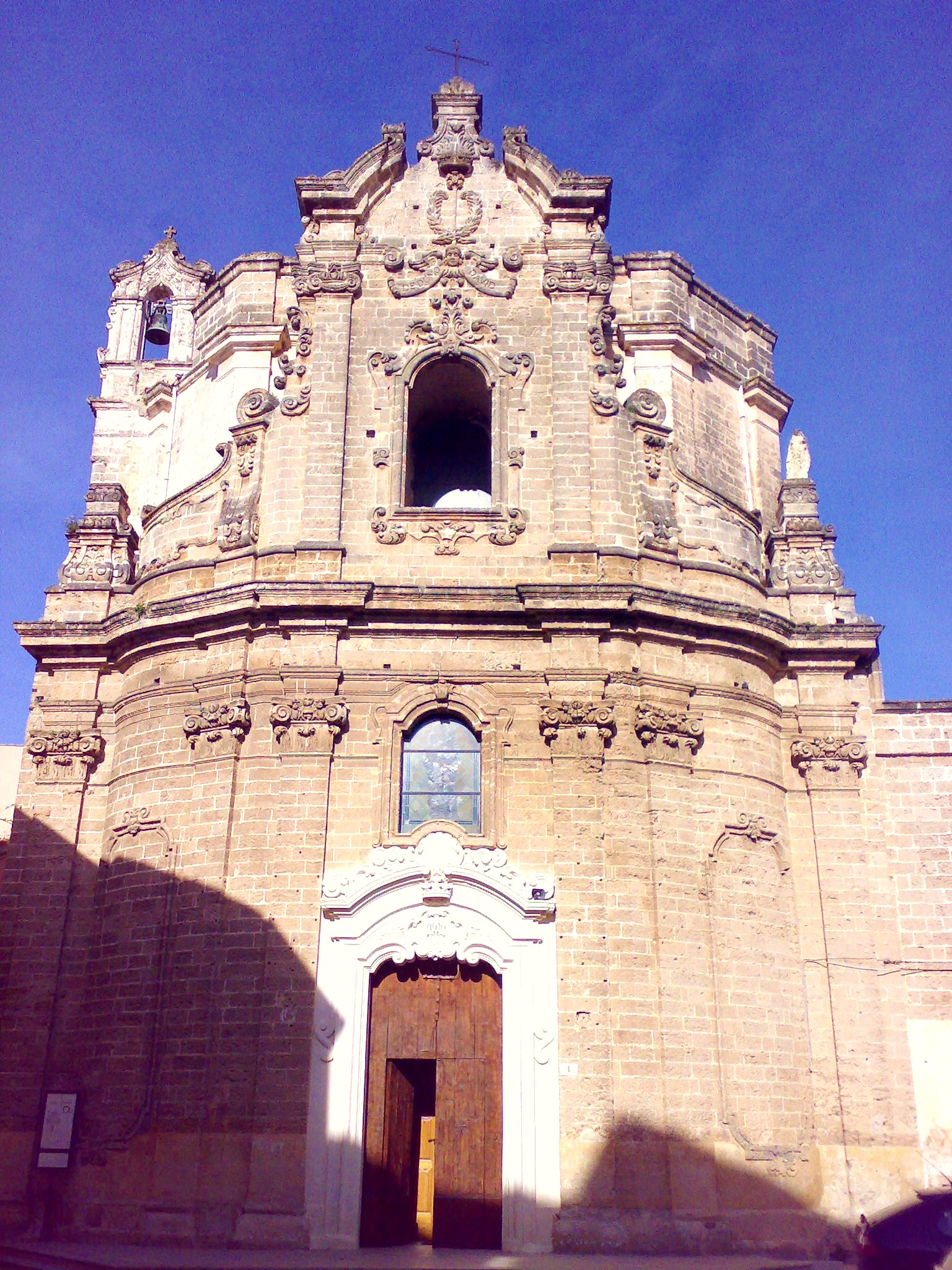
Chiesa di San Giuseppe, Nardò
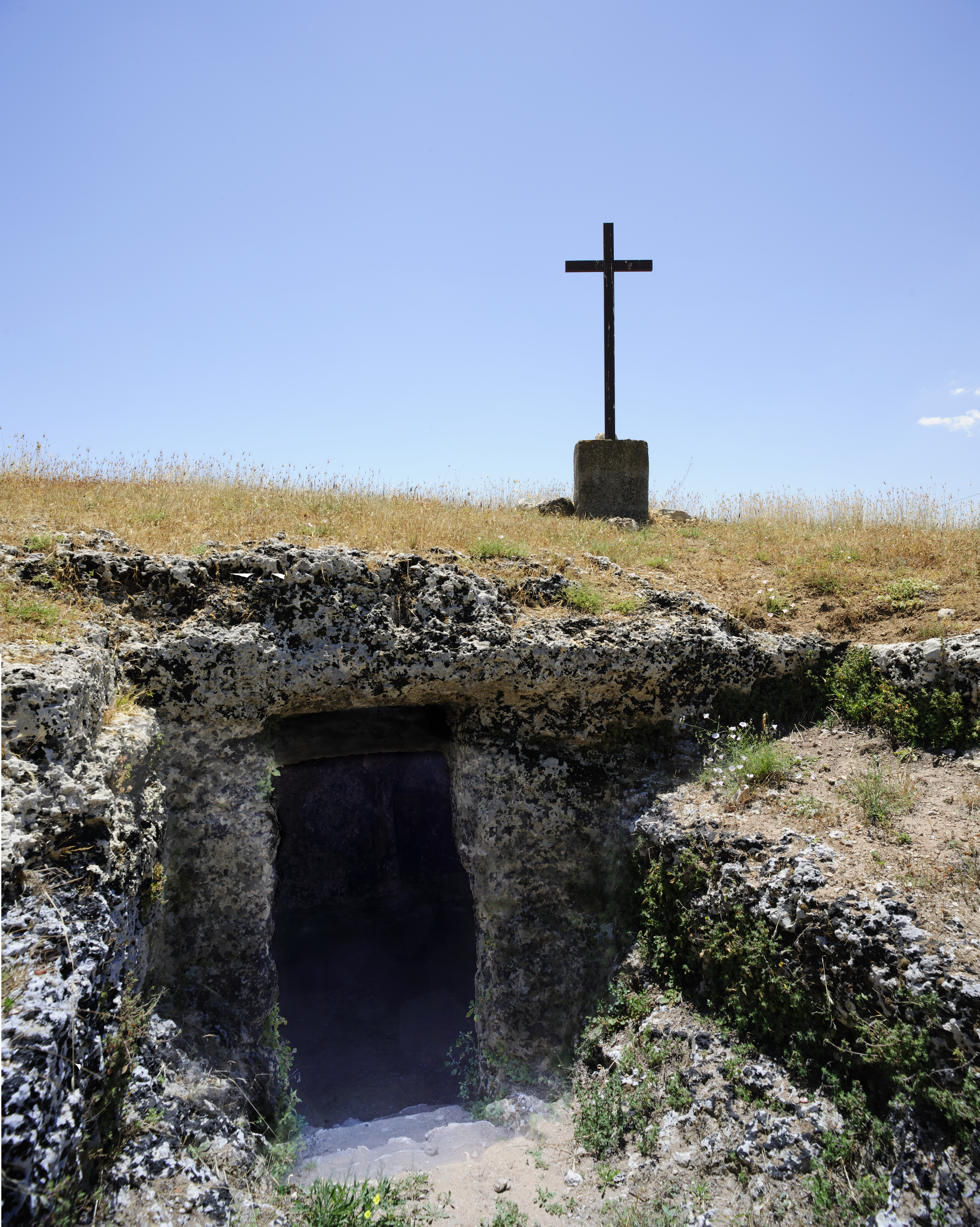
(1) Chiesa rupestre di S. Antonio Abate, interno, zona industriale, Nardò
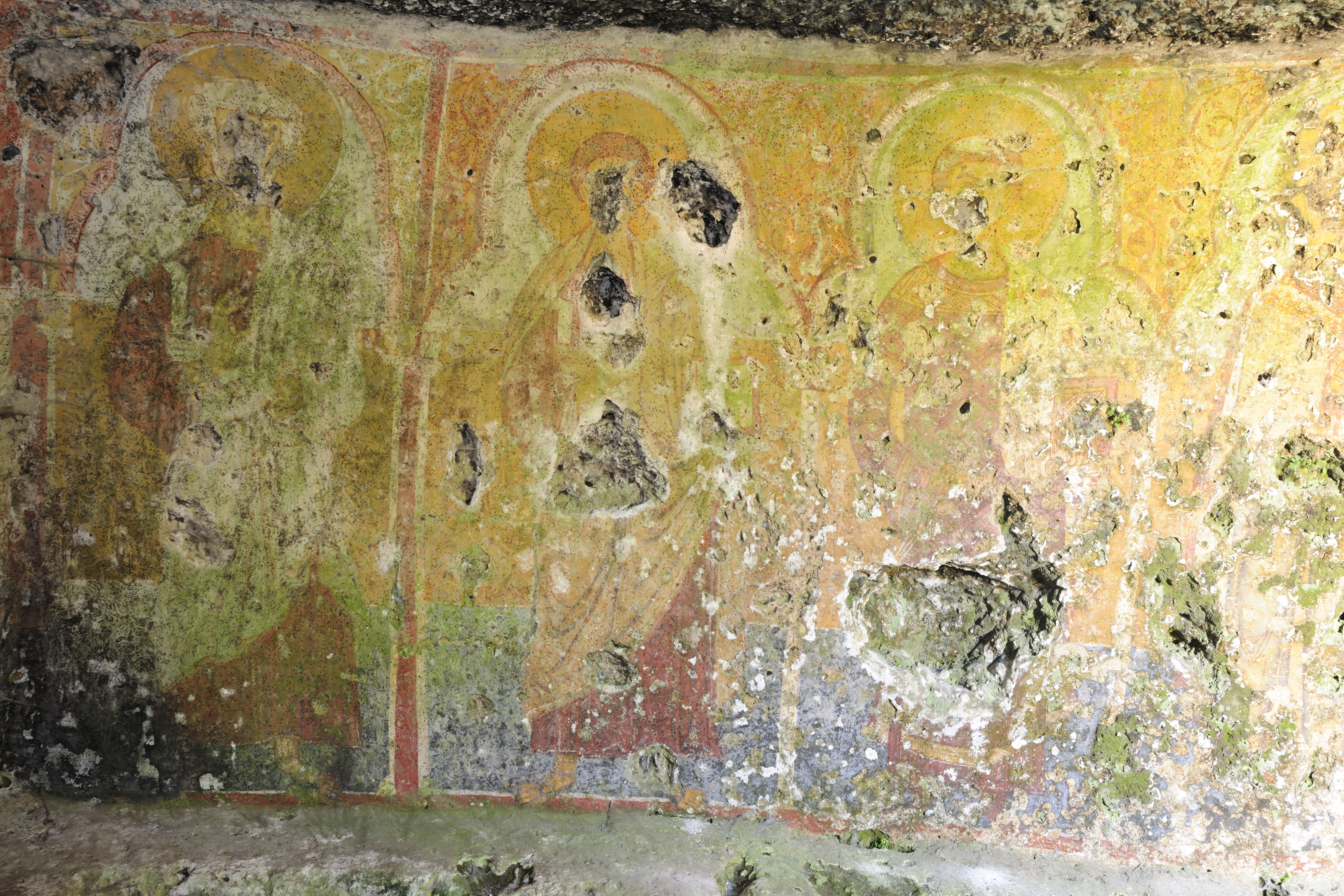
(2) Chiesa rupestre di S. Antonio Abate, interno, zona industriale, Nardò
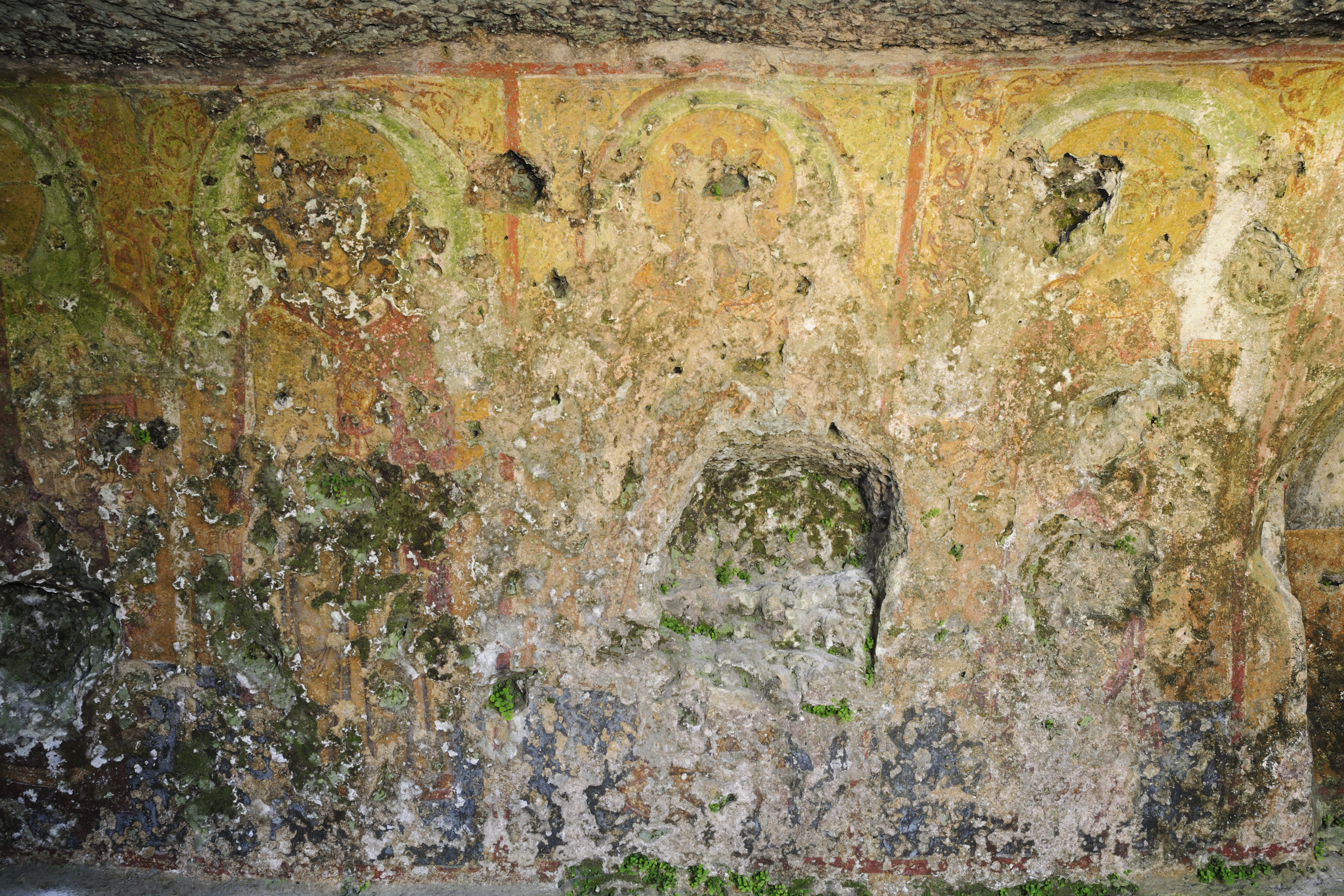
(3) Chiesa rupestre di S. Antonio Abate, interno, zona industriale, Nardò
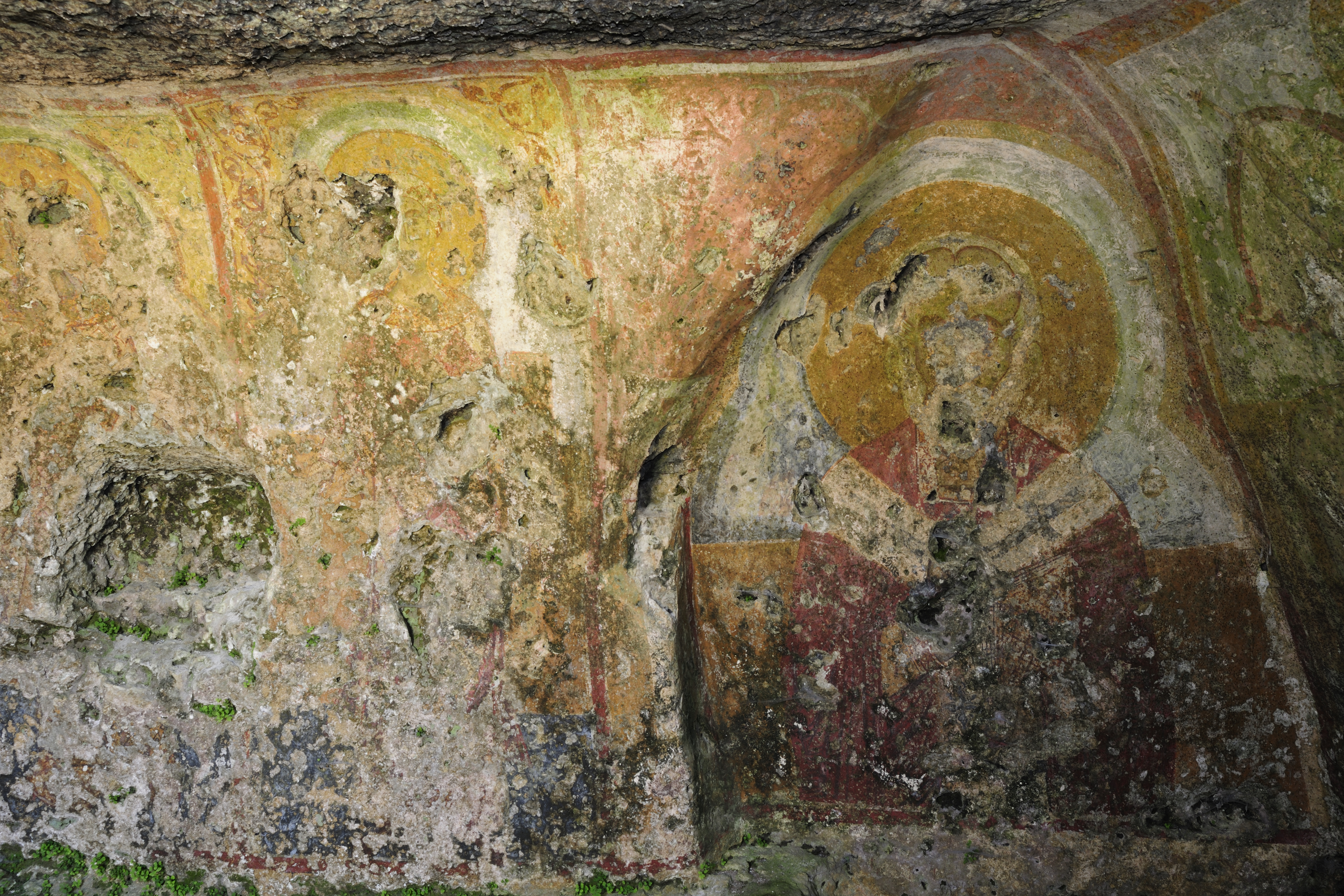
(4) Chiesa rupestre di S. Antonio Abate, interno, zona industriale, Nardò
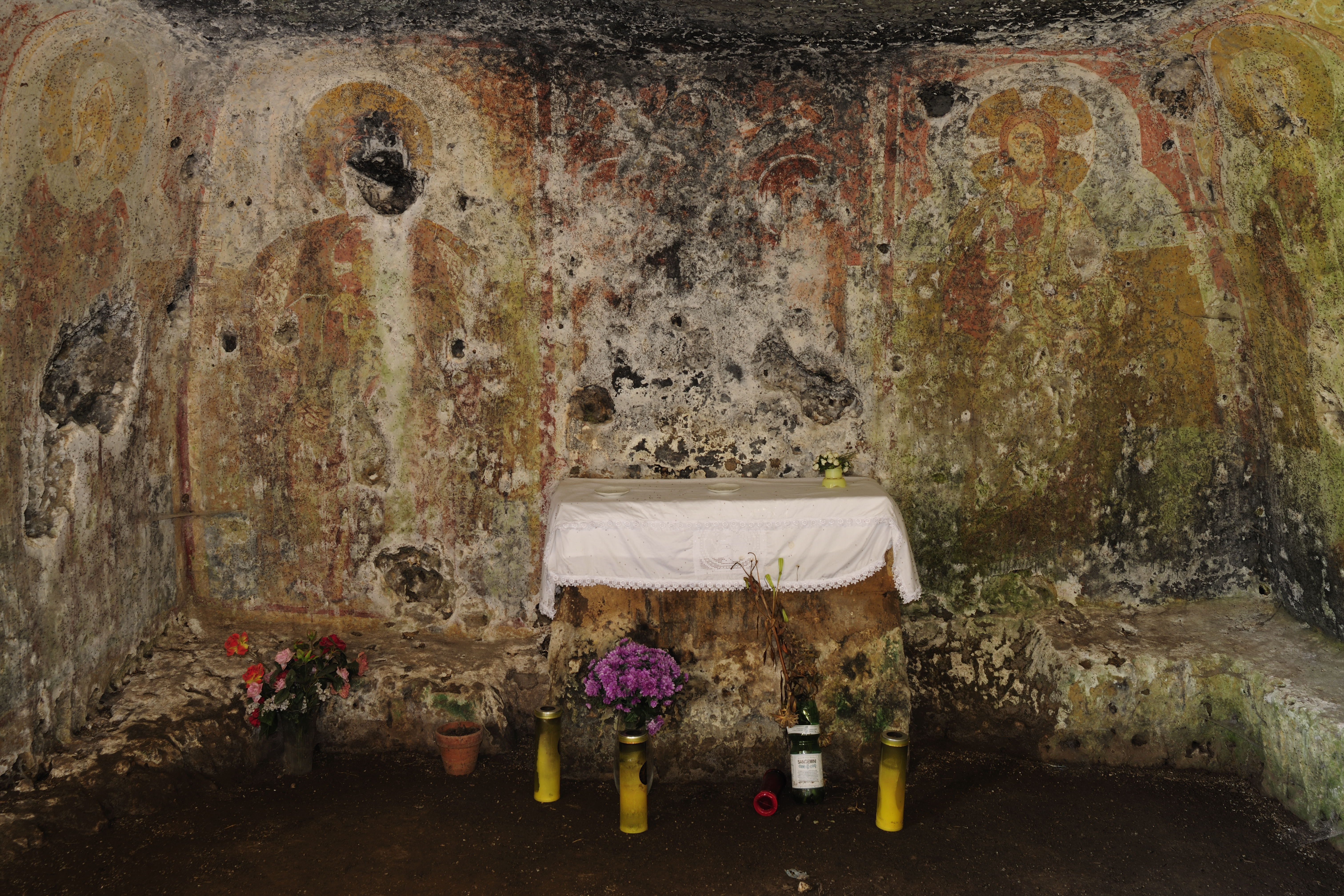
(5) Chiesa rupestre di S. Antonio Abate, interno, zona industriale, Nardò
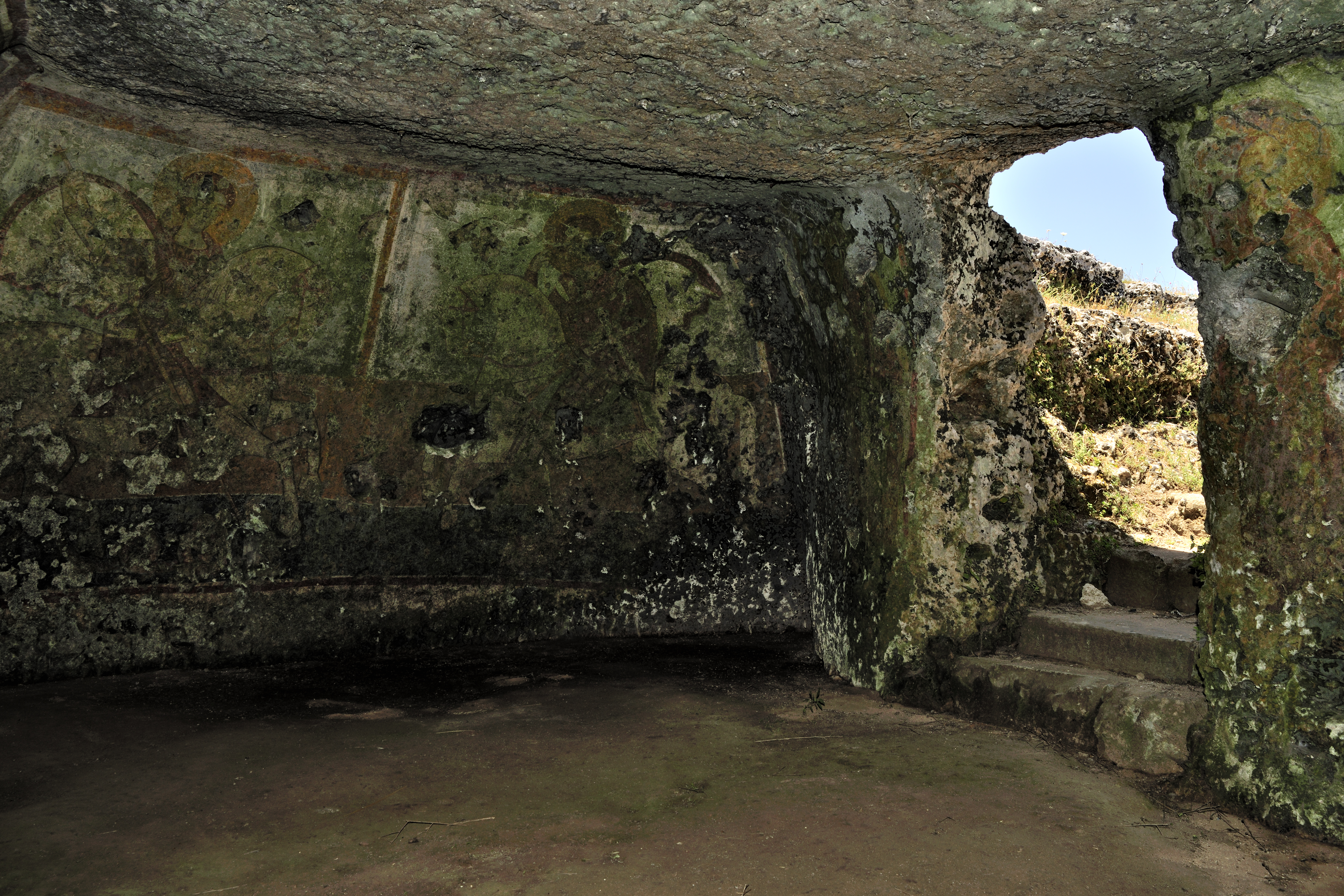
(6) Chiesa rupestre di S. Antonio Abate , interno, zona industriale, Nardò

## Zona pastorale o Forania: Santissimo Crocifisso
| Località | Parrocchia                                | Popolazione | Sito web |
| -------- | ----------------------------------------- | ----------- | -------- |
| Aradeo   | San Nicola Vescovo                        | 6.913       |          |
| Aradeo   | San Rocco                                 | 3.000       |          |
| Galatone | Maria SS. Assunta                         | 3.054       |          |
| Galatone | San Francesco d'Assisi                    | 3.780       |          |
| Galatone | San Massimiliano Kolbe                    | 1.100       |          |
| Galatone | Sacro Cuore di Gesù                       | 3.617       |          |
| Galatone | Santi Cosma e Damiano Martiri             | 3.107       |          |
| Galatone | Santi Paolo e Luca Missionari del Vangelo | 1.495       |          |
| Neviano  | San Giuseppe da Copertino                 | 1.154       |          |
| Neviano  | San Michele Arcangelo                     | 5.000       |          |
| Seclì    | Beata Vergine Maria delle Grazie          | 1.890       |          |

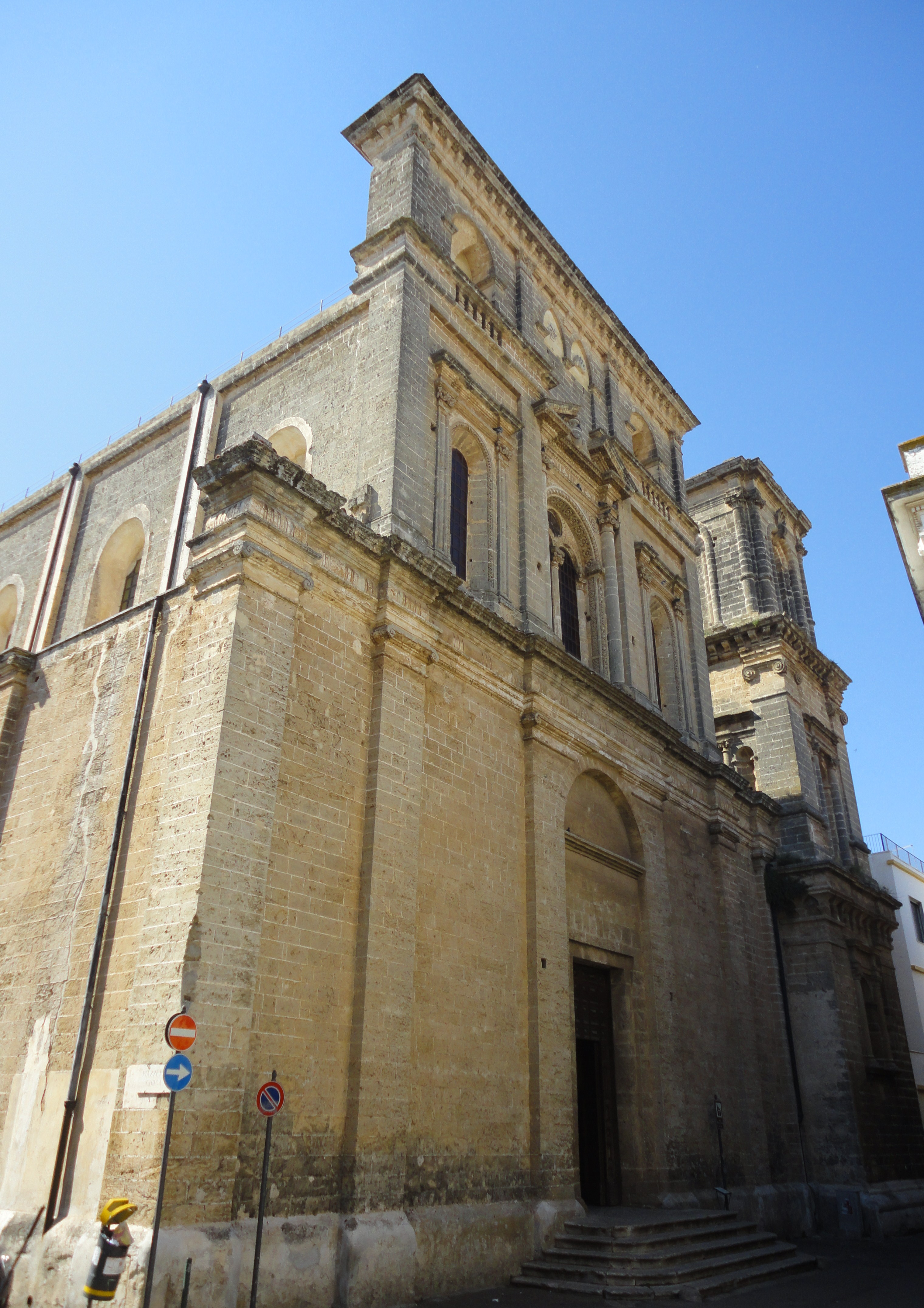
Chiesa parrocchiale Maria SS. Assunta, Galatone
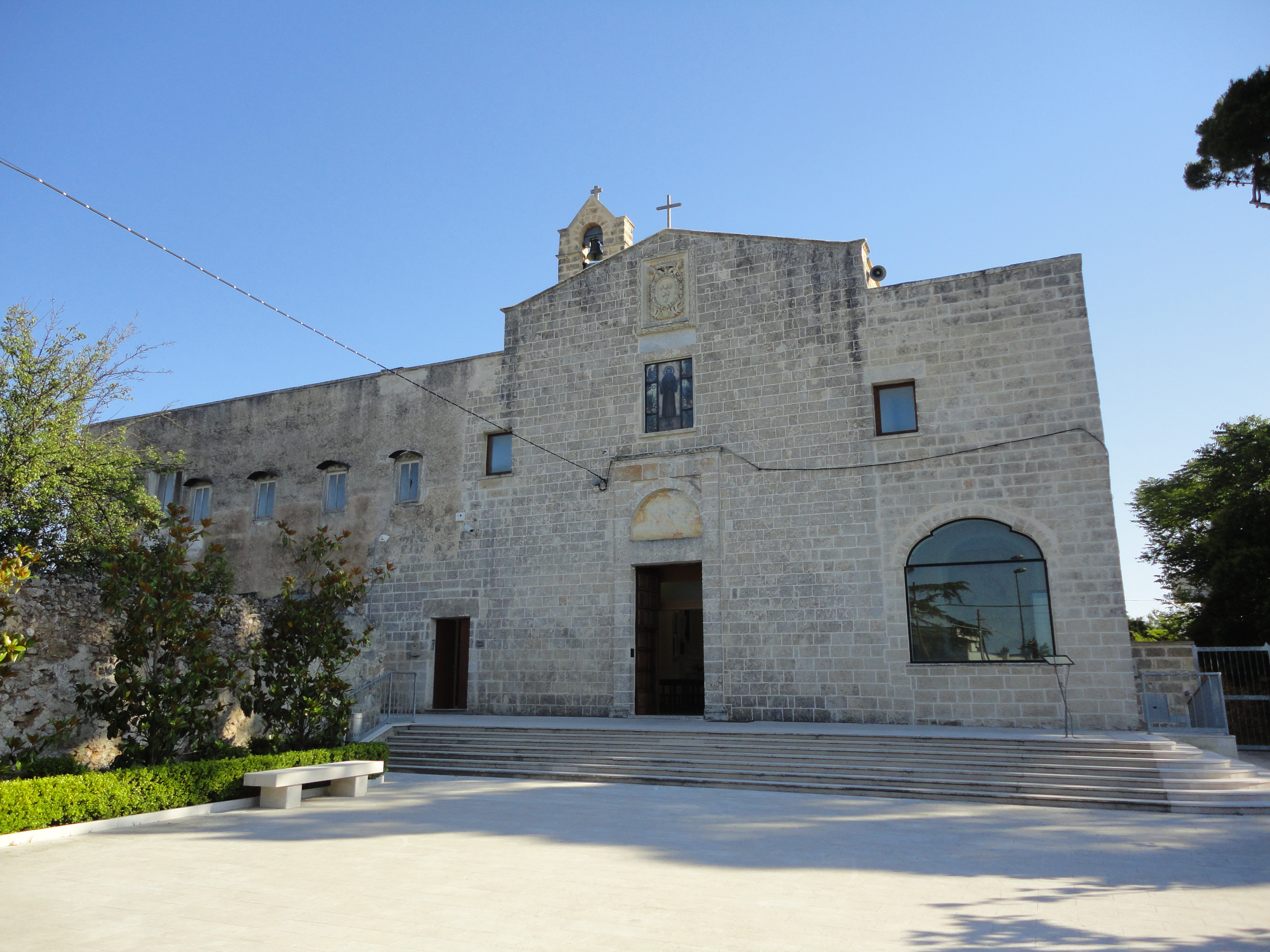
Chiesa di San Francesco, Galatone
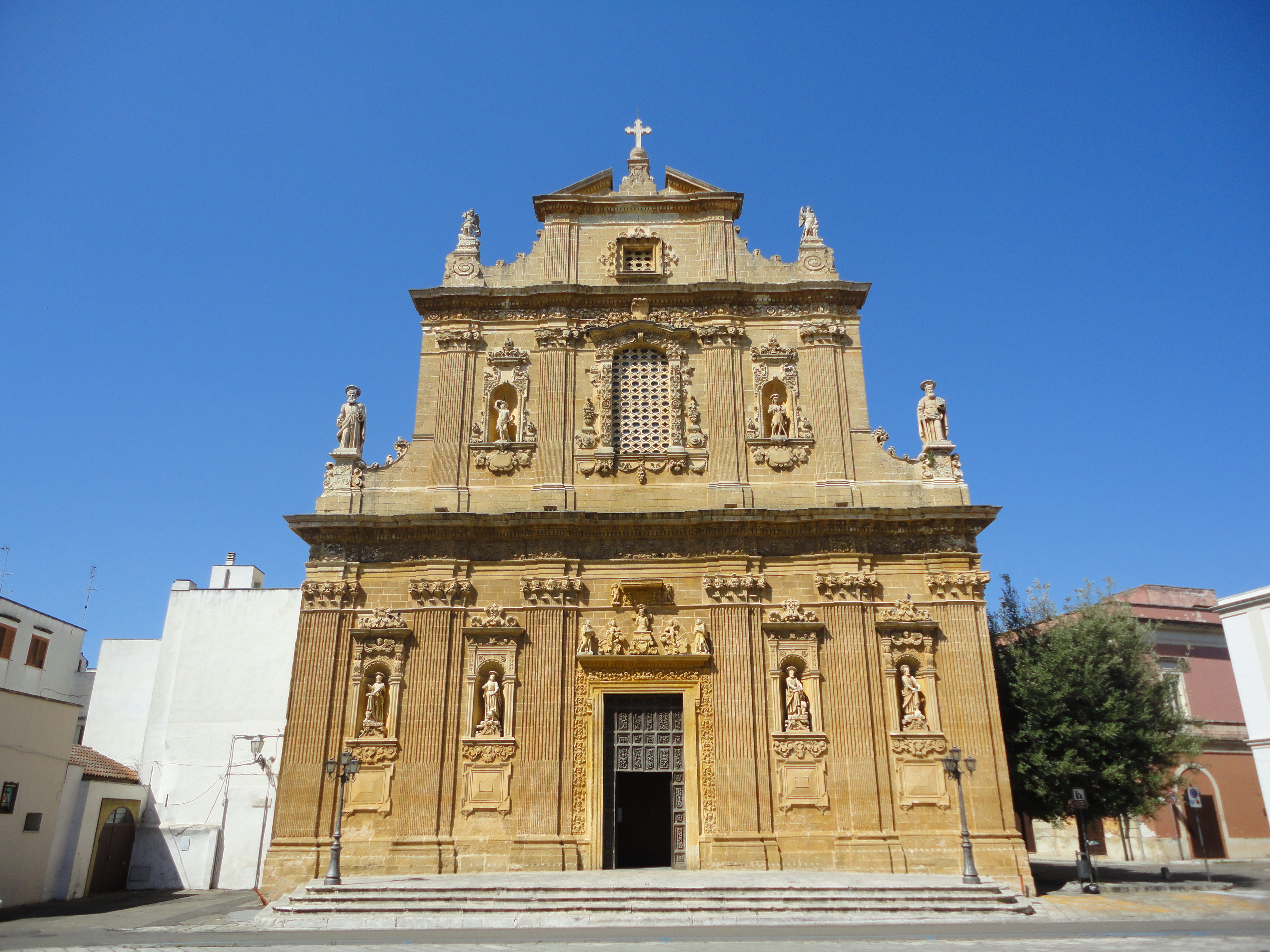
Santuario del Santissimo Crocifisso, Galatone
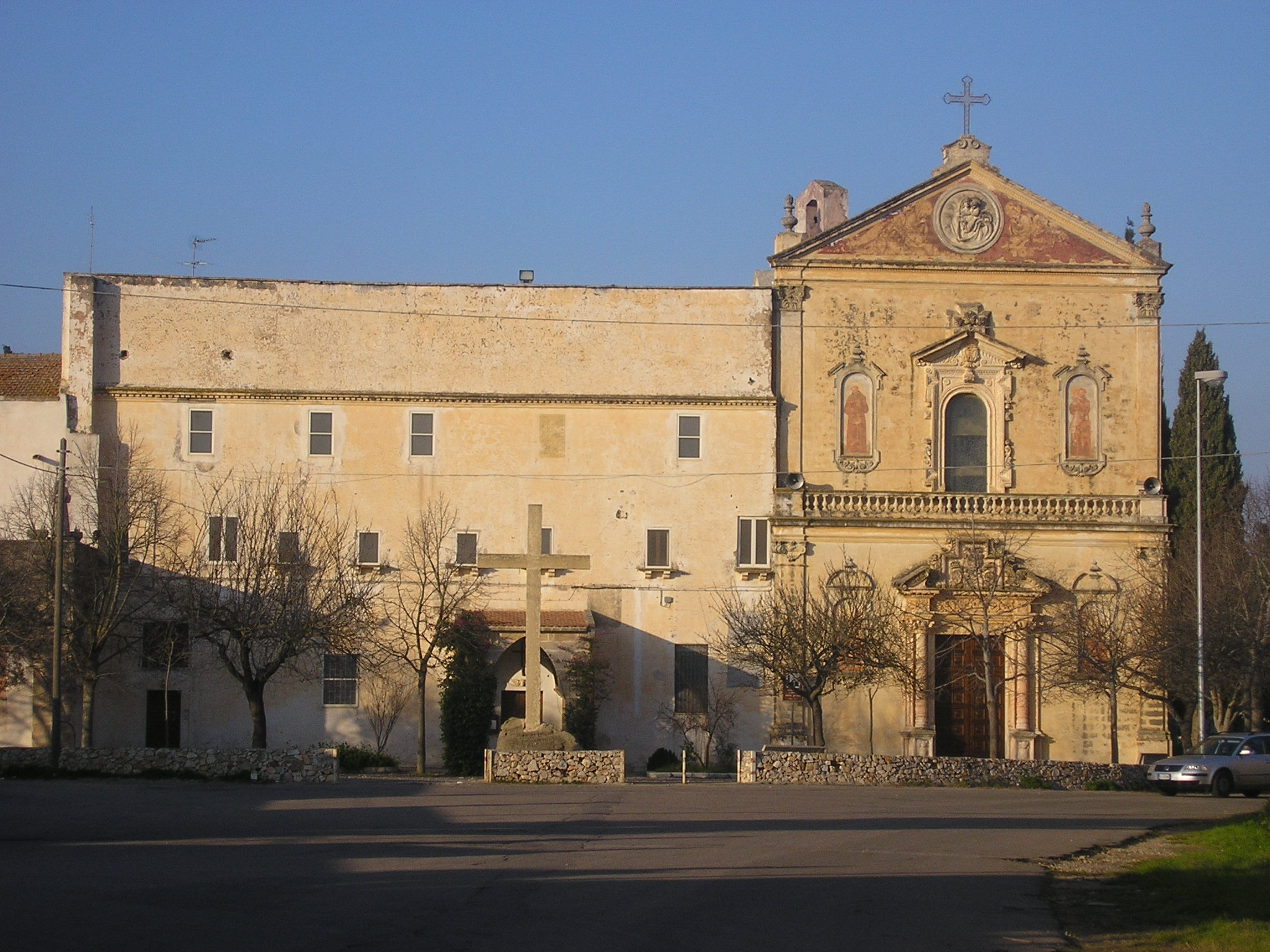
Convento e chiesa della Madonna della Grazia, Galatone
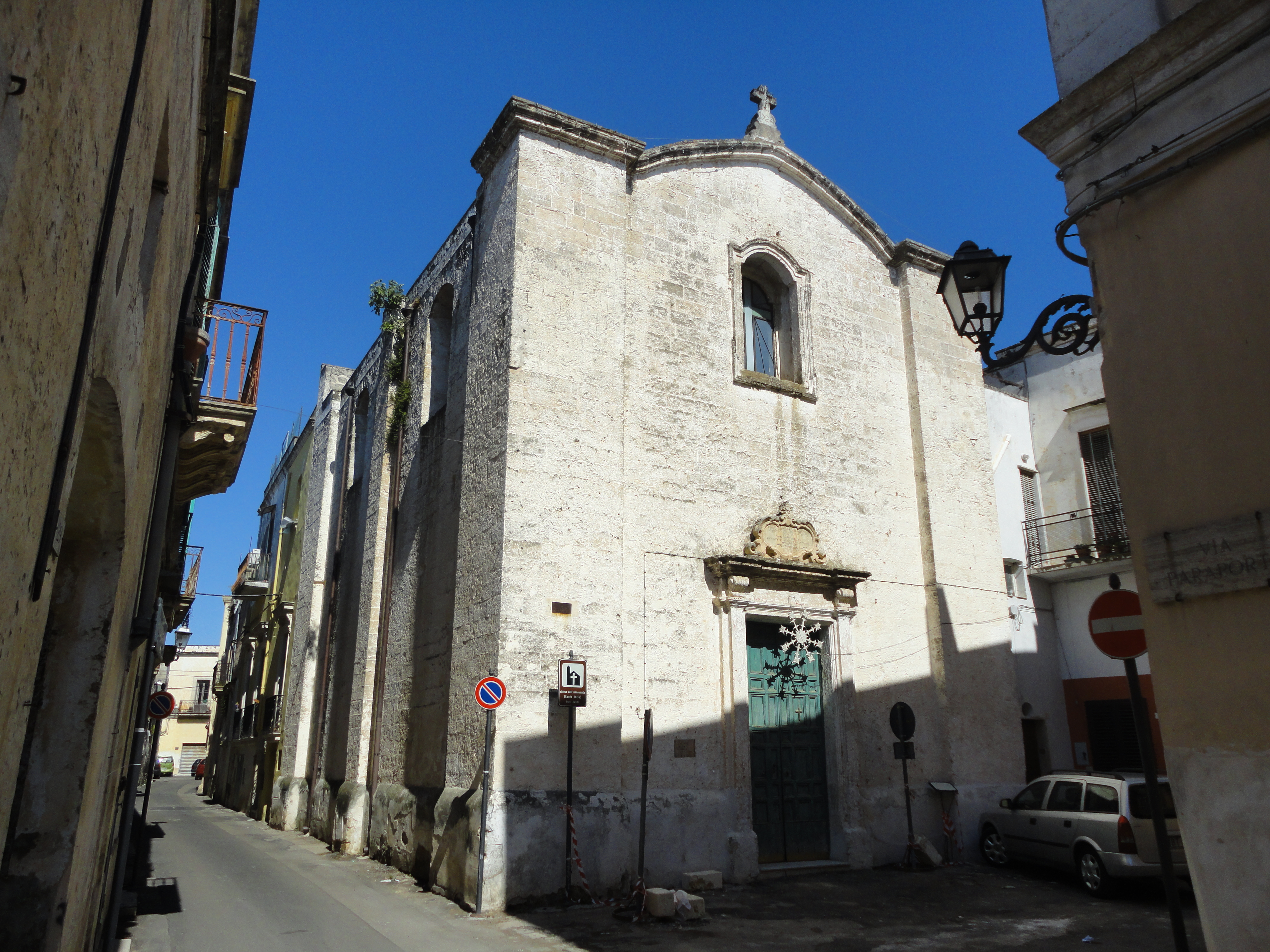
Chiesa dell'Annunziata, Galatone
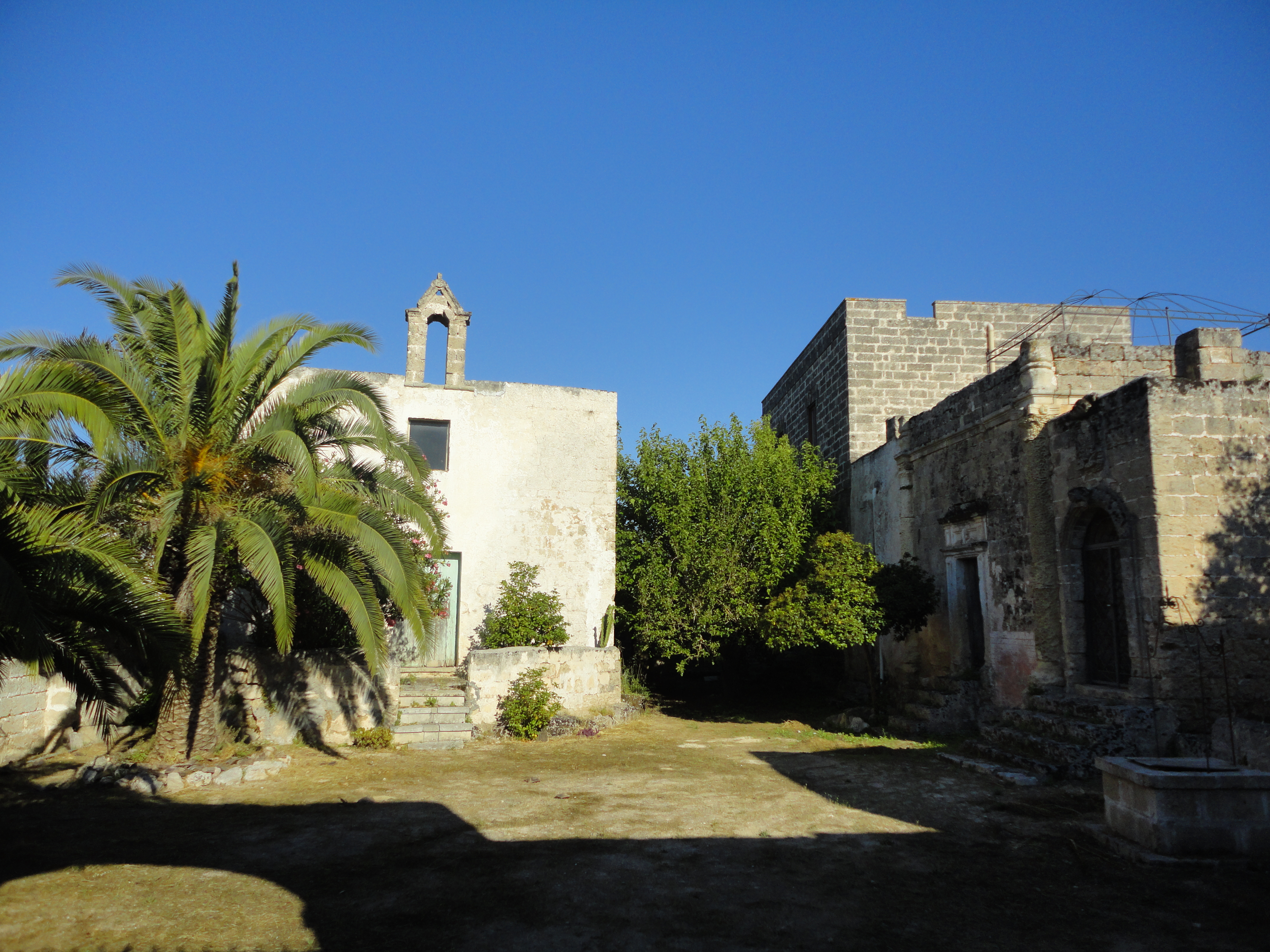
Vecchia abbazia di San Nicola di Pergoleto, Galatone
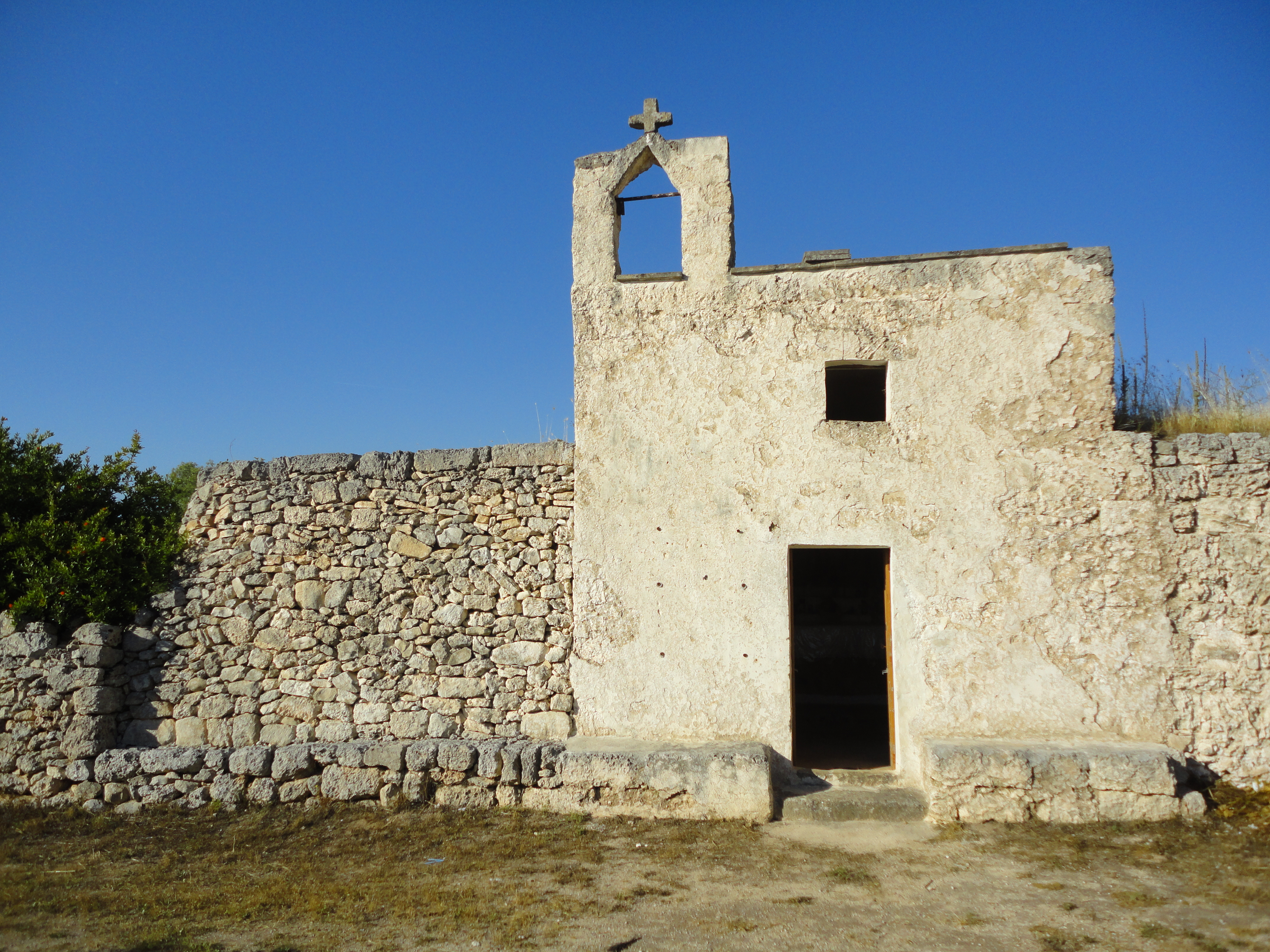
Chiesa di Cristo, di Tabelle, Galatone
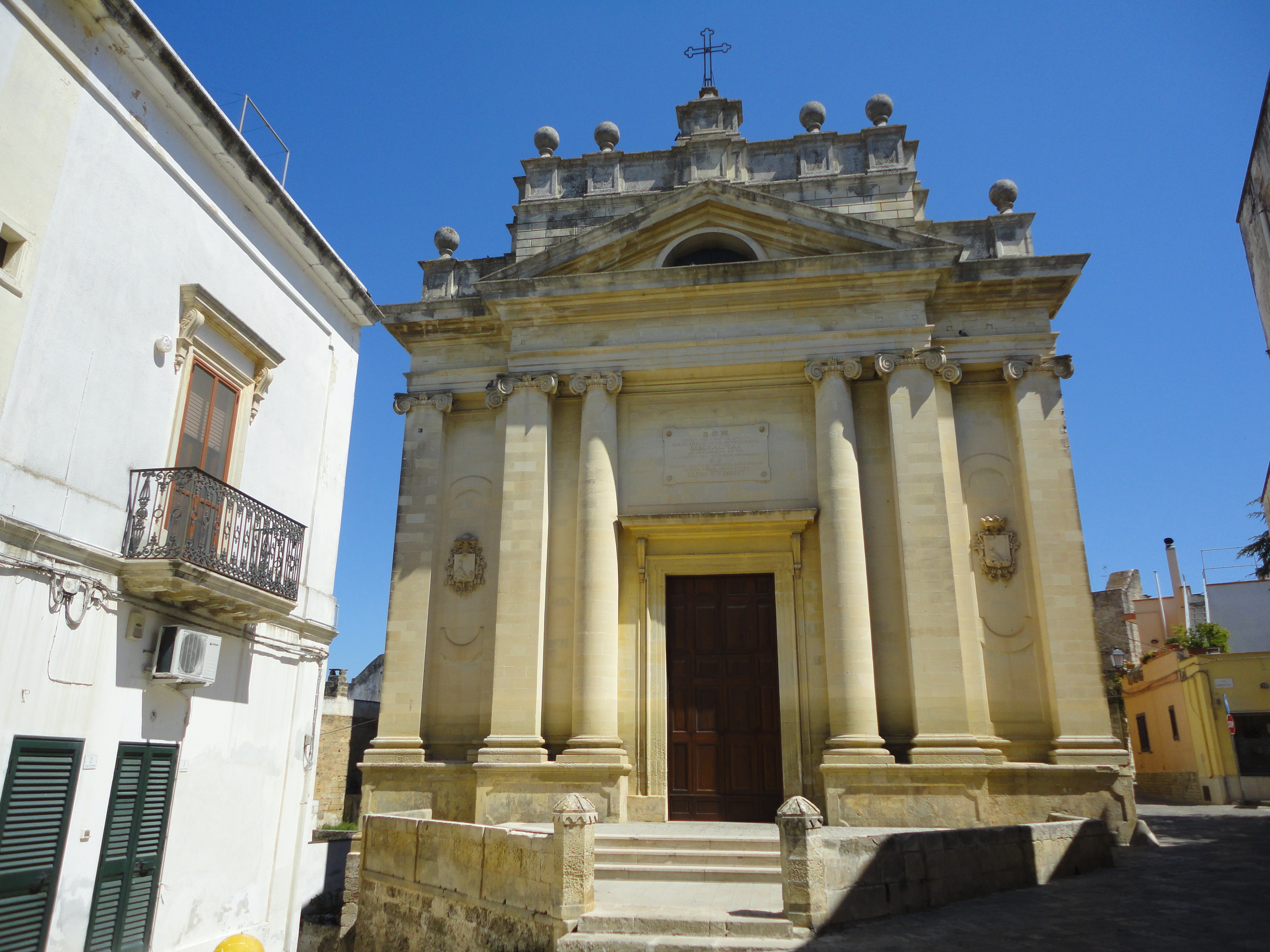
(1) Chiesa madre, Neviano
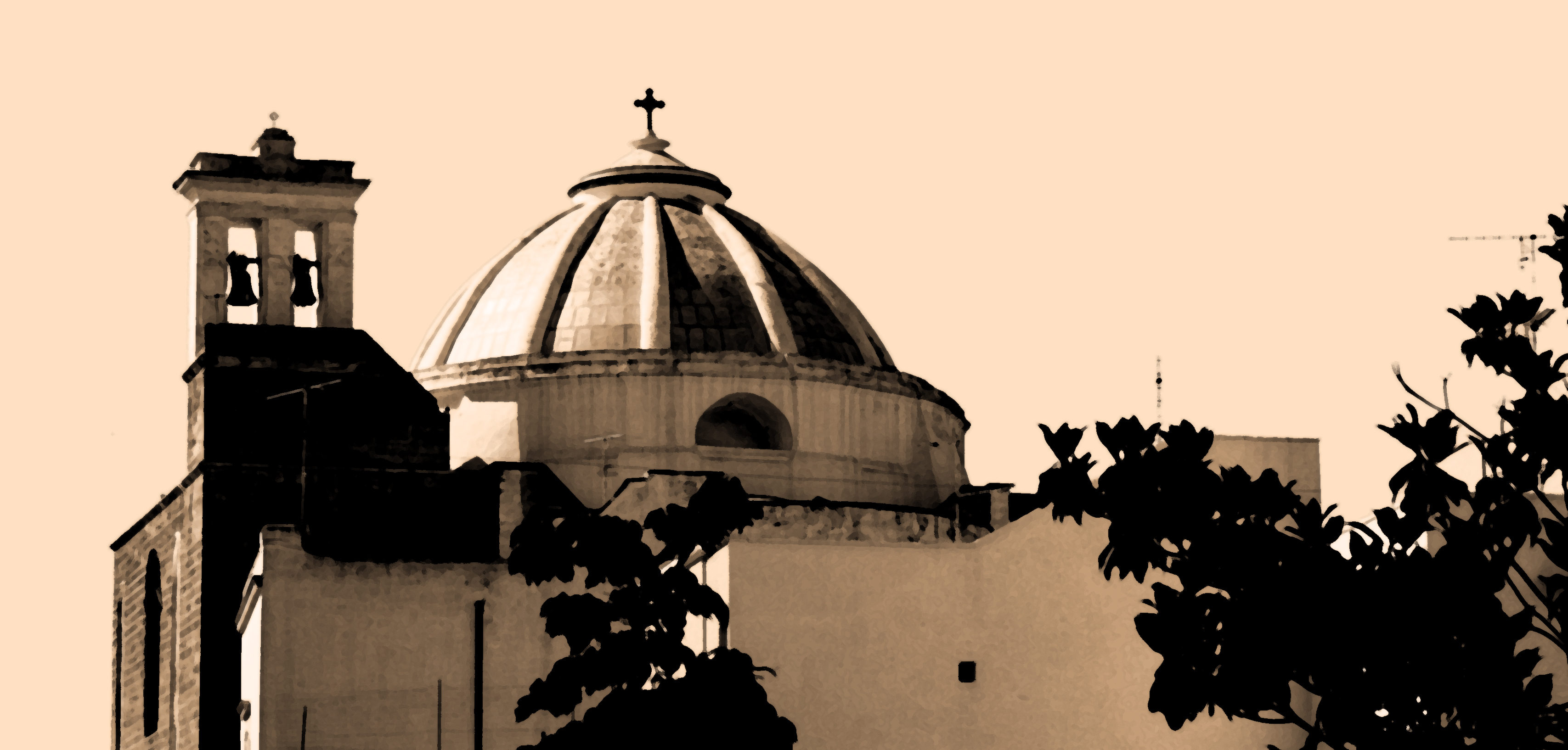
(2) Cupola della chiesa madre, particolare, Neviano
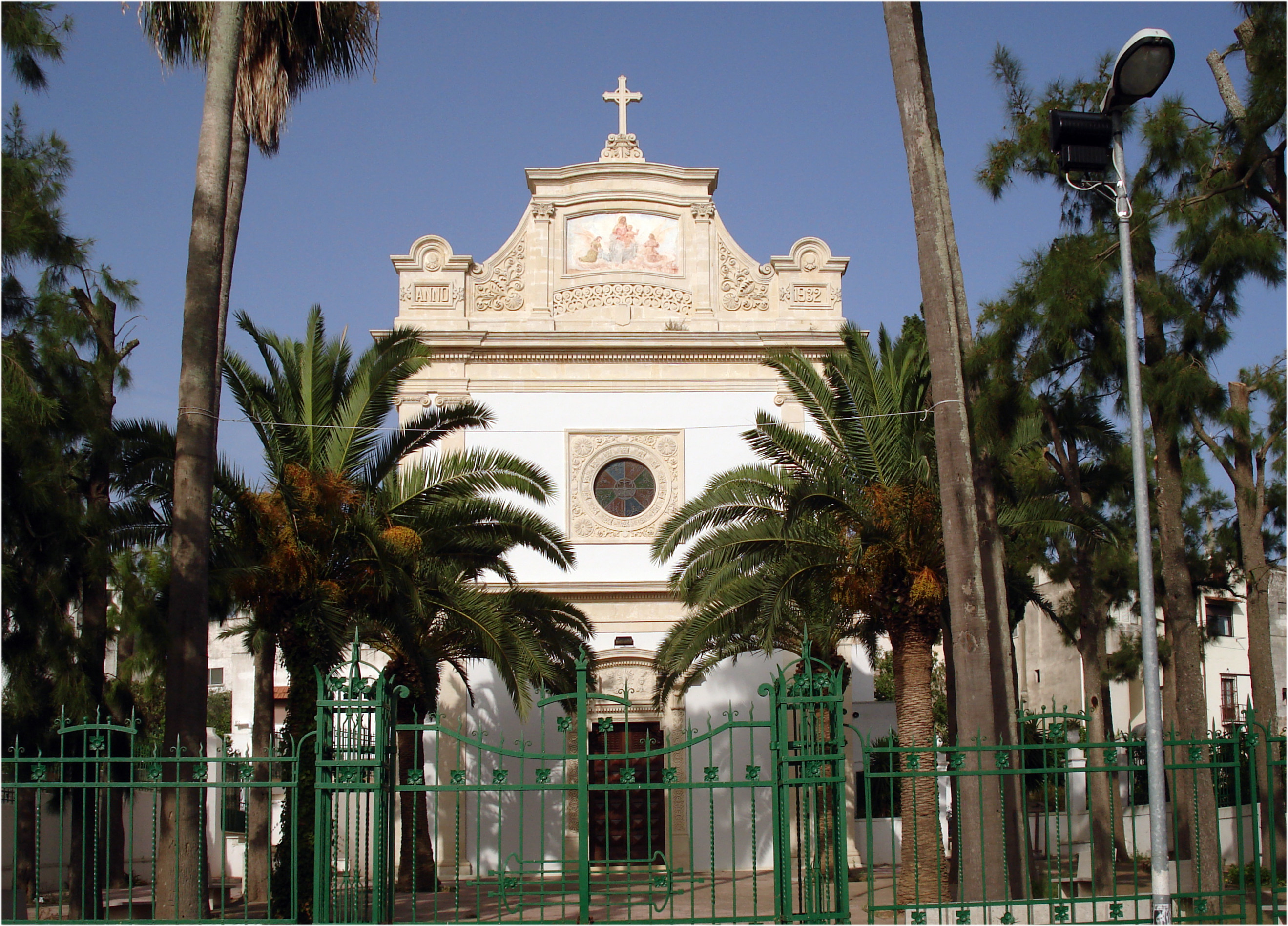
Chiesa Madonna della Neve, Neviano
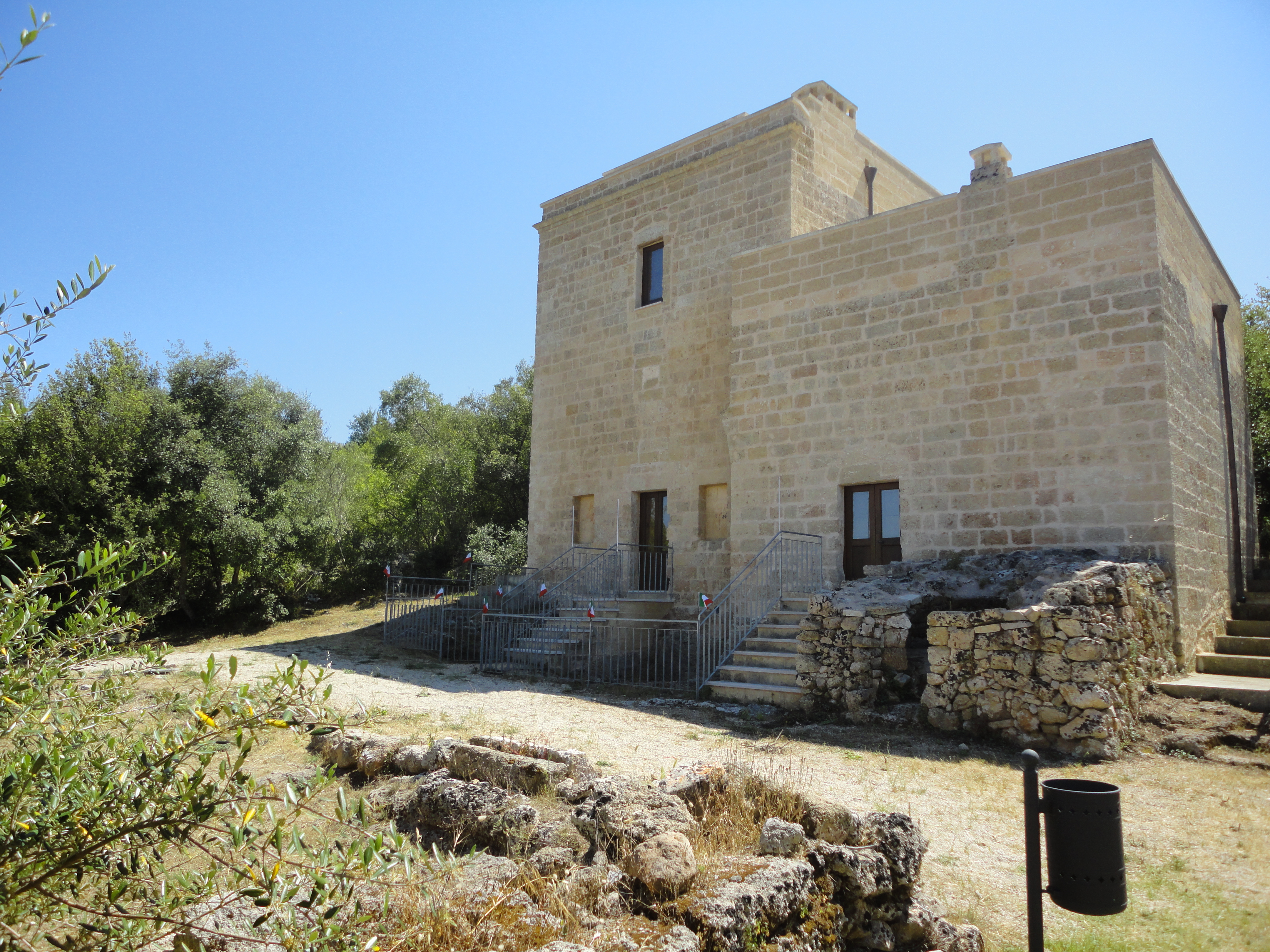
Vecchia abbazia di San Nicola di Macugno, Neviano
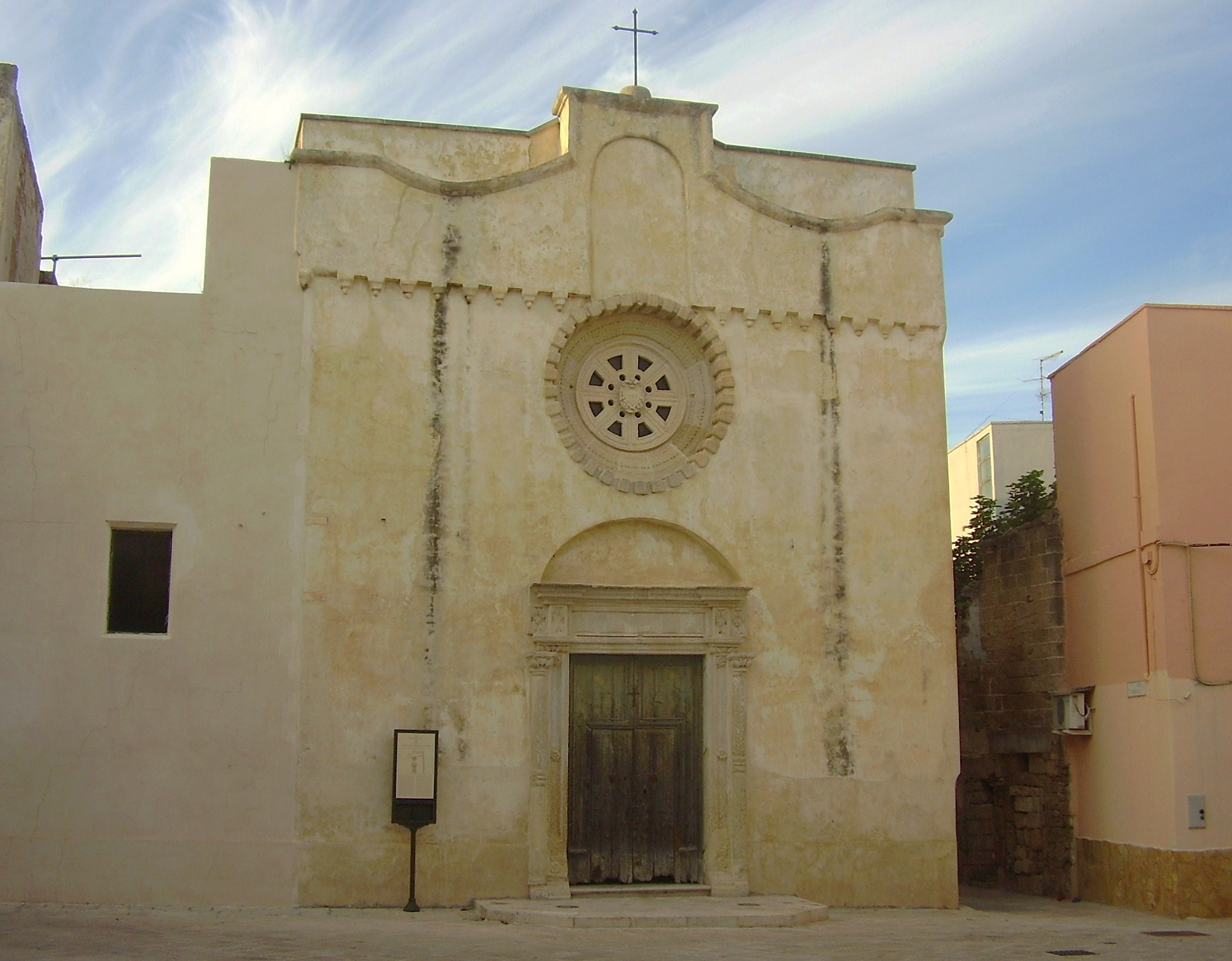
Parrocchia, Beata Vergine Maria delle Grazie, Chiesa Madre, Seclì